# Biserica de lemn din Tisa, Arad

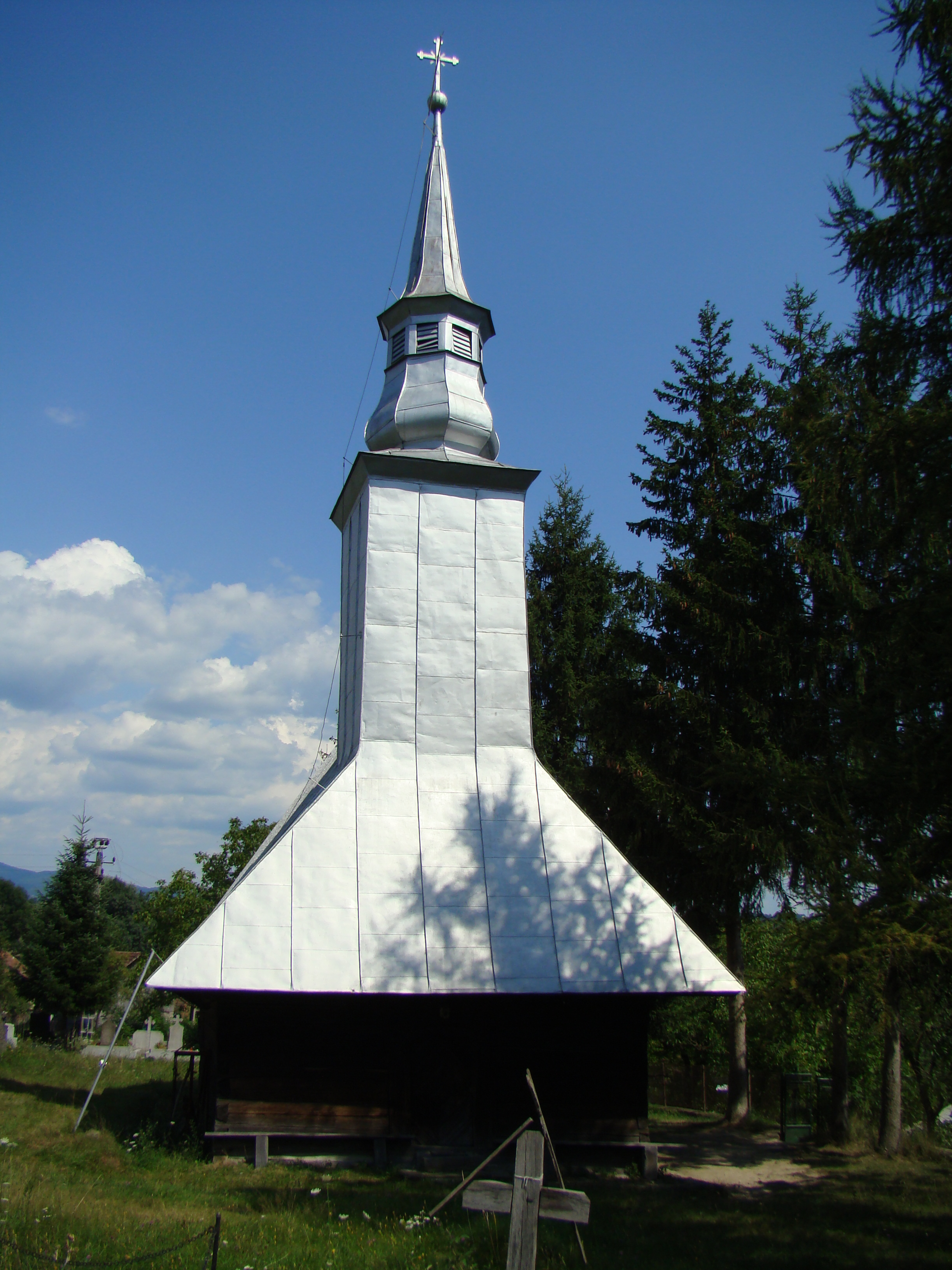
Biserica de lemn „Sfinții Apostoli Petru şi Pavel” din Tisa, comuna Hălmagiu, județul Arad, foto: iulie 2009.

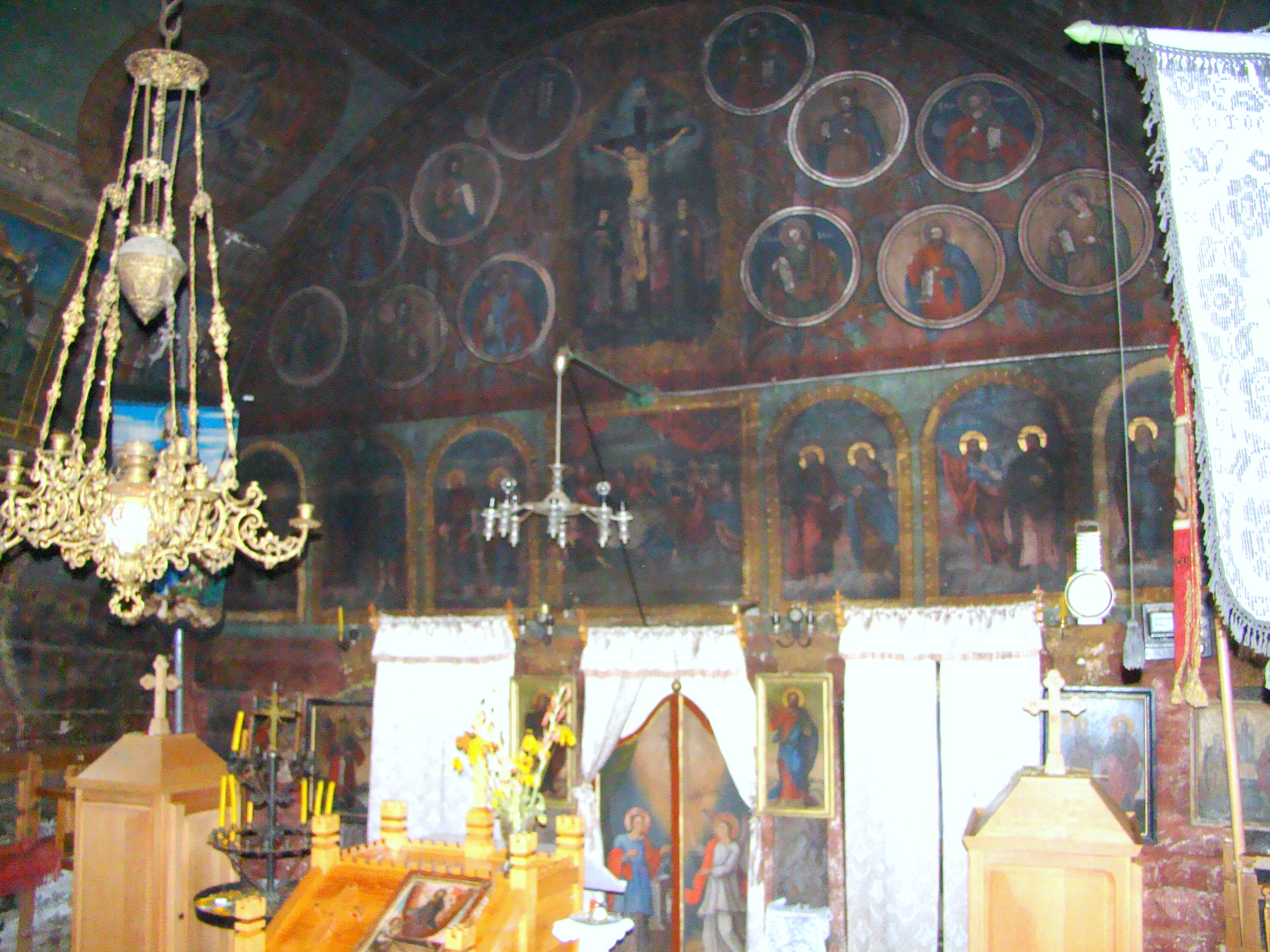
Iconostasul

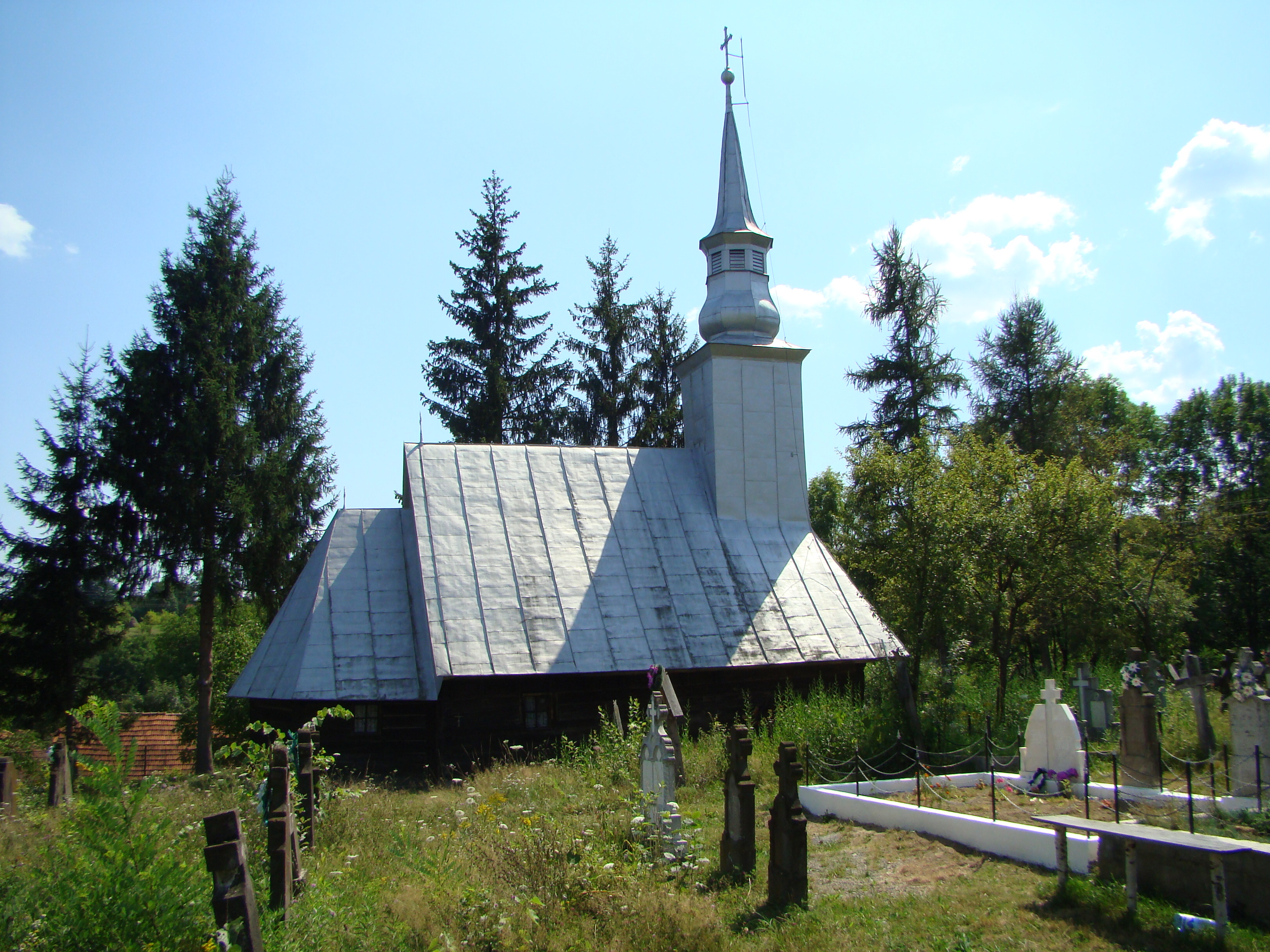

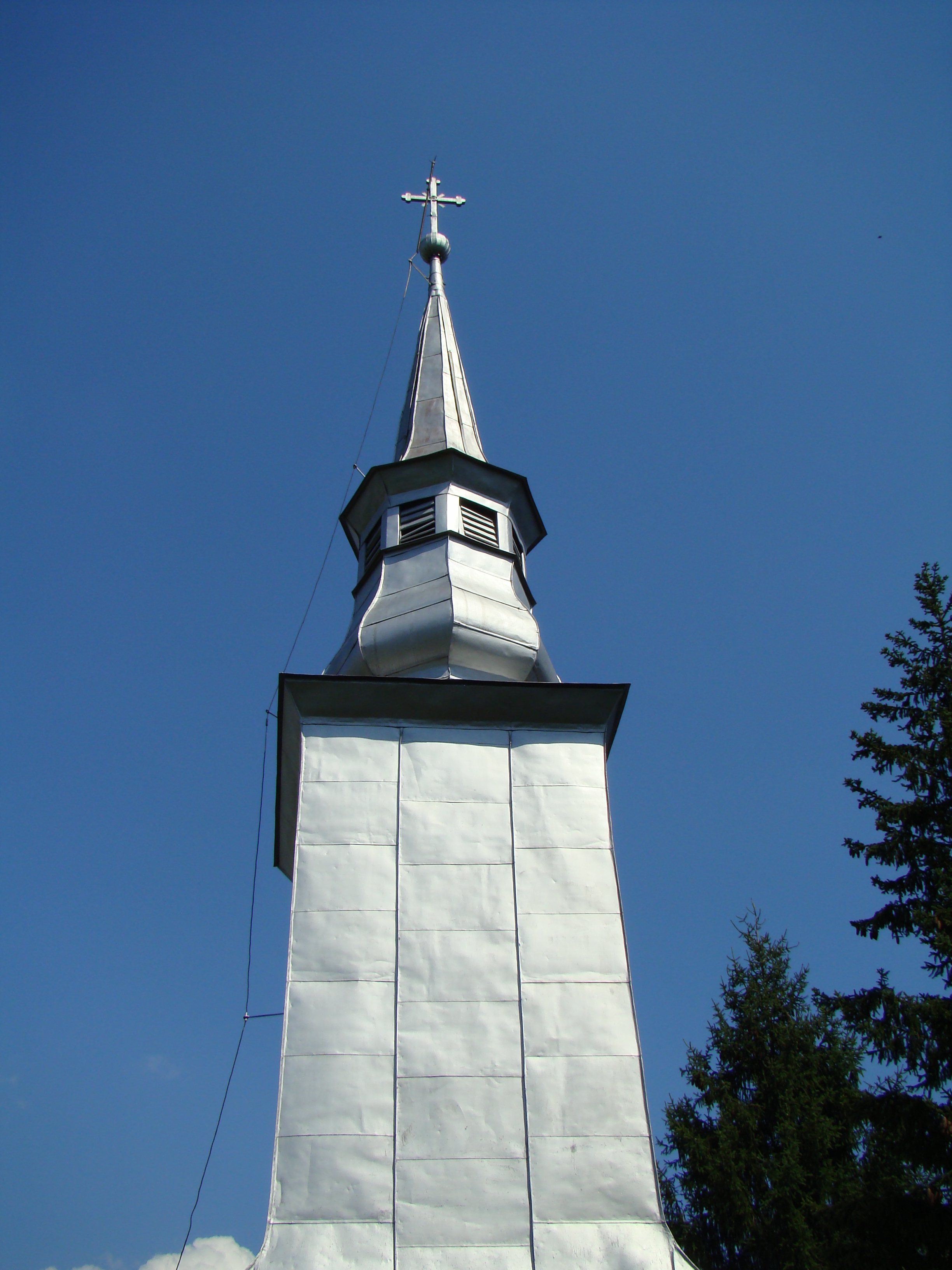

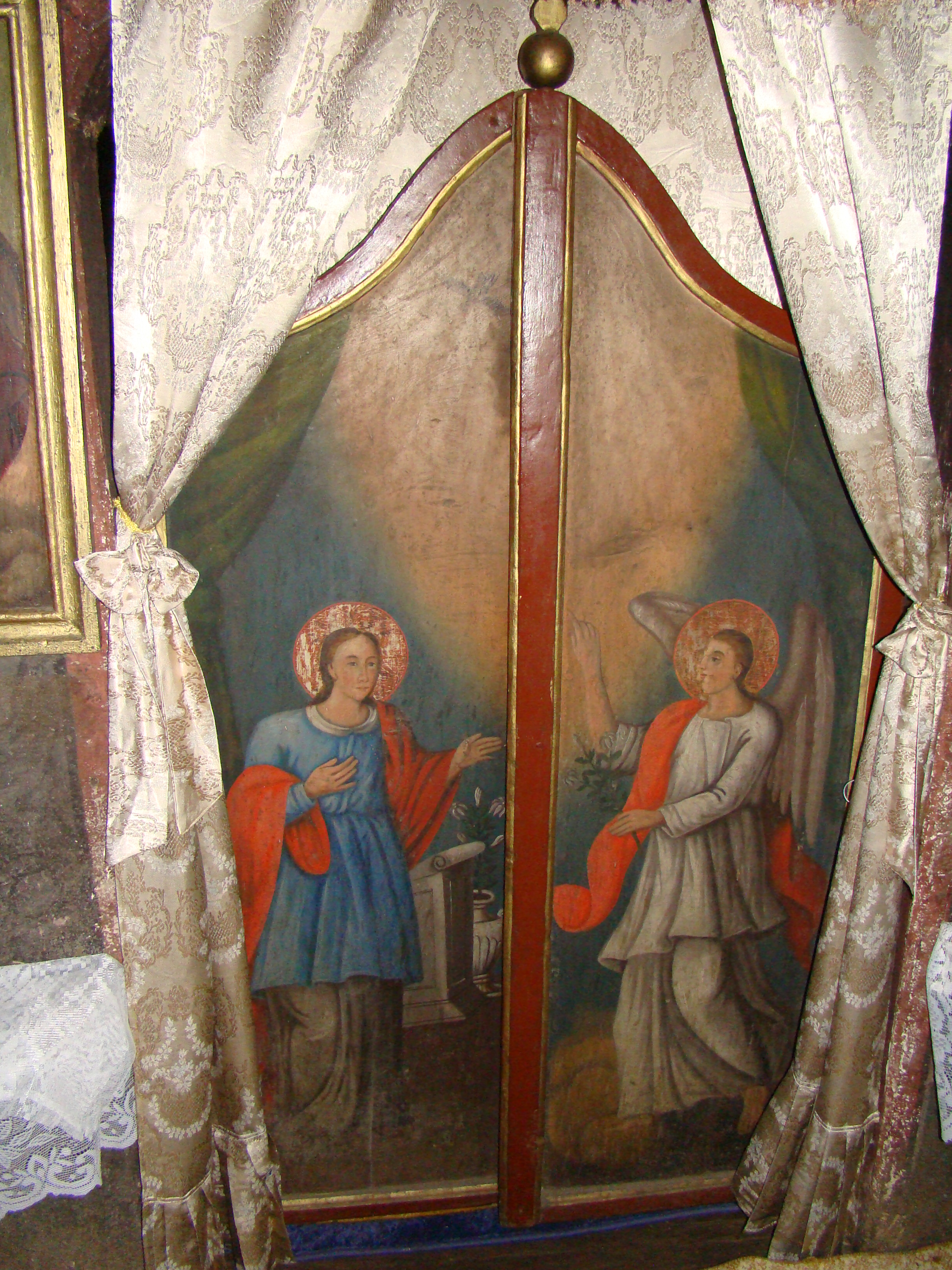

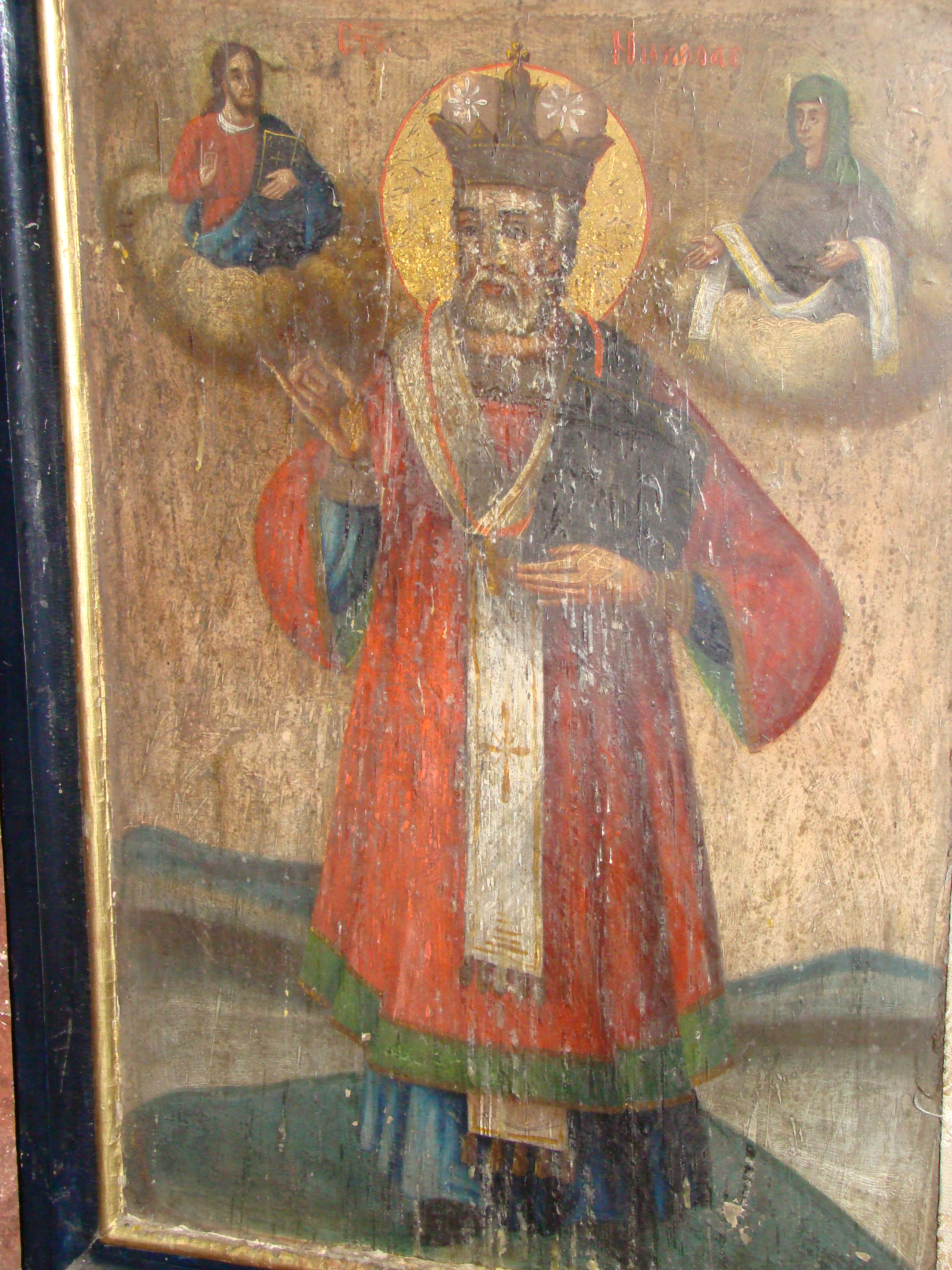

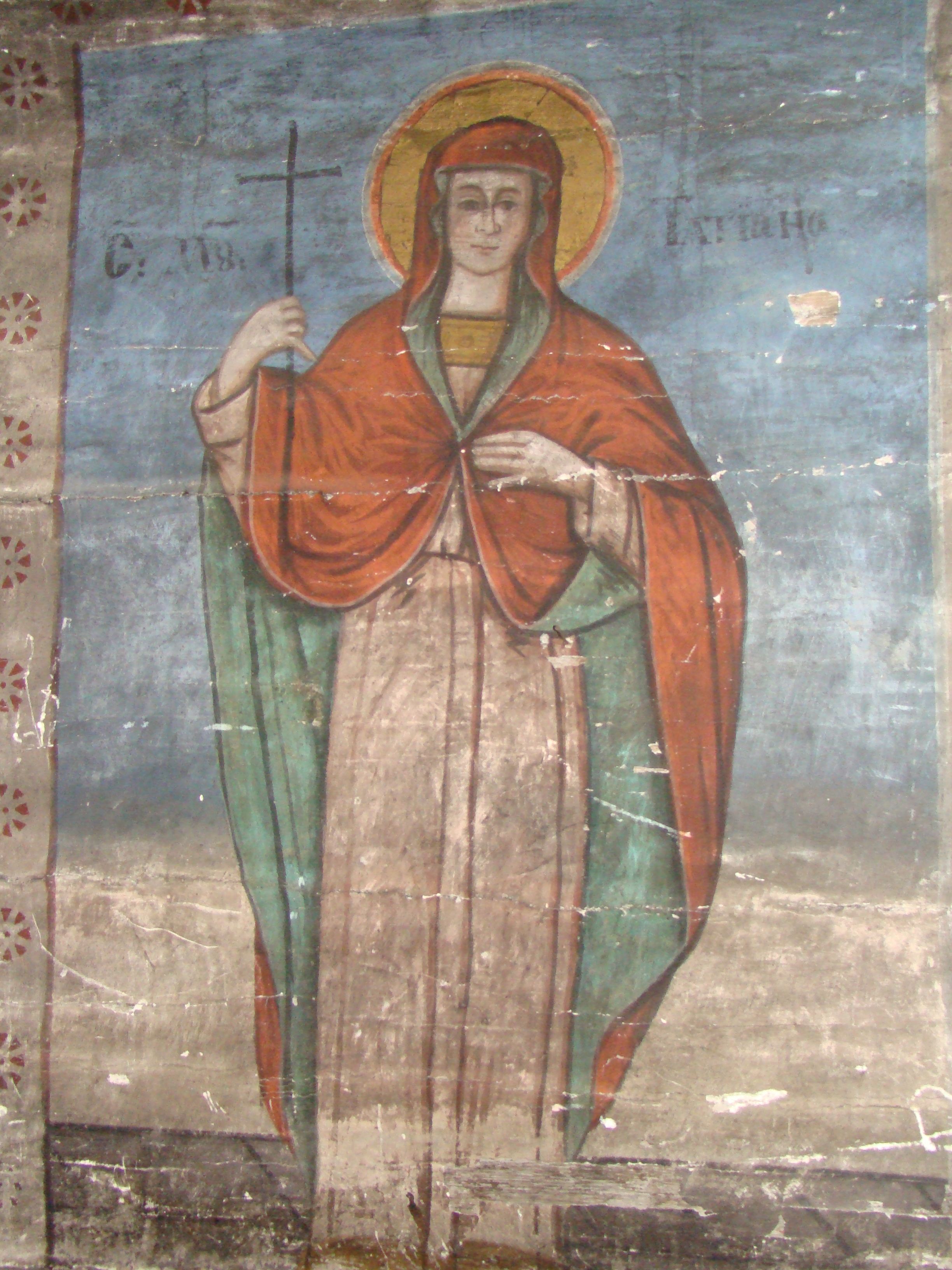

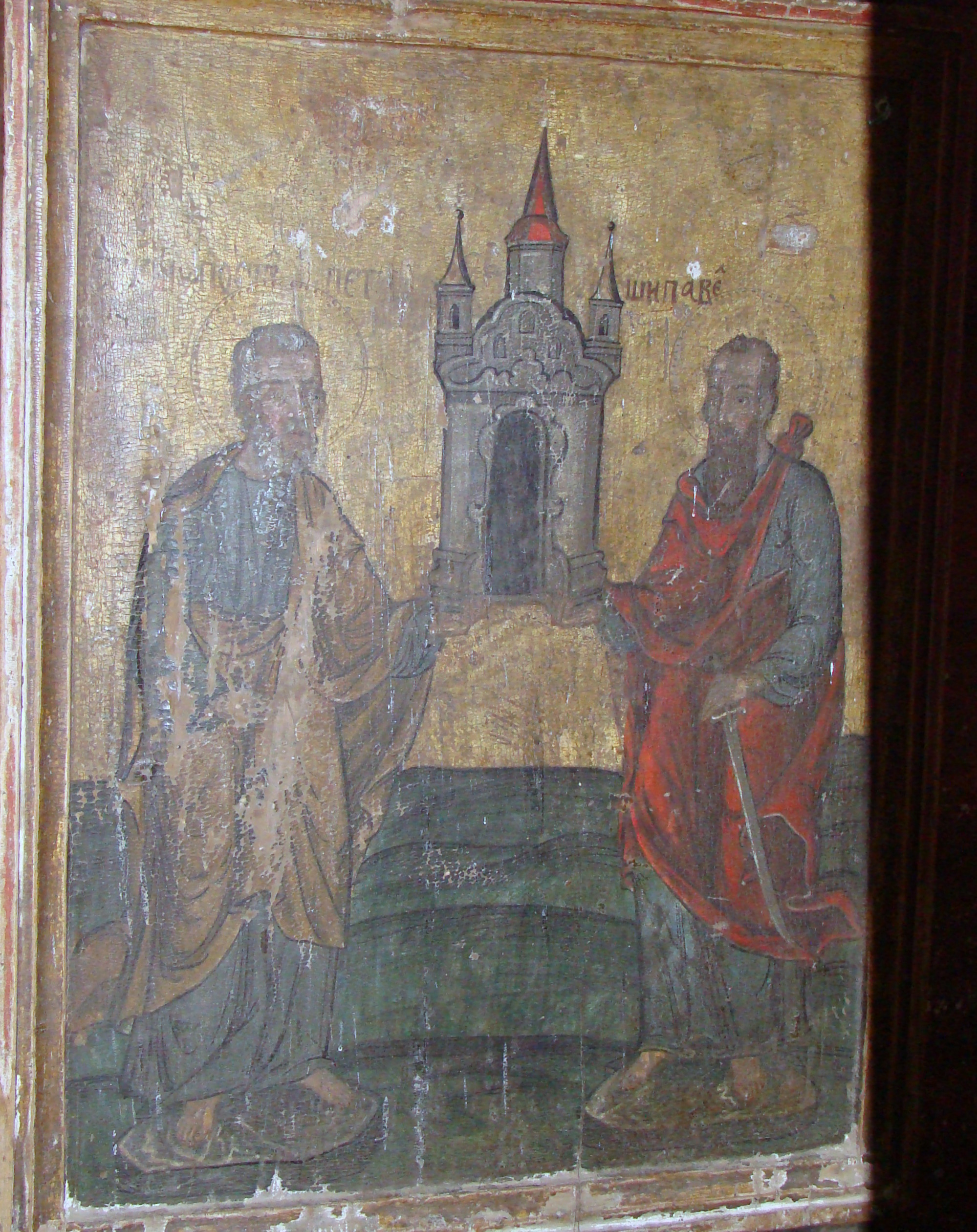
Icoana de hram: Sărbătoarea Sfinților Petru și Pavel

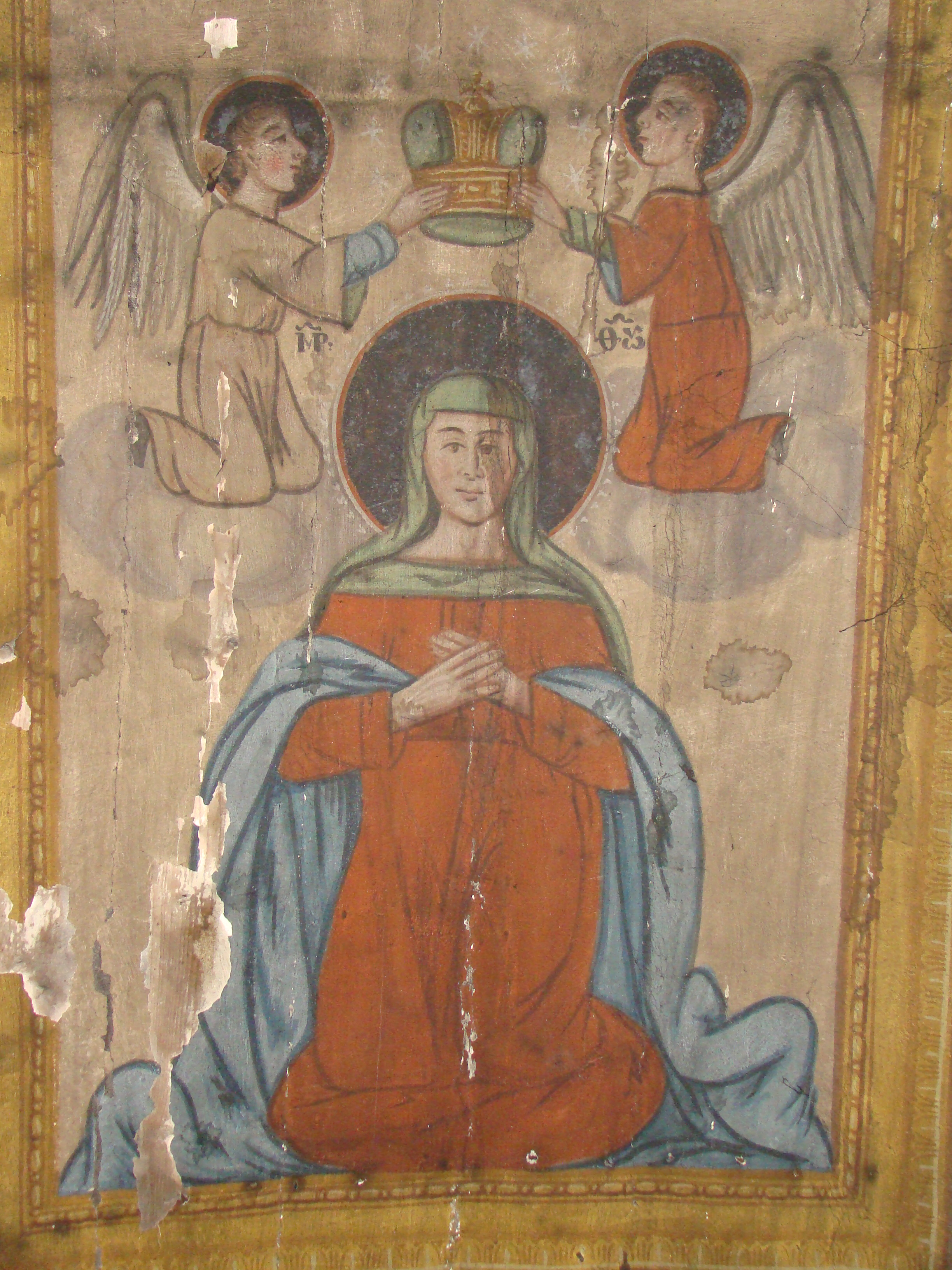
Încoronarea Maicii Domnului

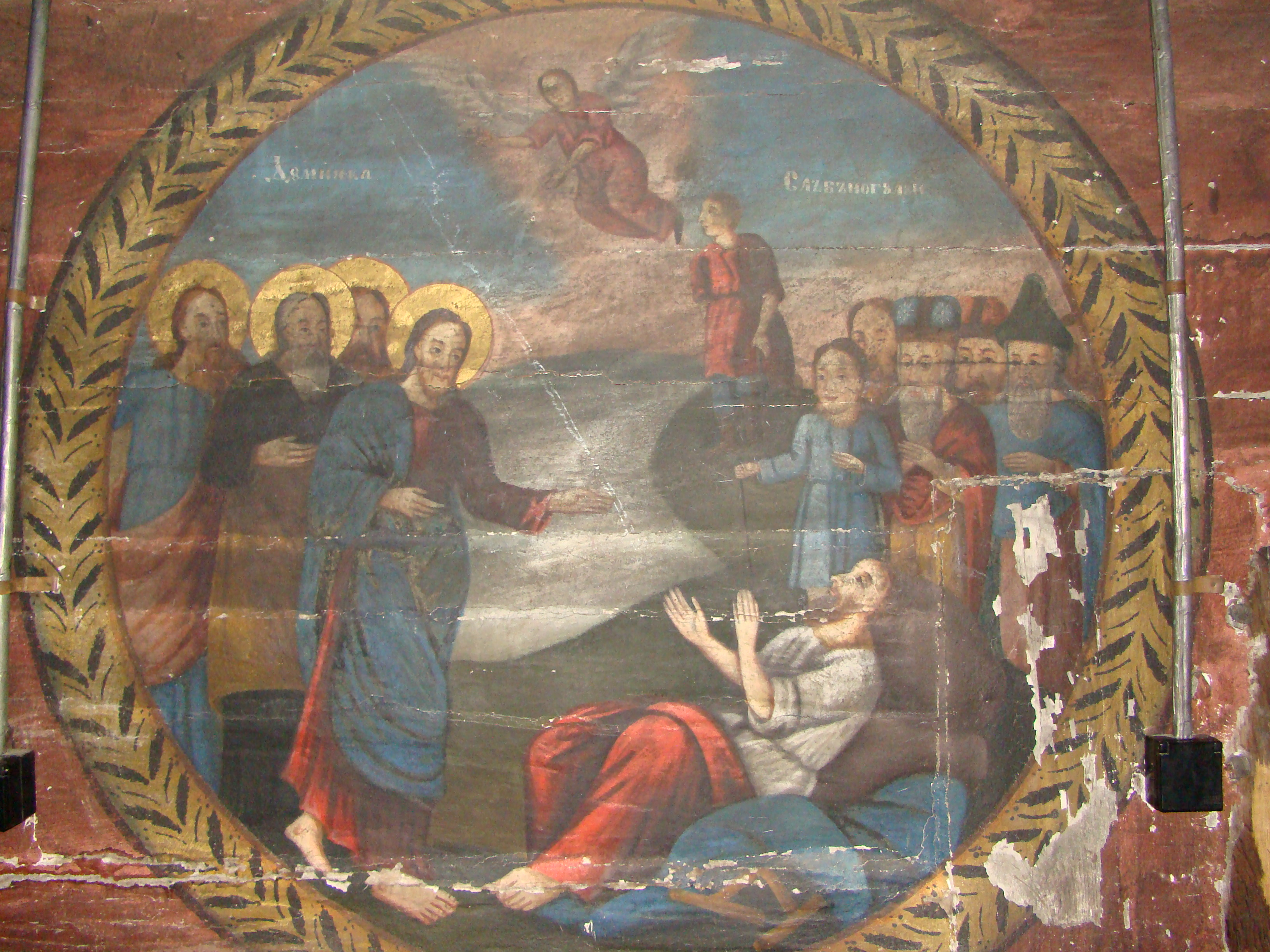

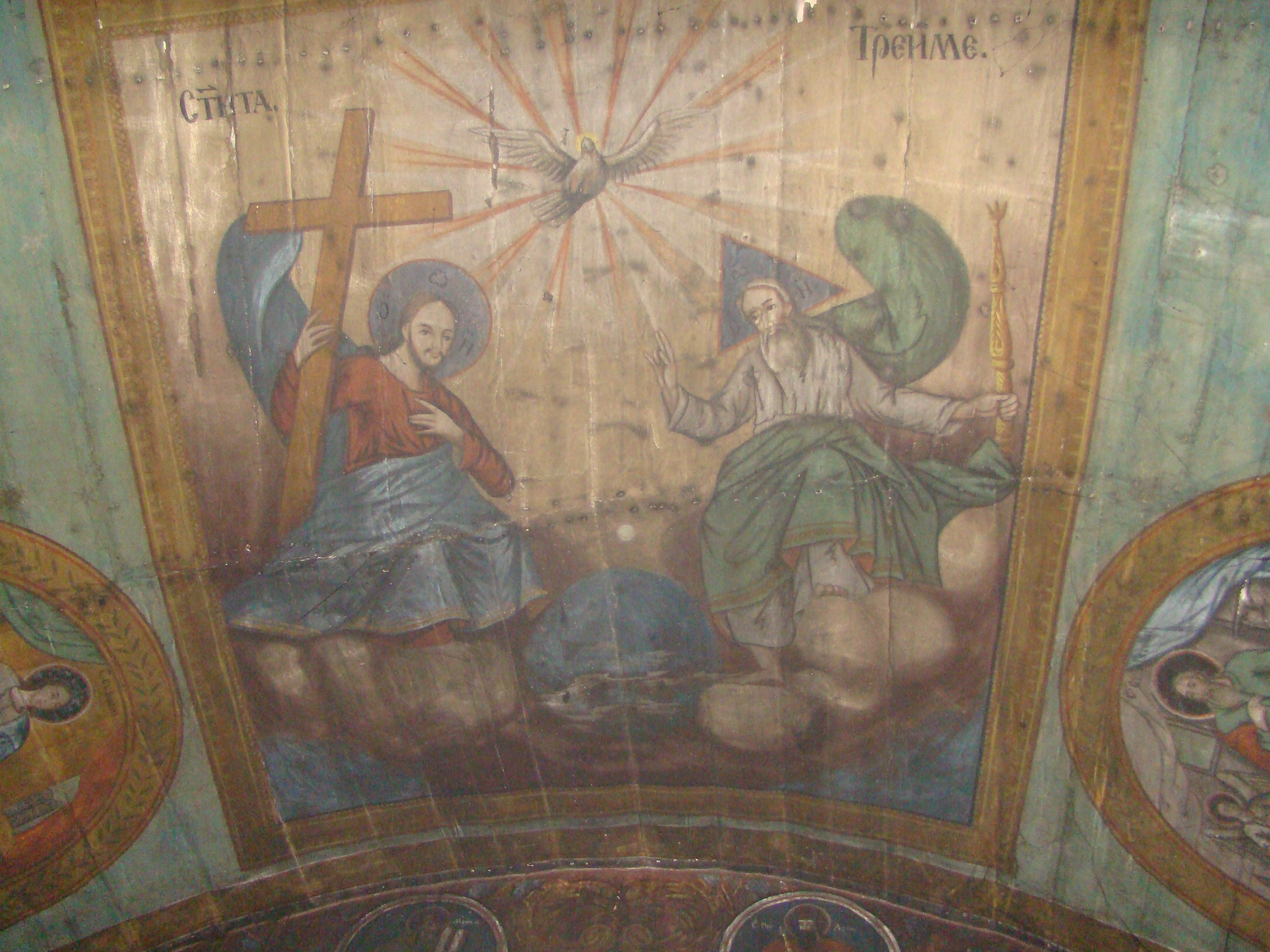

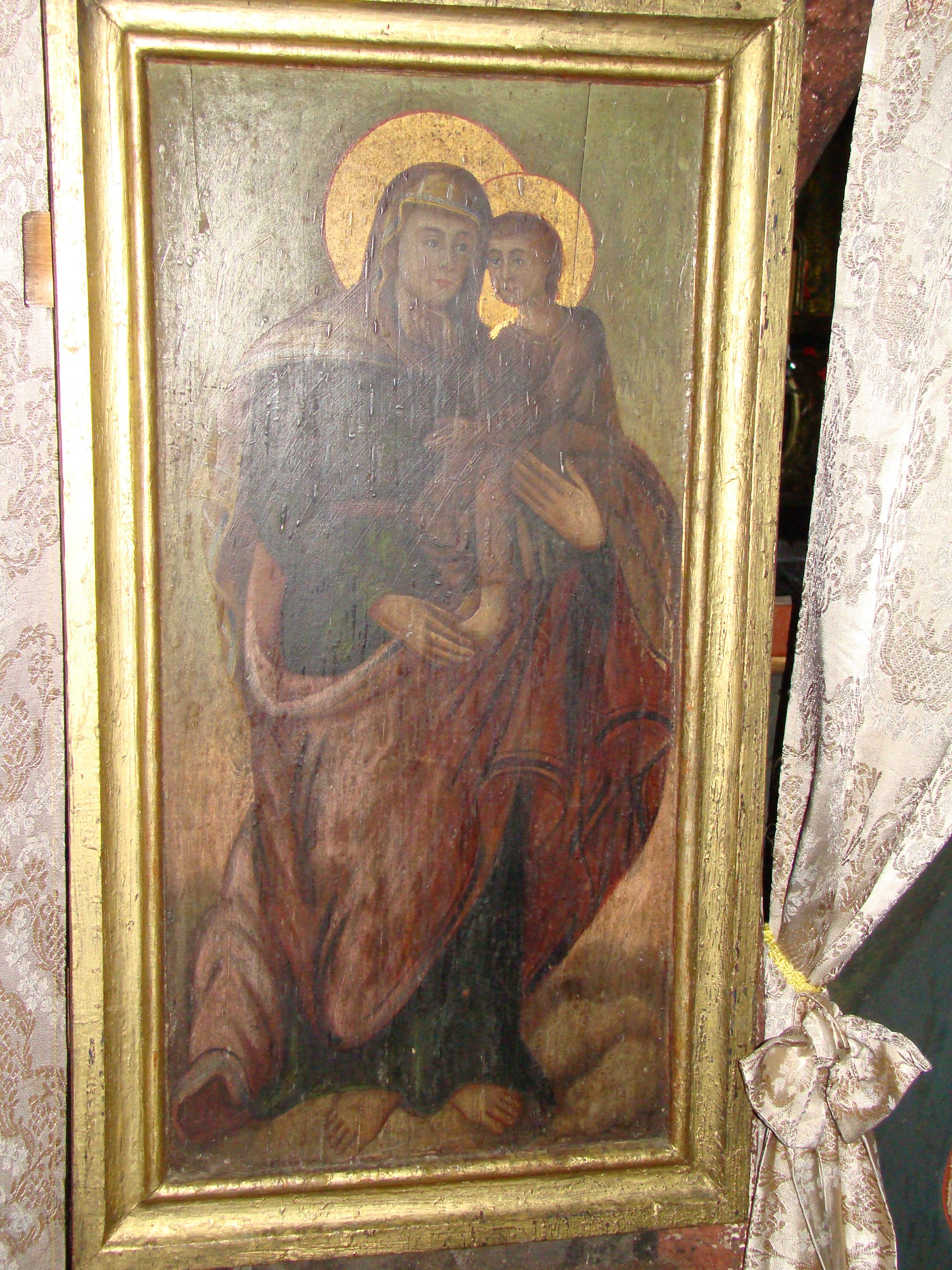

Biserica de lemn din Tisa, comuna Hălmagiu, județul Arad, a fost construită în anul 1770. Are hramul „Sfinții Apostoli Petru și Pavel”. Biserica se află pe noua listă a monumentelor istorice sub codul LMI: cod LMI AR-II-m-A-00654.

## Istoric și trăsături
Pe filele unui exemplar al Cazaniei lui Varlaam, la 1701, Ioan Moldoveanul făcea o însemnare în care se face mențiune despre „biserica satului Tisa". Această mențiune, ne determină să credem că exista o biserică de lemn, edificată în secolul al XVII-lea, dacă nu mai veche. În conscripția episcopului Sinesie Jivanovici din 1755, biserica nu este menționată, probabil că între timp a fost demolată, satul nu avea lăcaș de cult și era filie la Hălmagiu. În anul 1770 este edificată actuala biserică de lemn, cu hramul „Sf. Apostoli Petru și Pavel". Turnul este ascuțit și bine proporționat. Din această perioadă se atribuie zugravului Iosif câteva icoane dintr-un registru împărătesc. În 1795 zugravul Constantin realizează un nou iconostas, icoanele împărătești, inclusiv cea de hram, păstrându-i amintirea. În anul 1846, dupa ce în urmă cu mai bine de două decenii, prin lărgirea spațiului interior, se aduc grave prejudicii picturii murale datorate lui Iosif sau Constantin, se execută o altă pictură de către Ioan Demetrovici, așa după cum reiese din inscripția de deasupra ușii la intrare: „ACEASTĂ SFÂNTĂ BESEARICĂ S-AU ZUGRĂVIT. . . SUPT STAPÂNIREA ÎNĂLȚATULUI ÎMPĂRAT ȘI KRAIULUI. . . FERDINAND I. . . SUPT KITORIA LUI DOBĂU ȘTEFAN. . . ROMAN IOAN ȘI SINESIE. ÎN ANUL 1846 IOAN DEMETROVICI ZUGRAV".

## Imagini din exterior

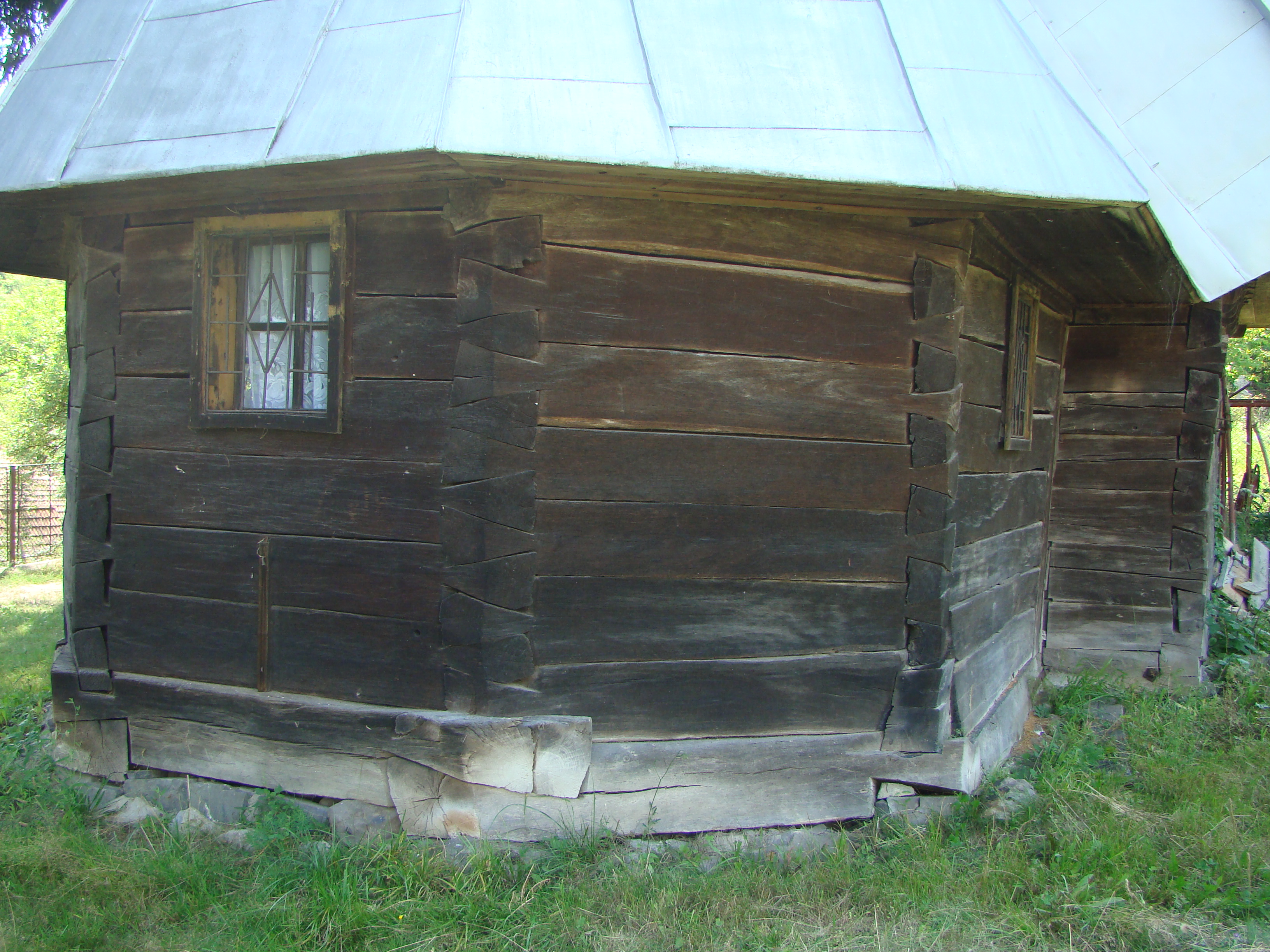
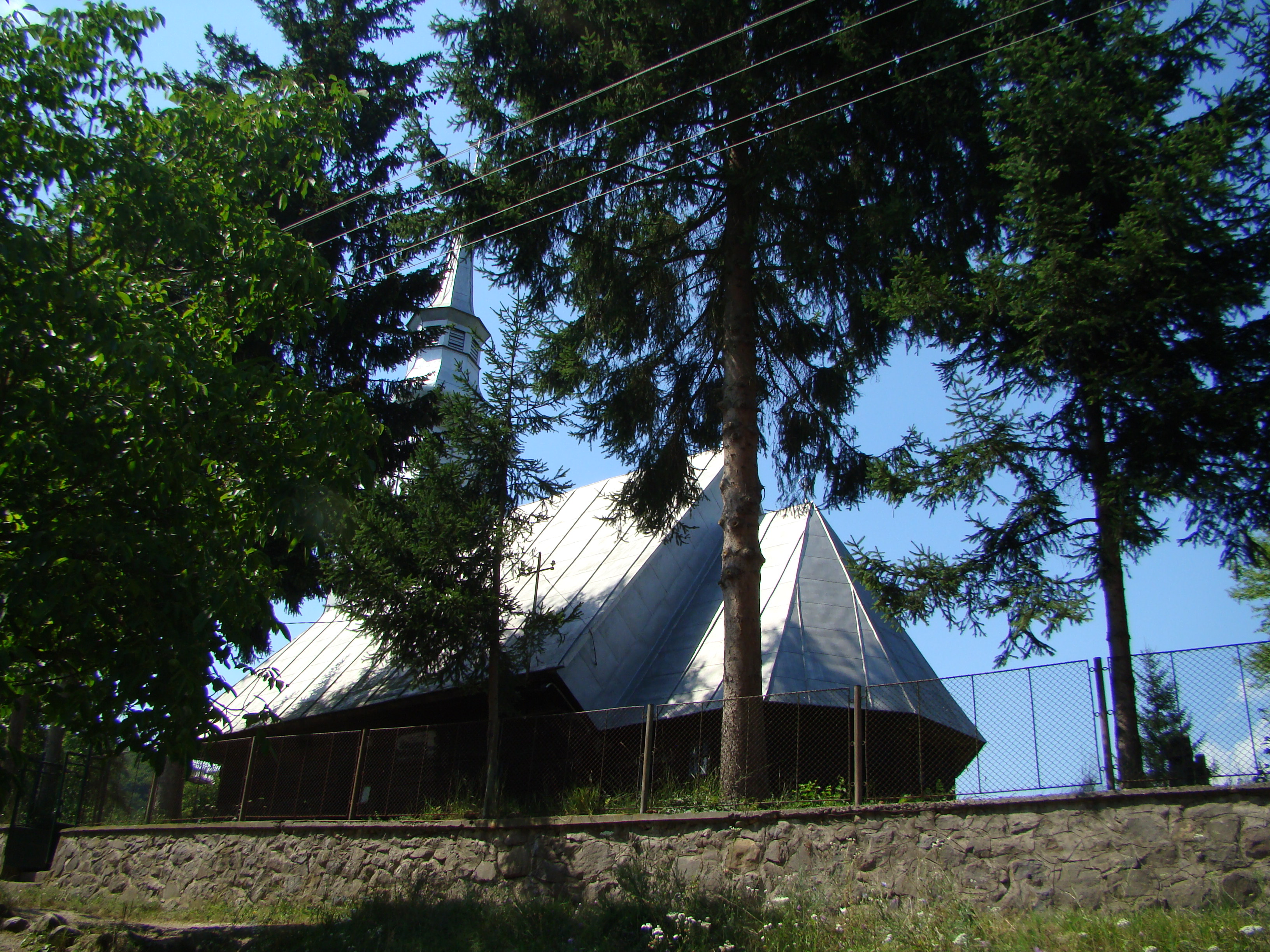
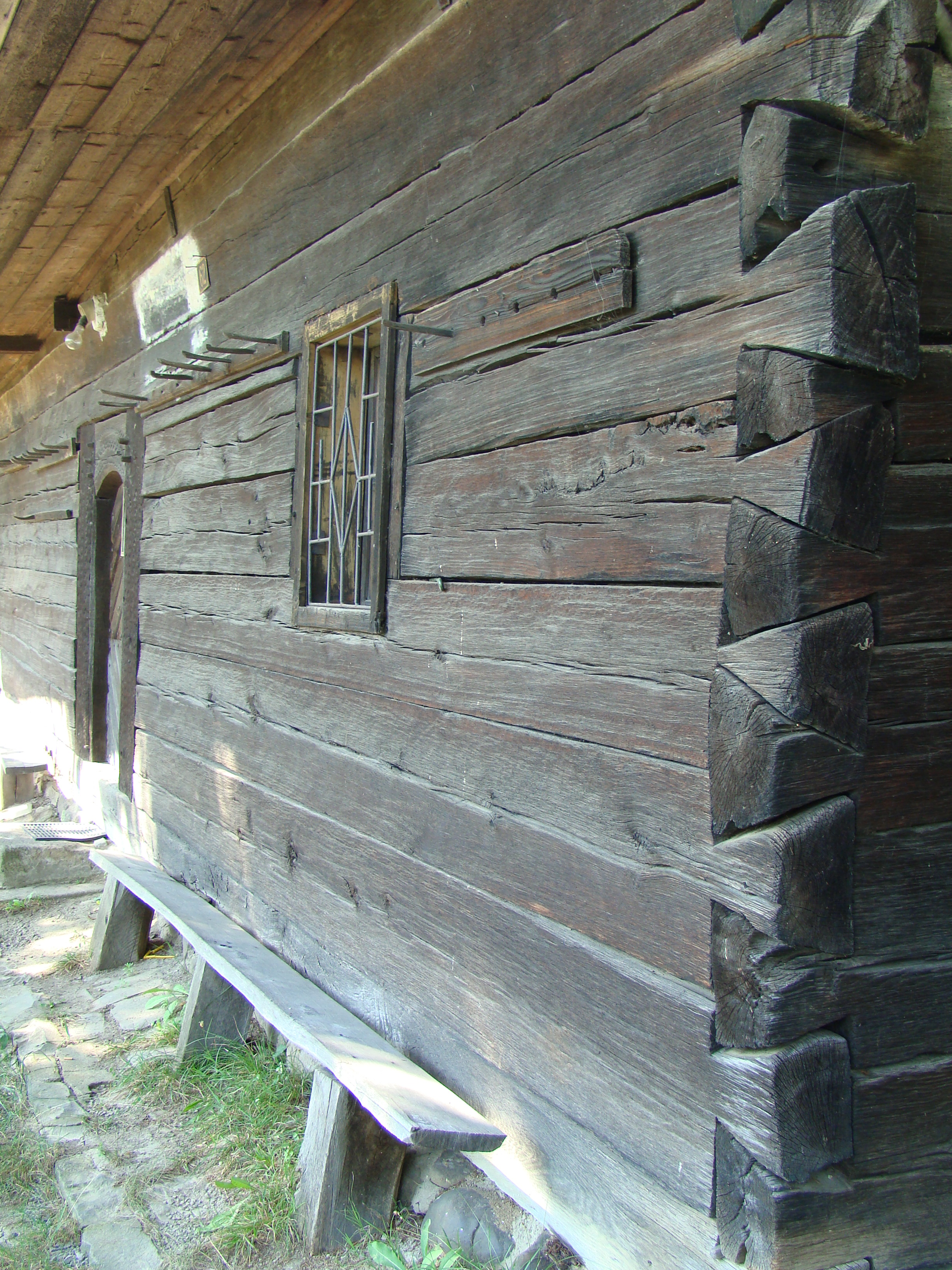
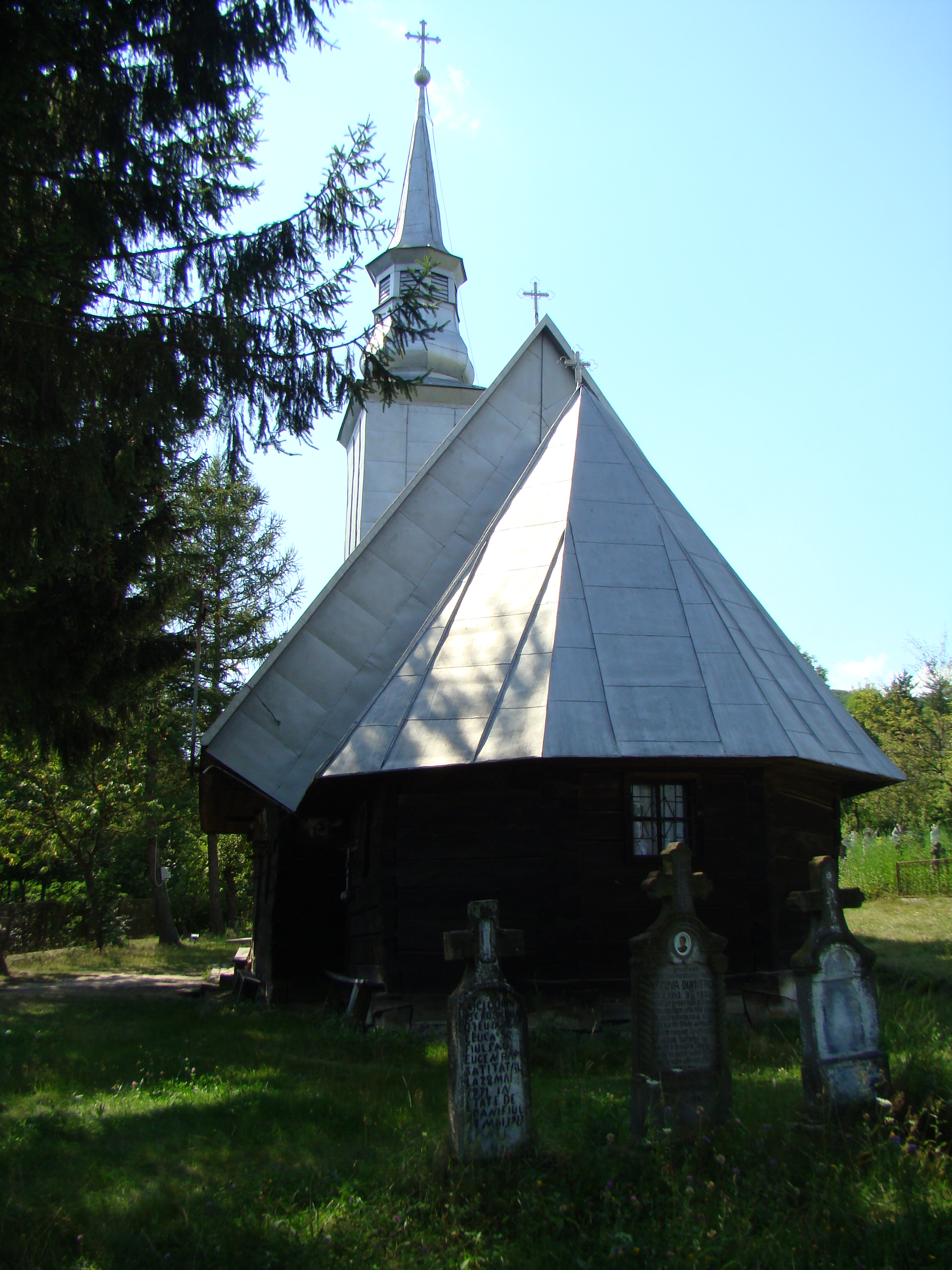
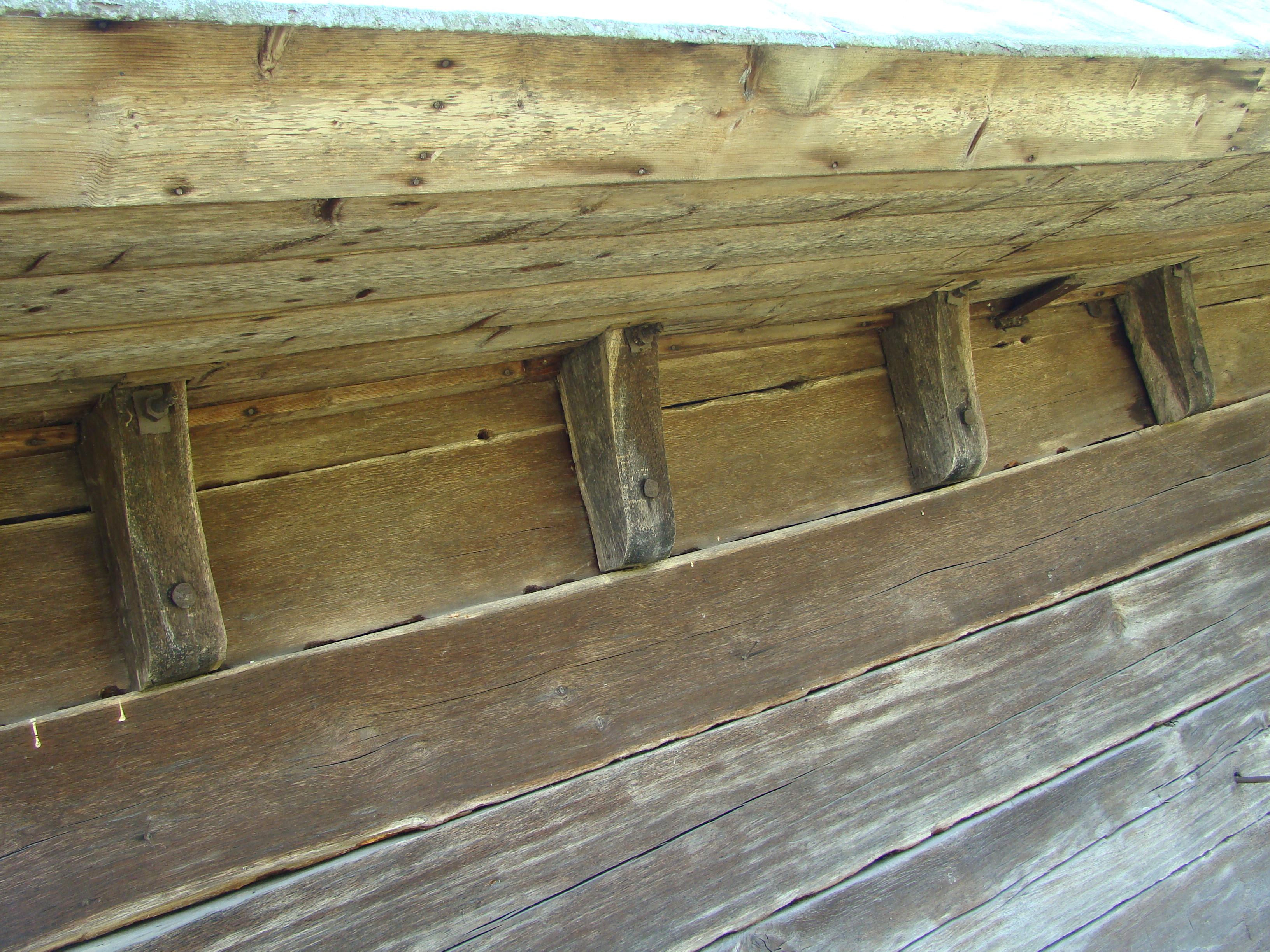
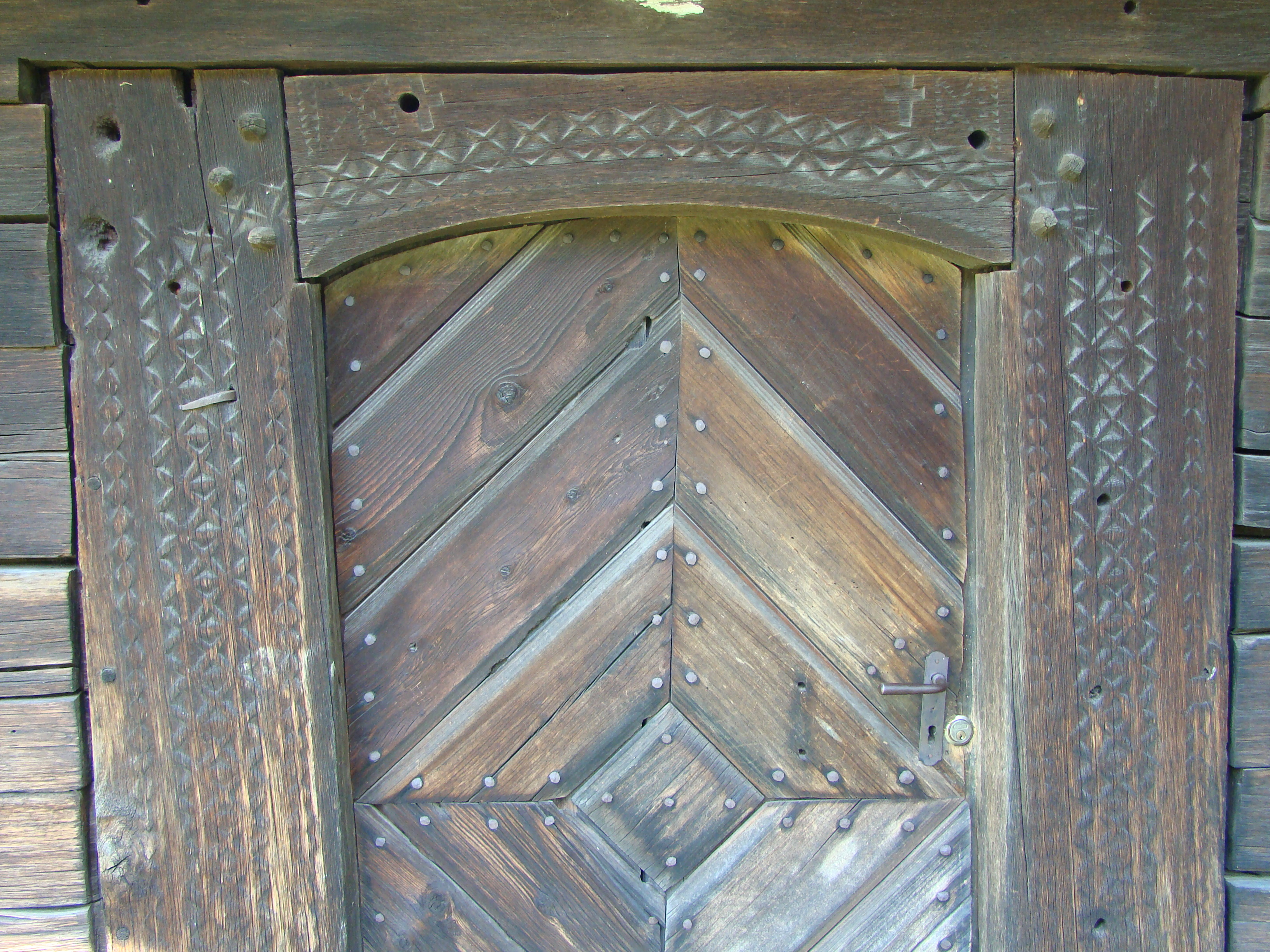
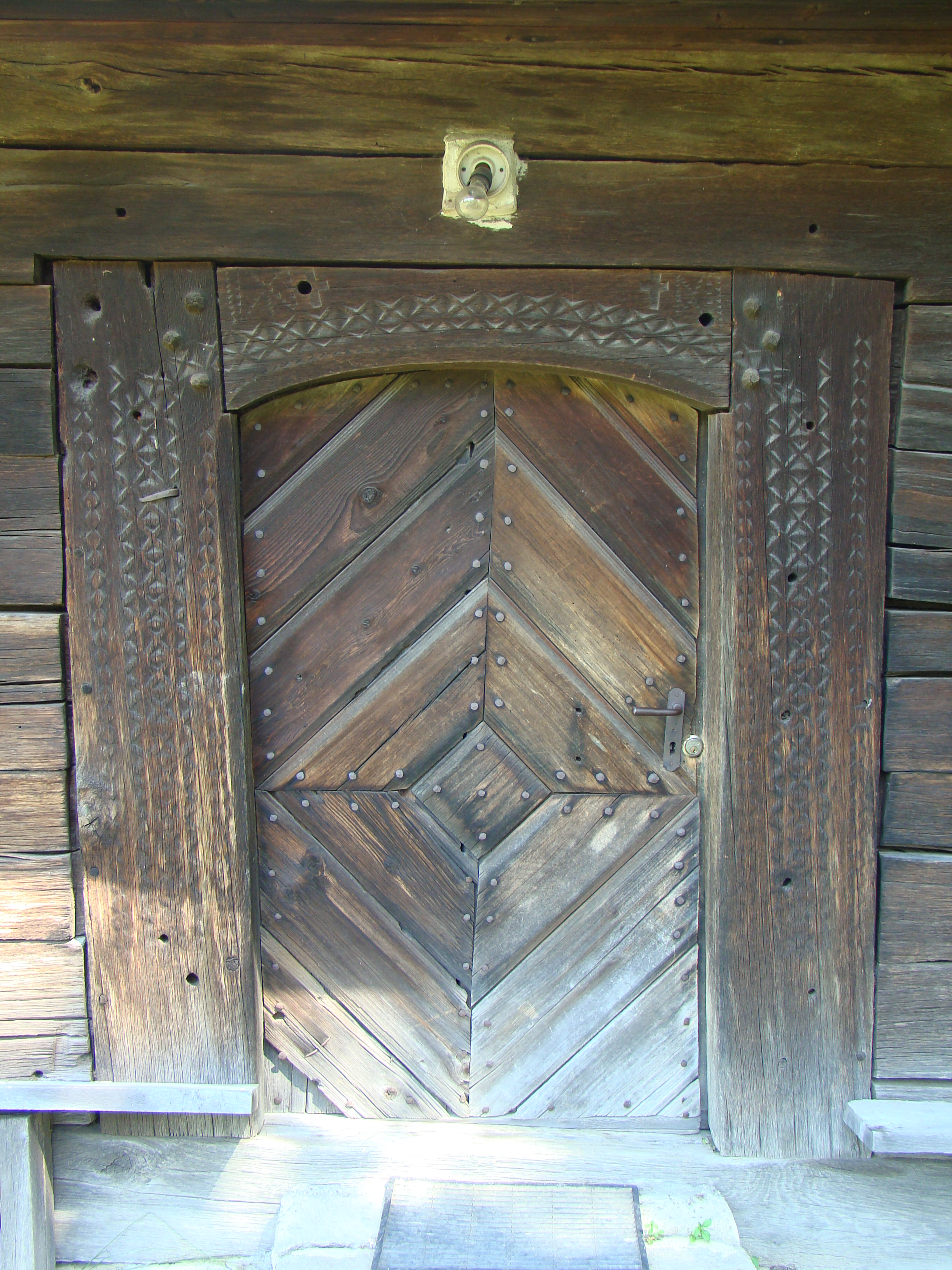
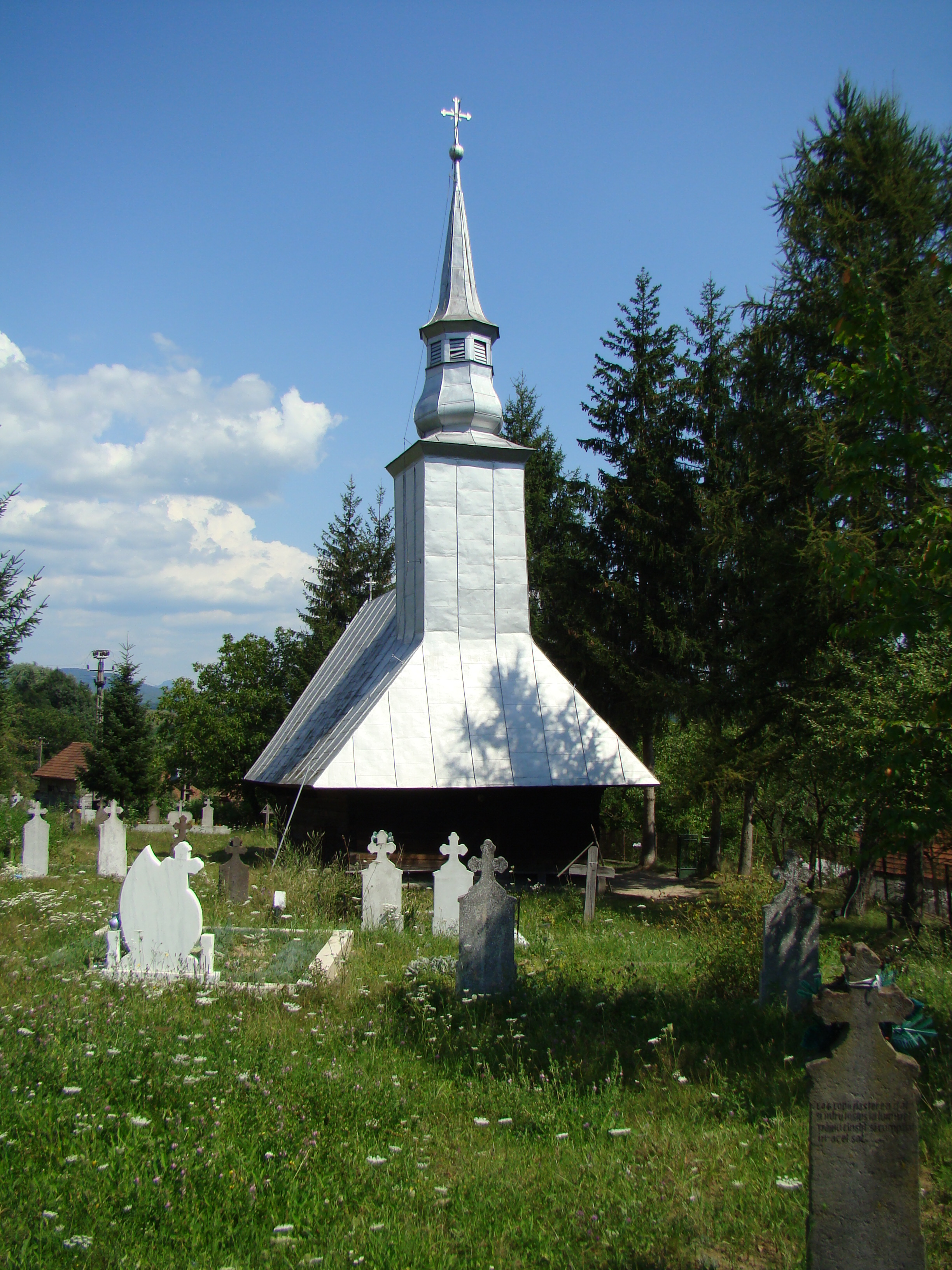
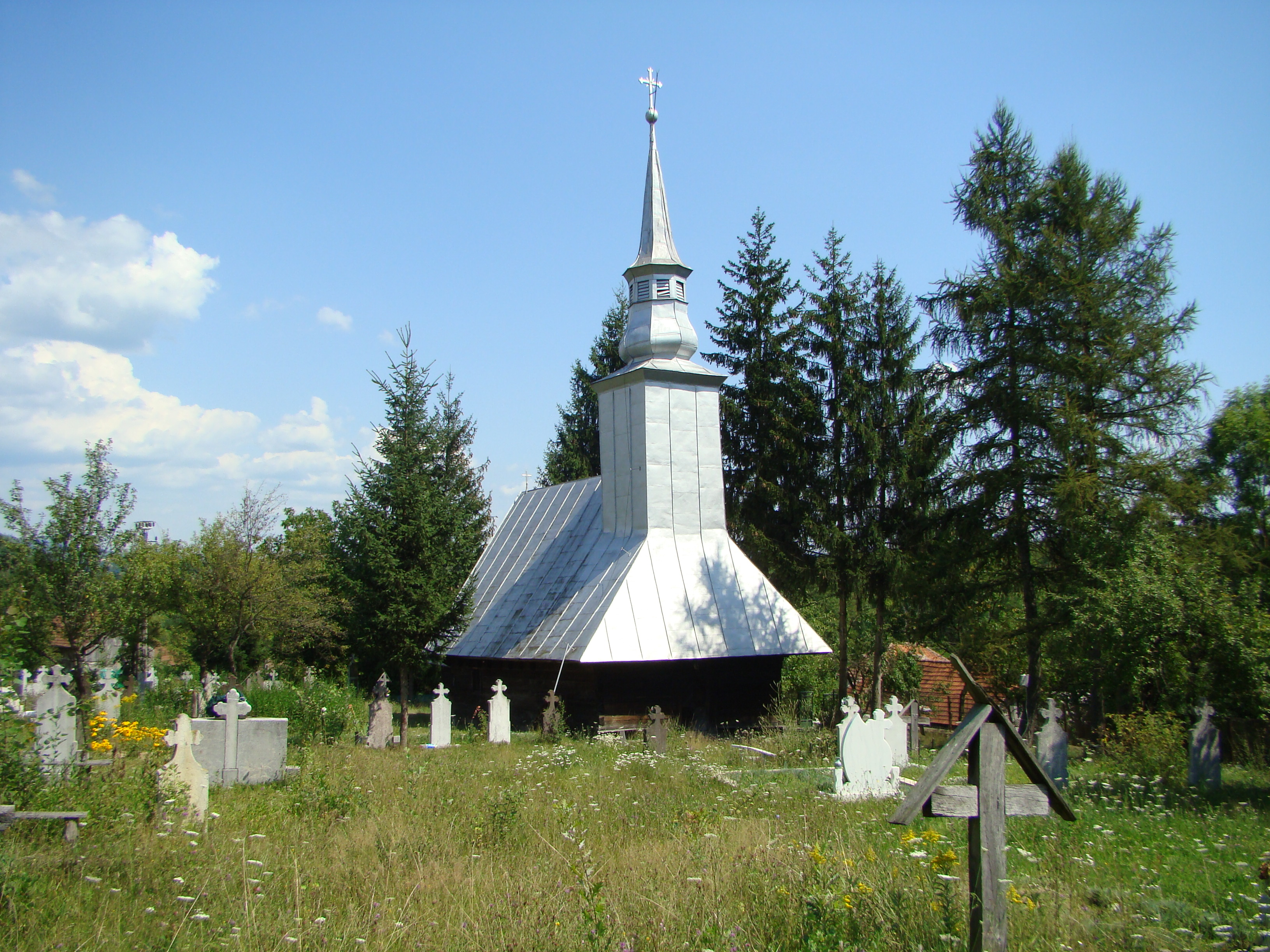
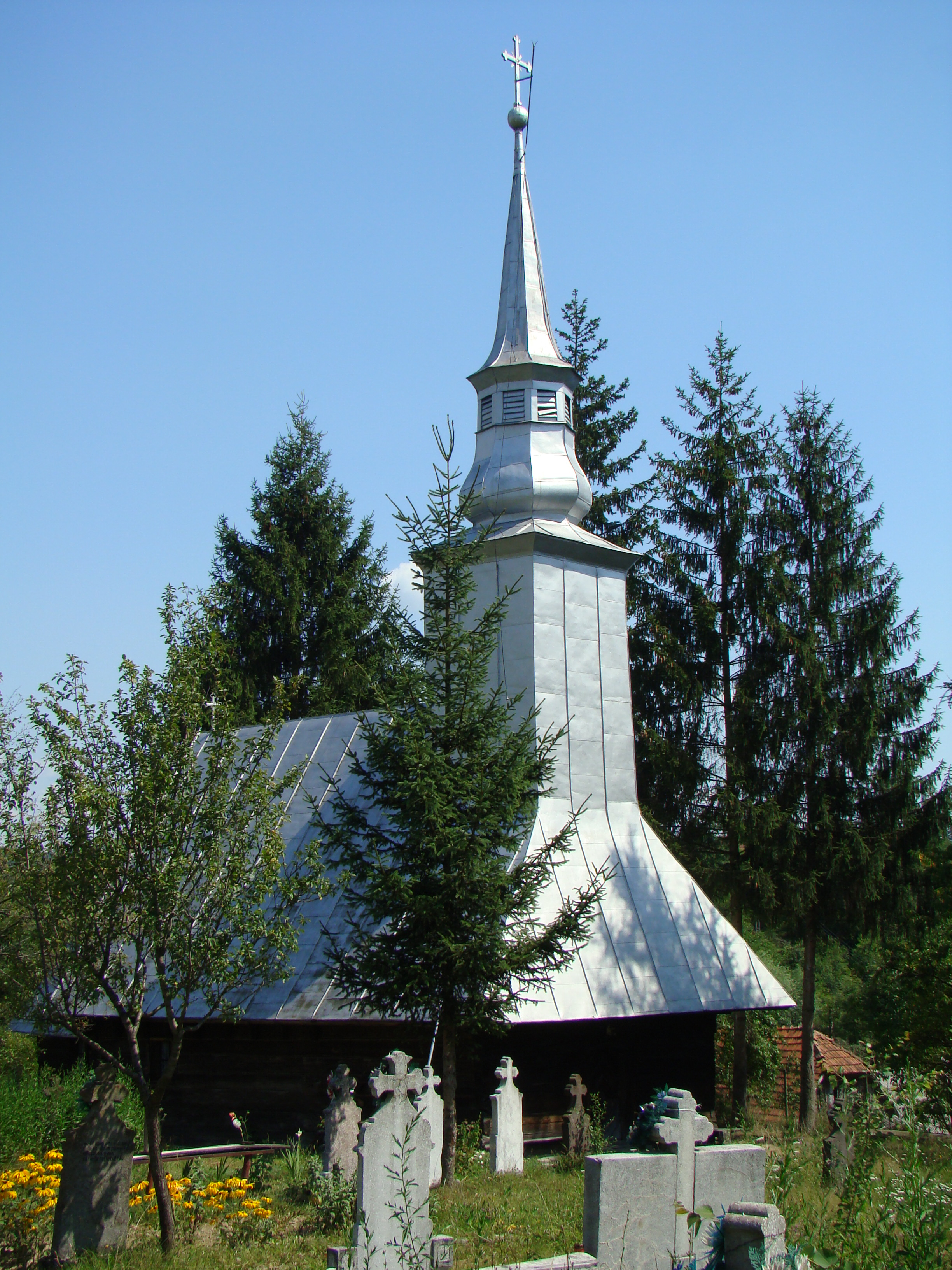
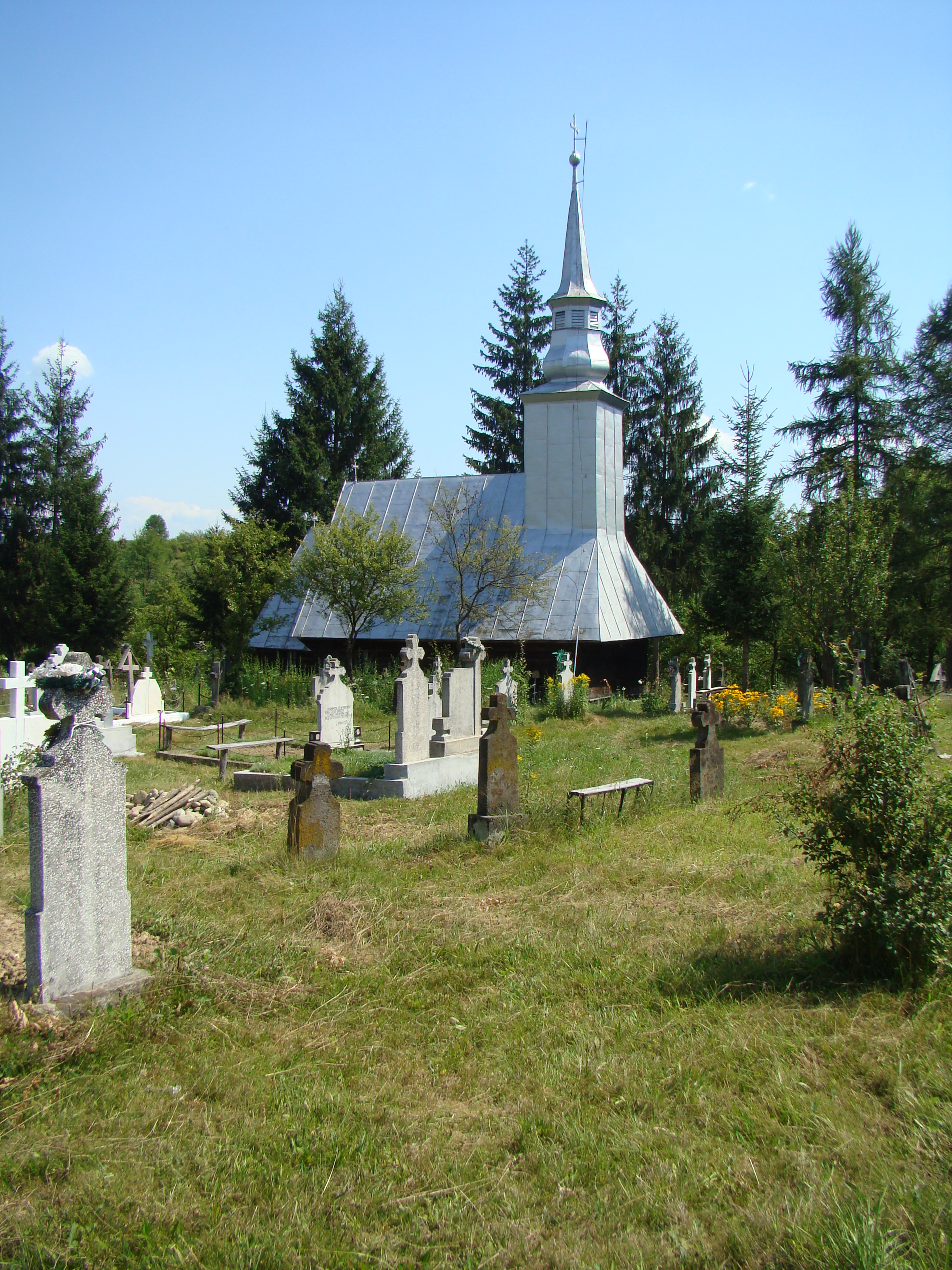
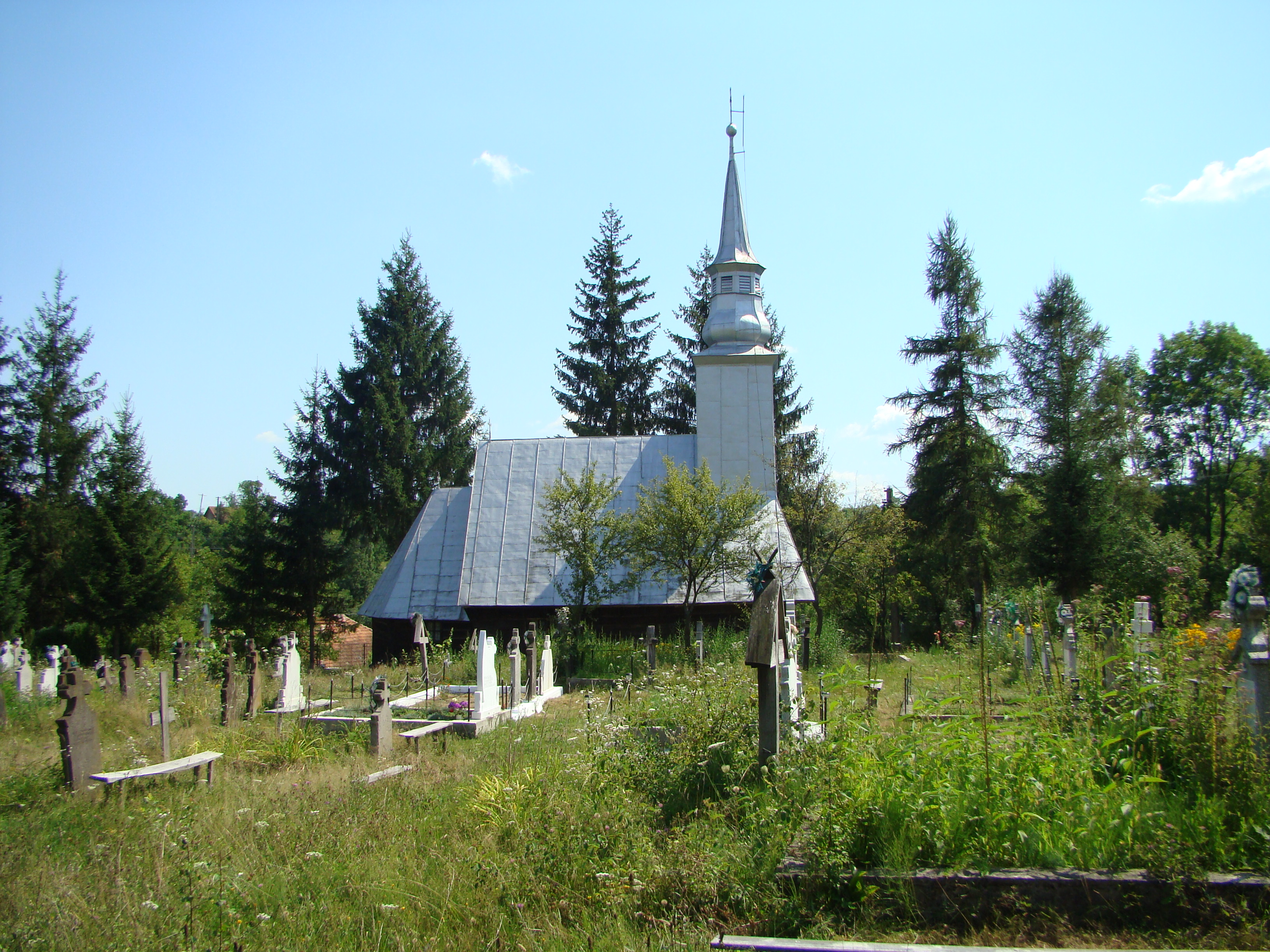
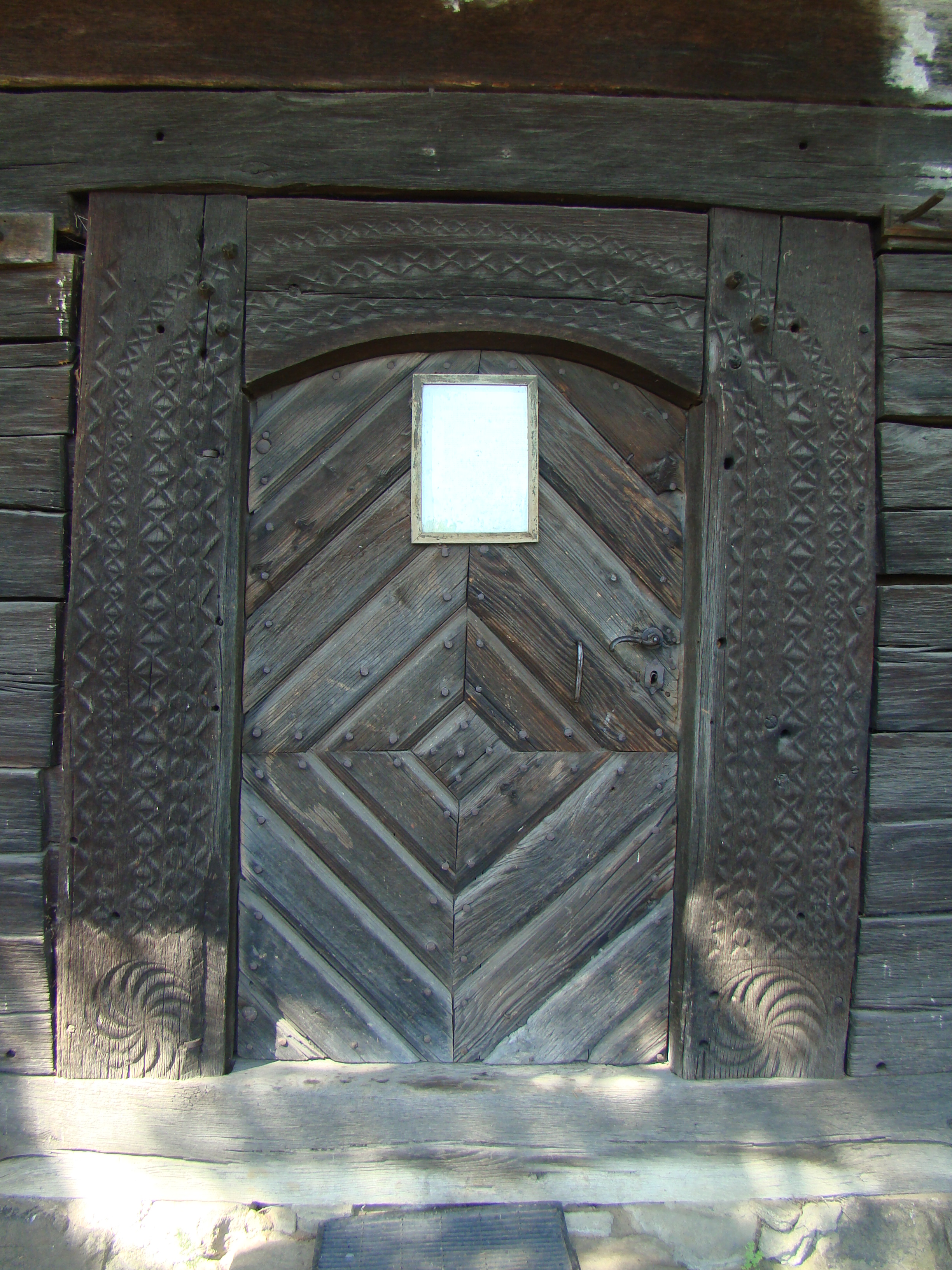

## Imagini din interior

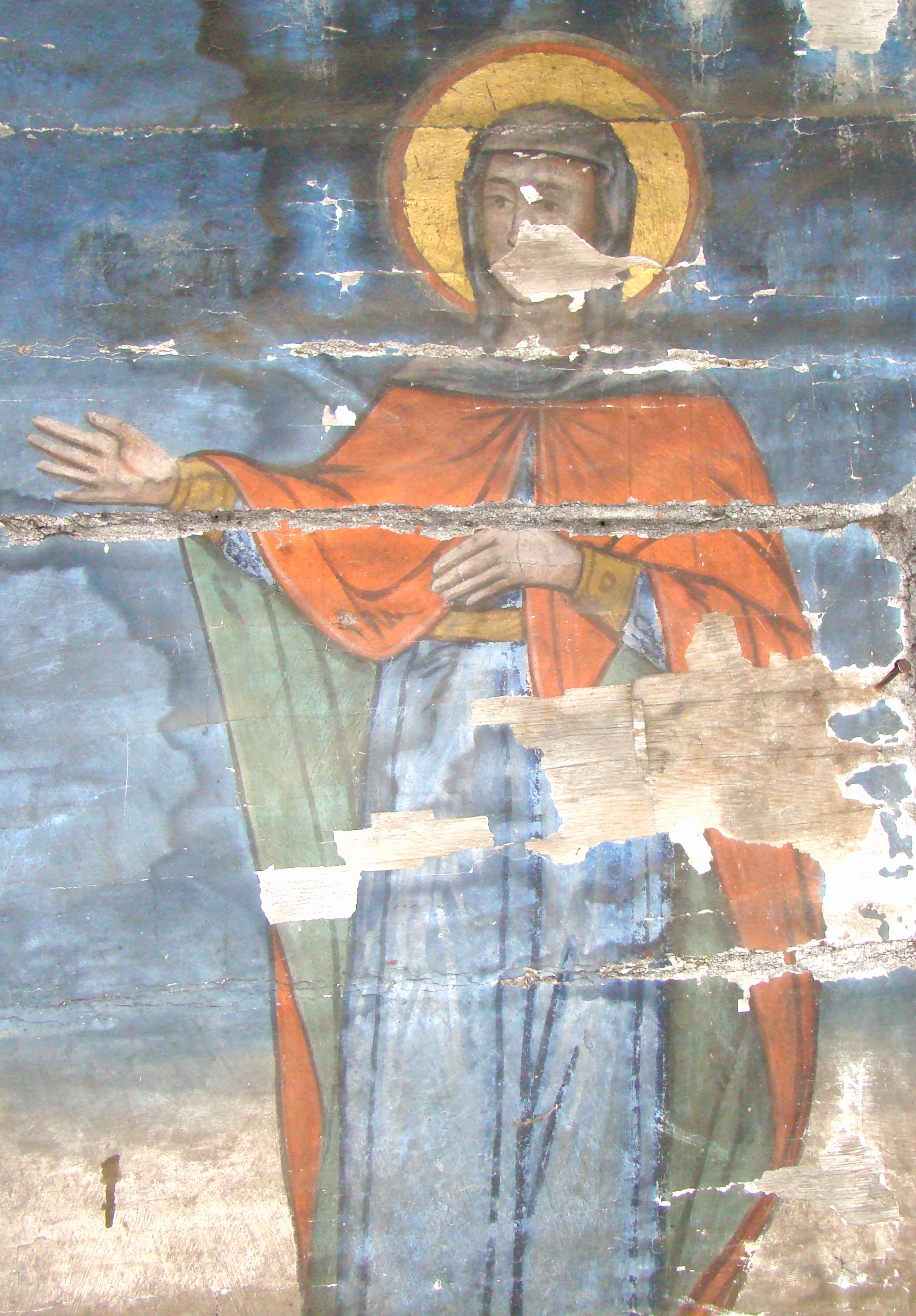
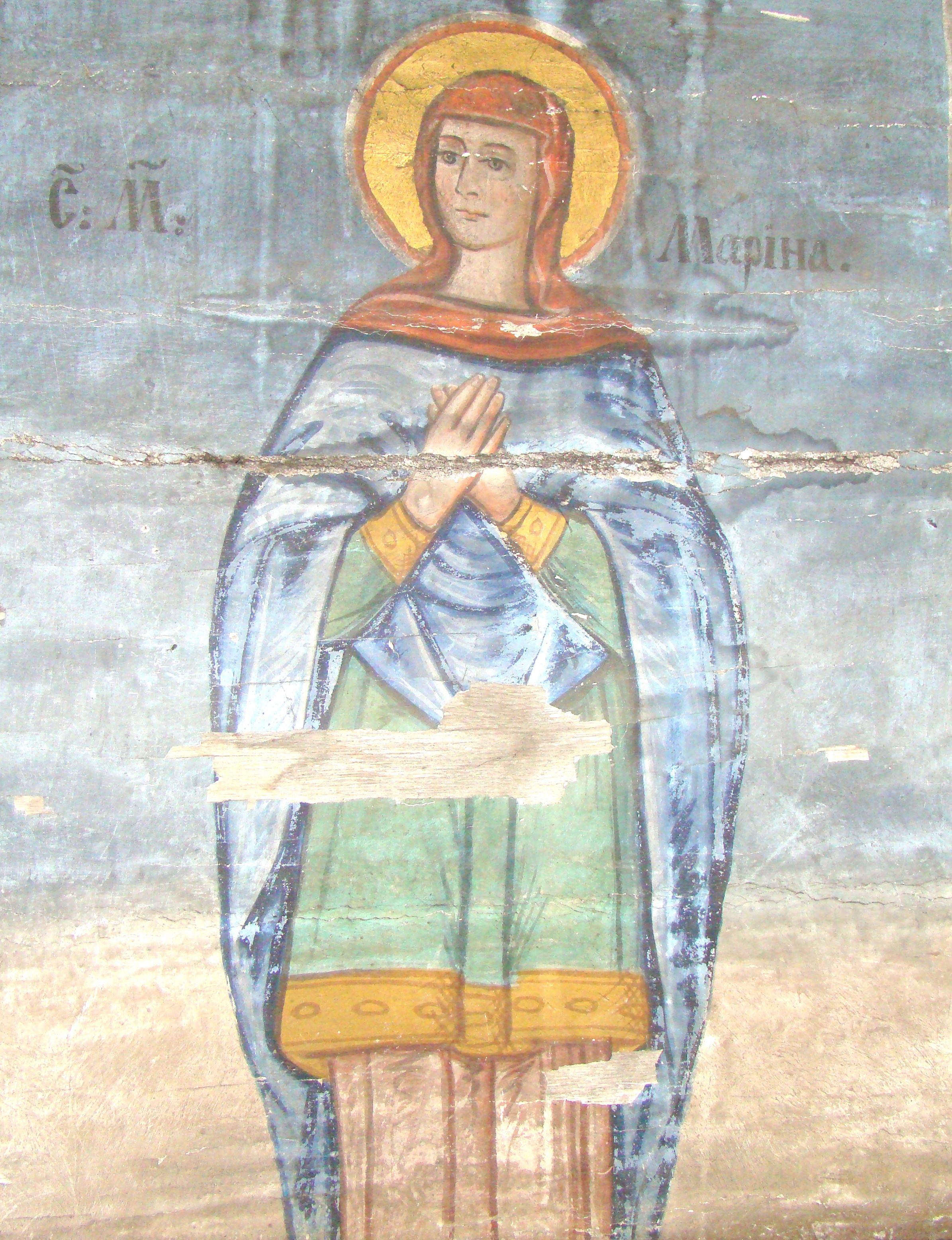
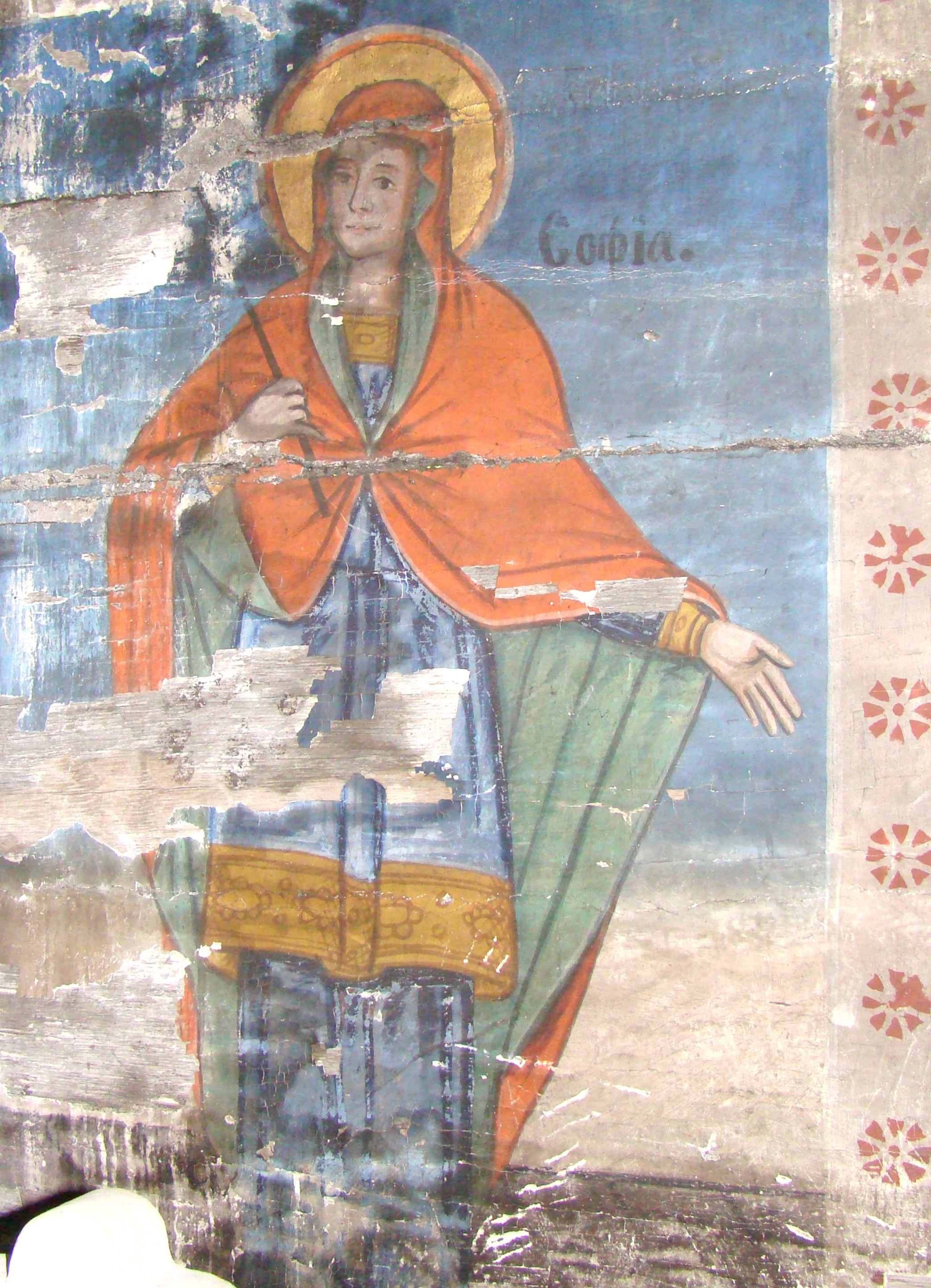
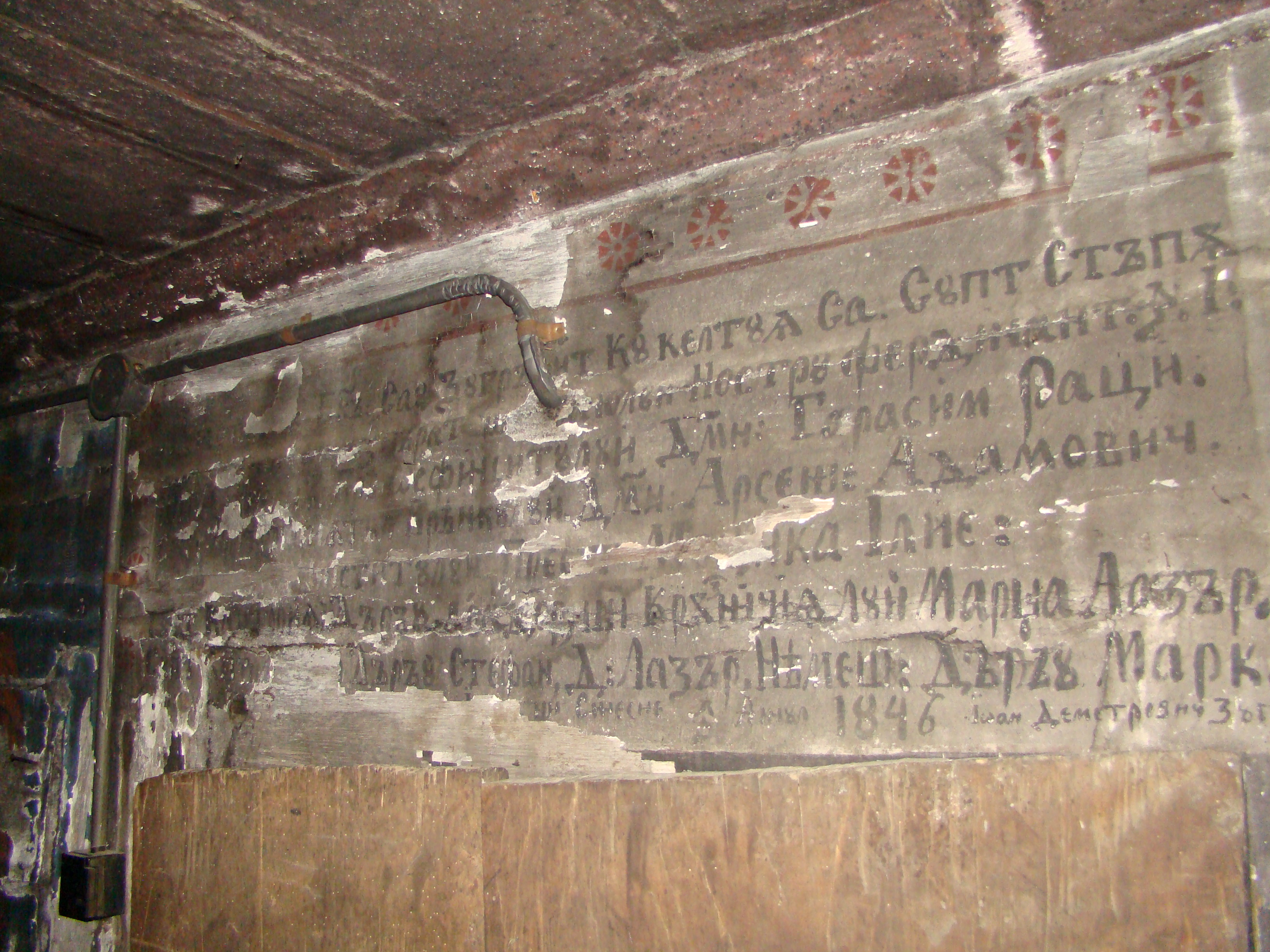
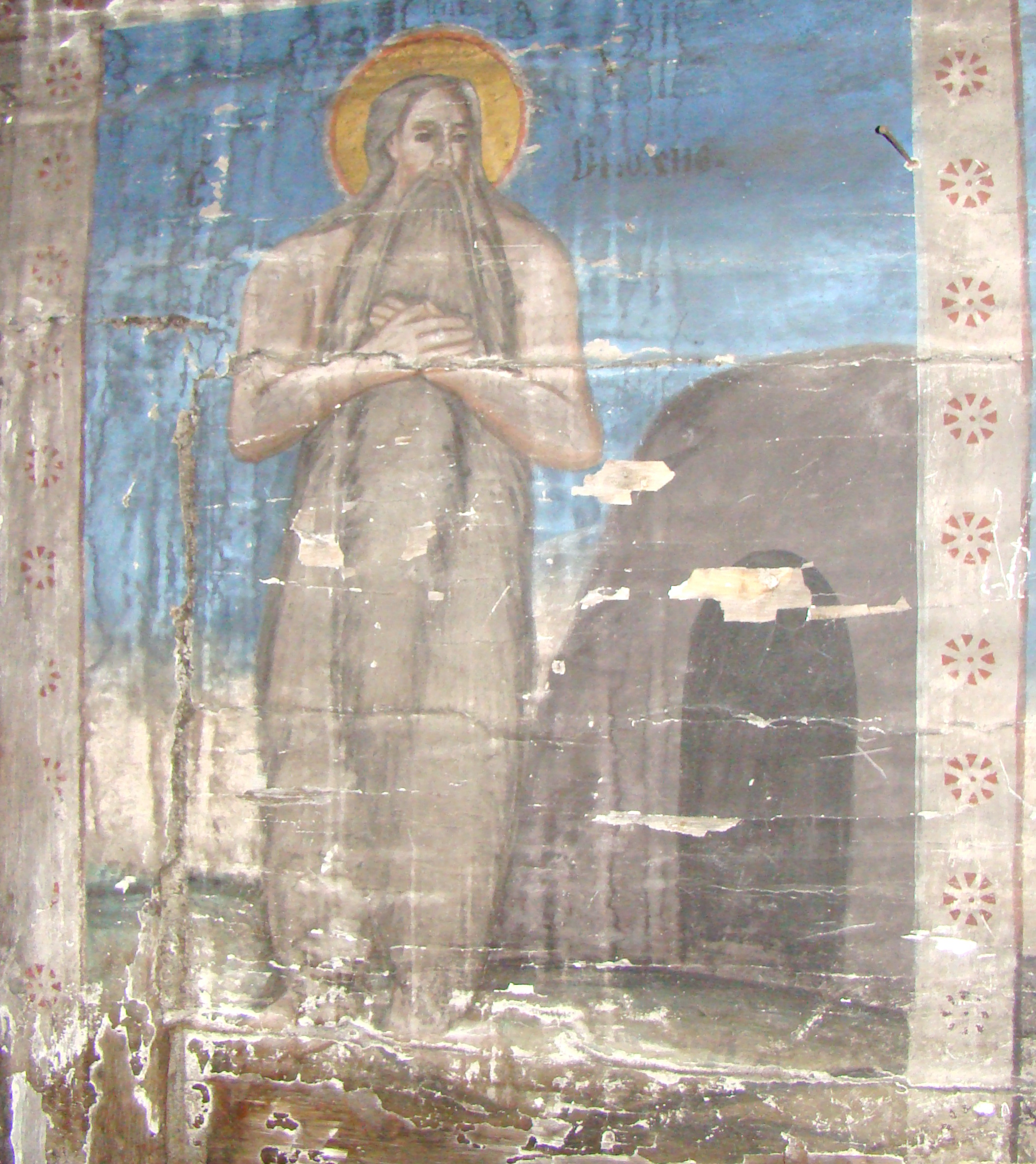
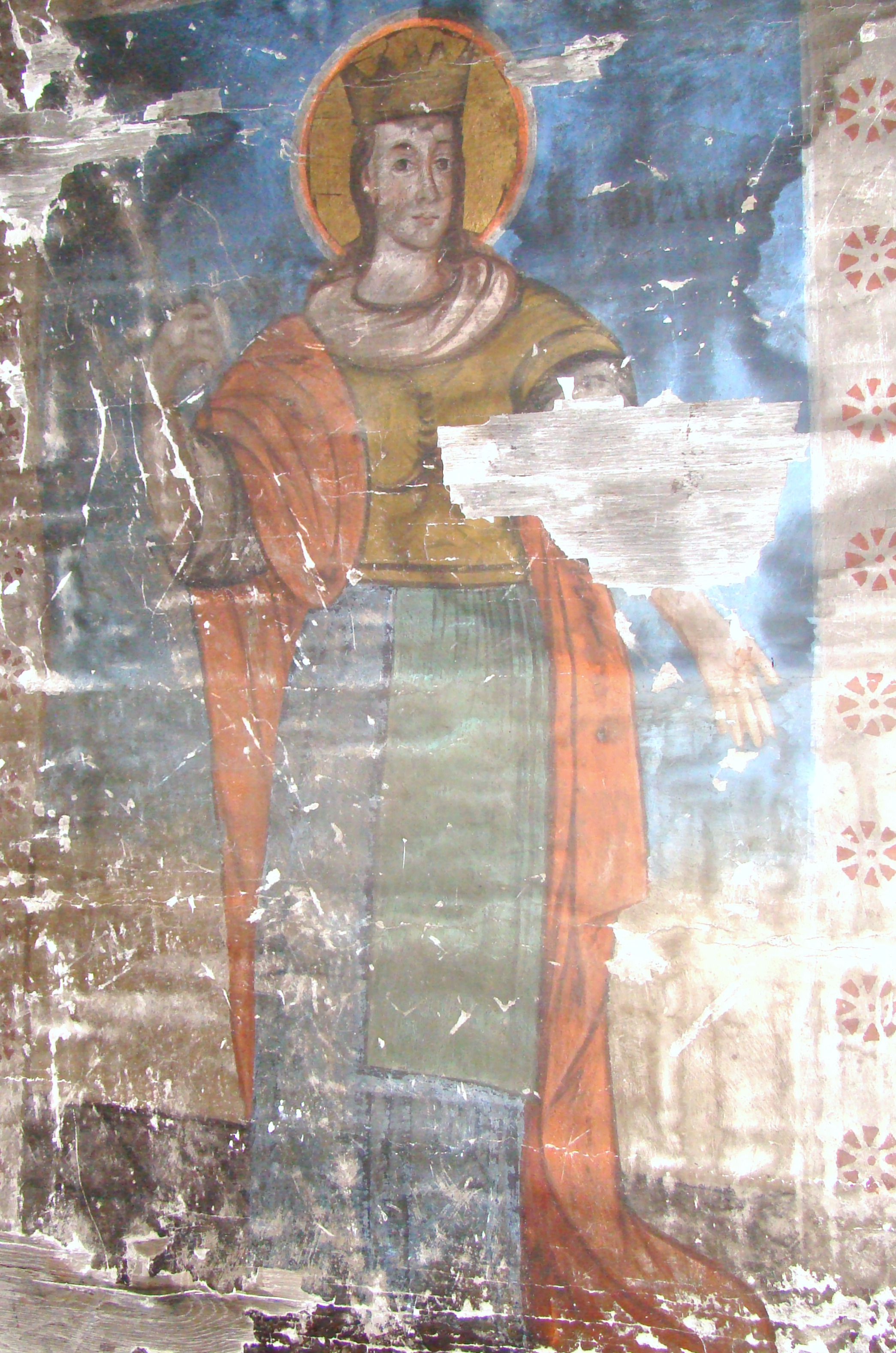
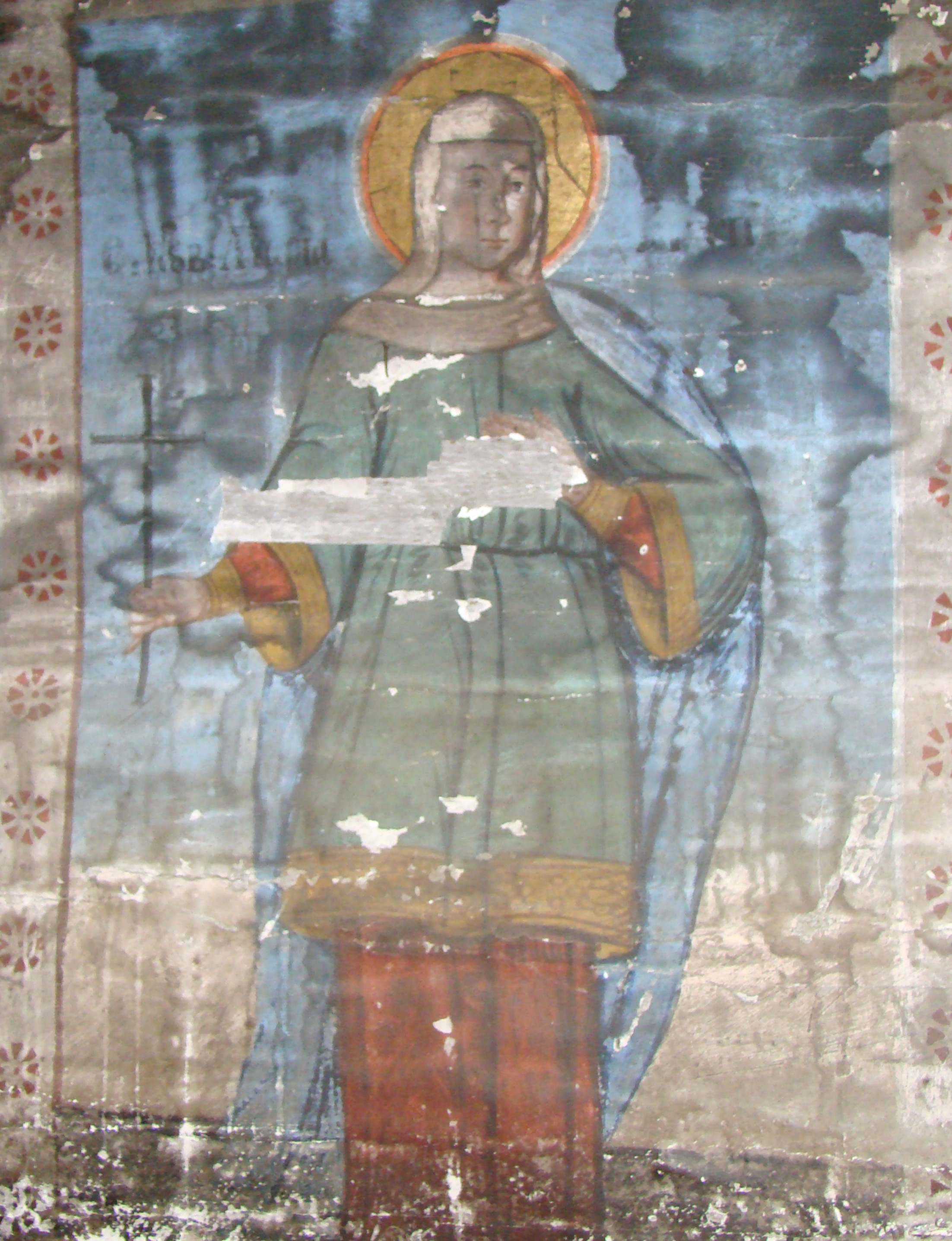
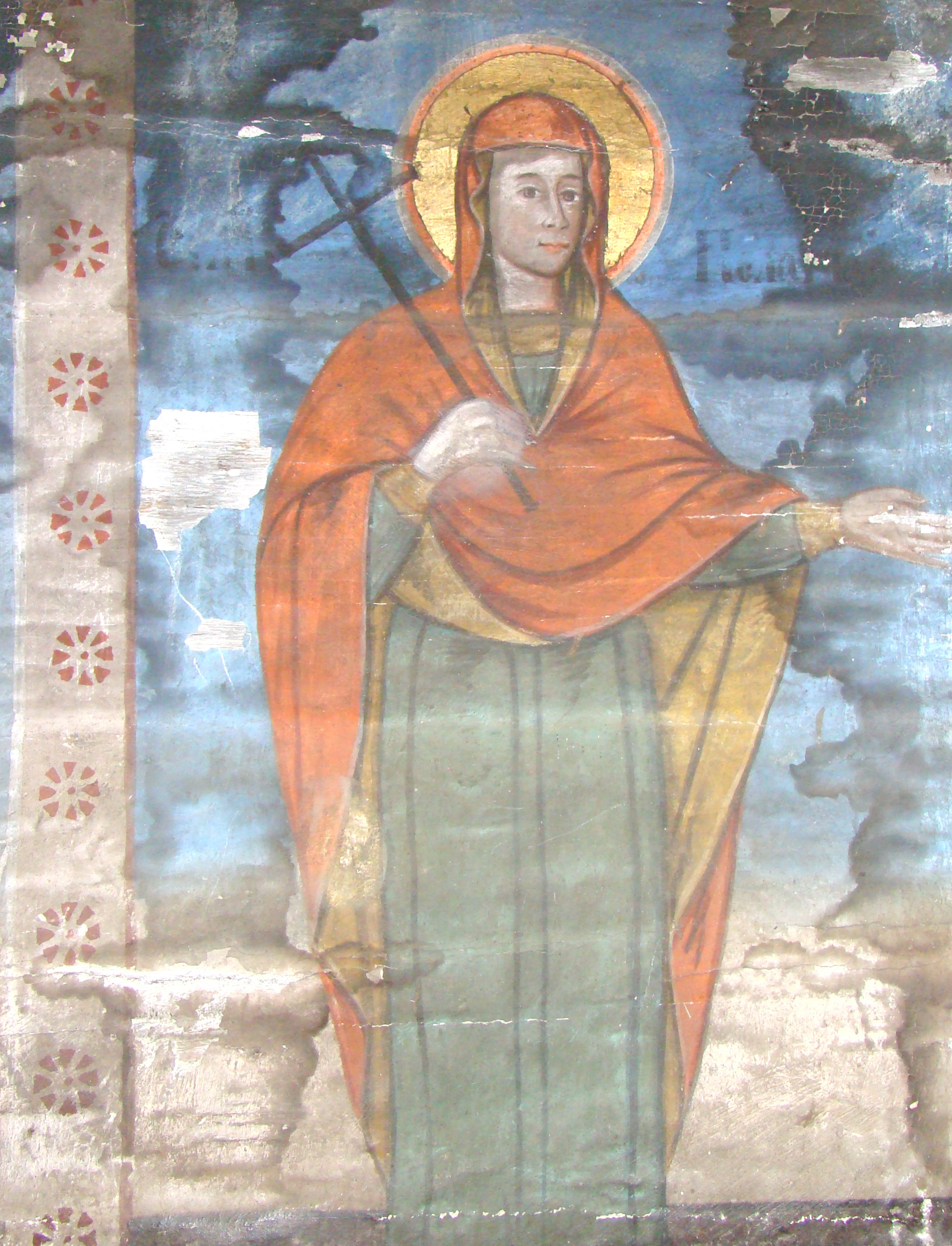
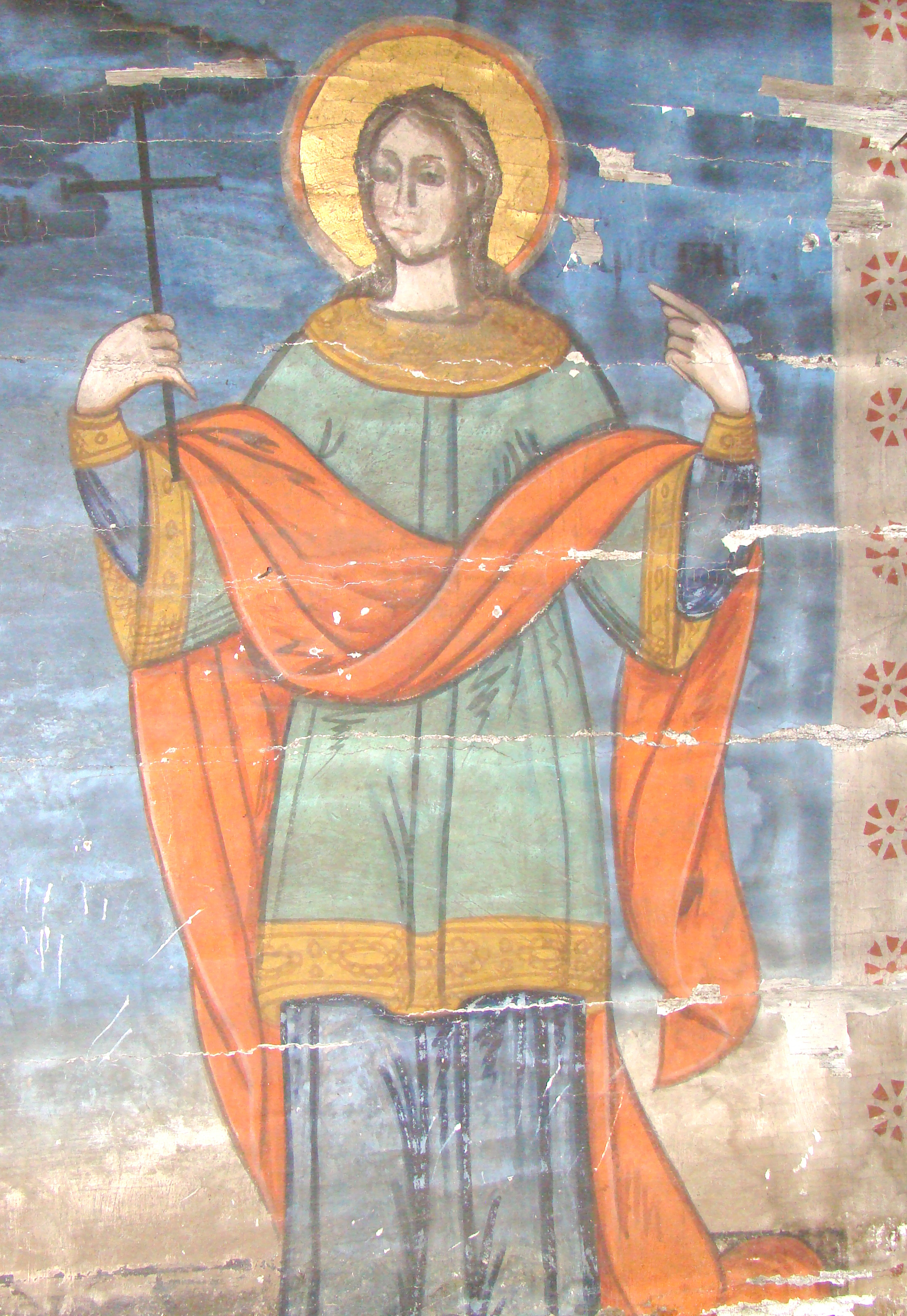
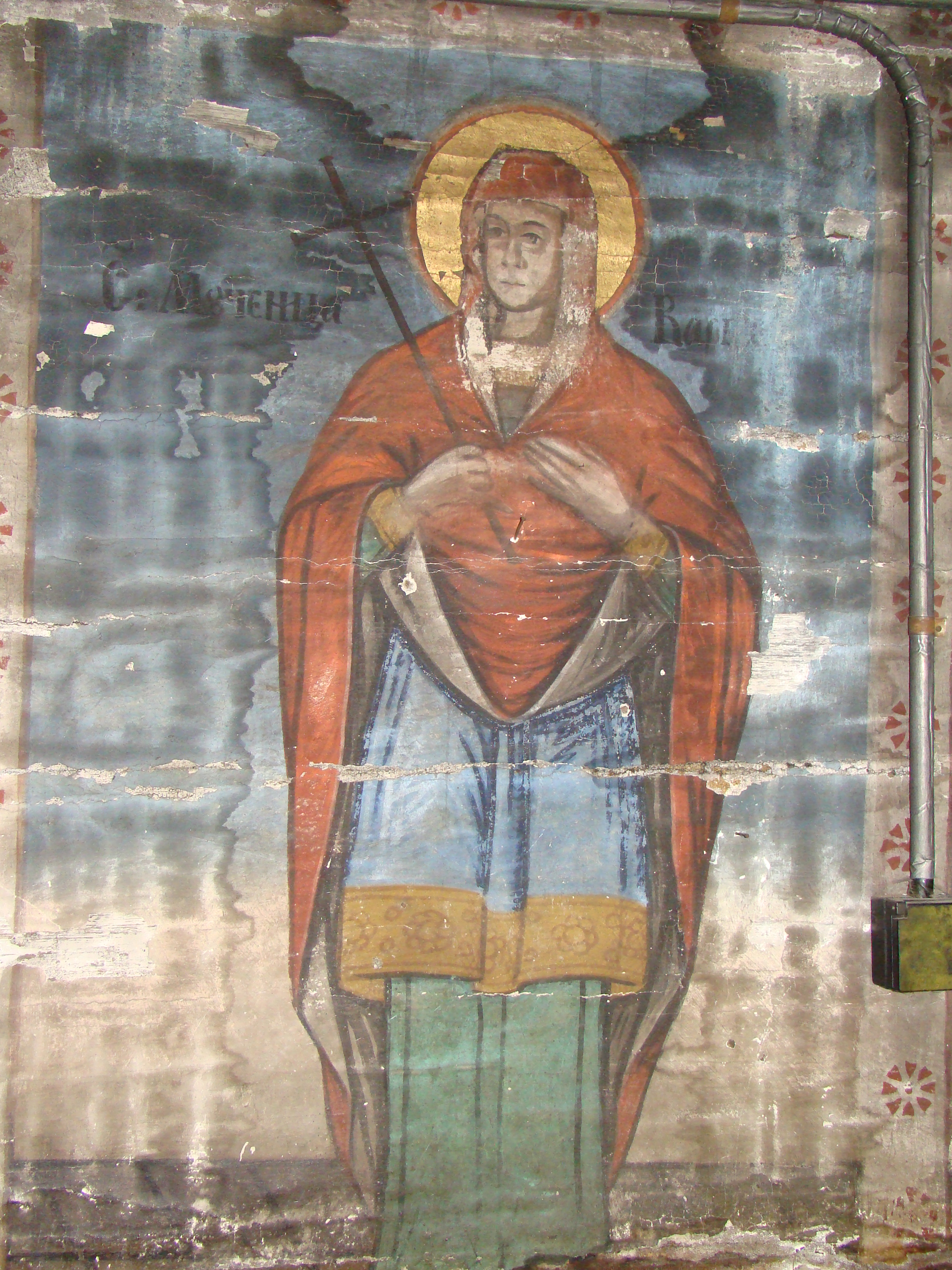
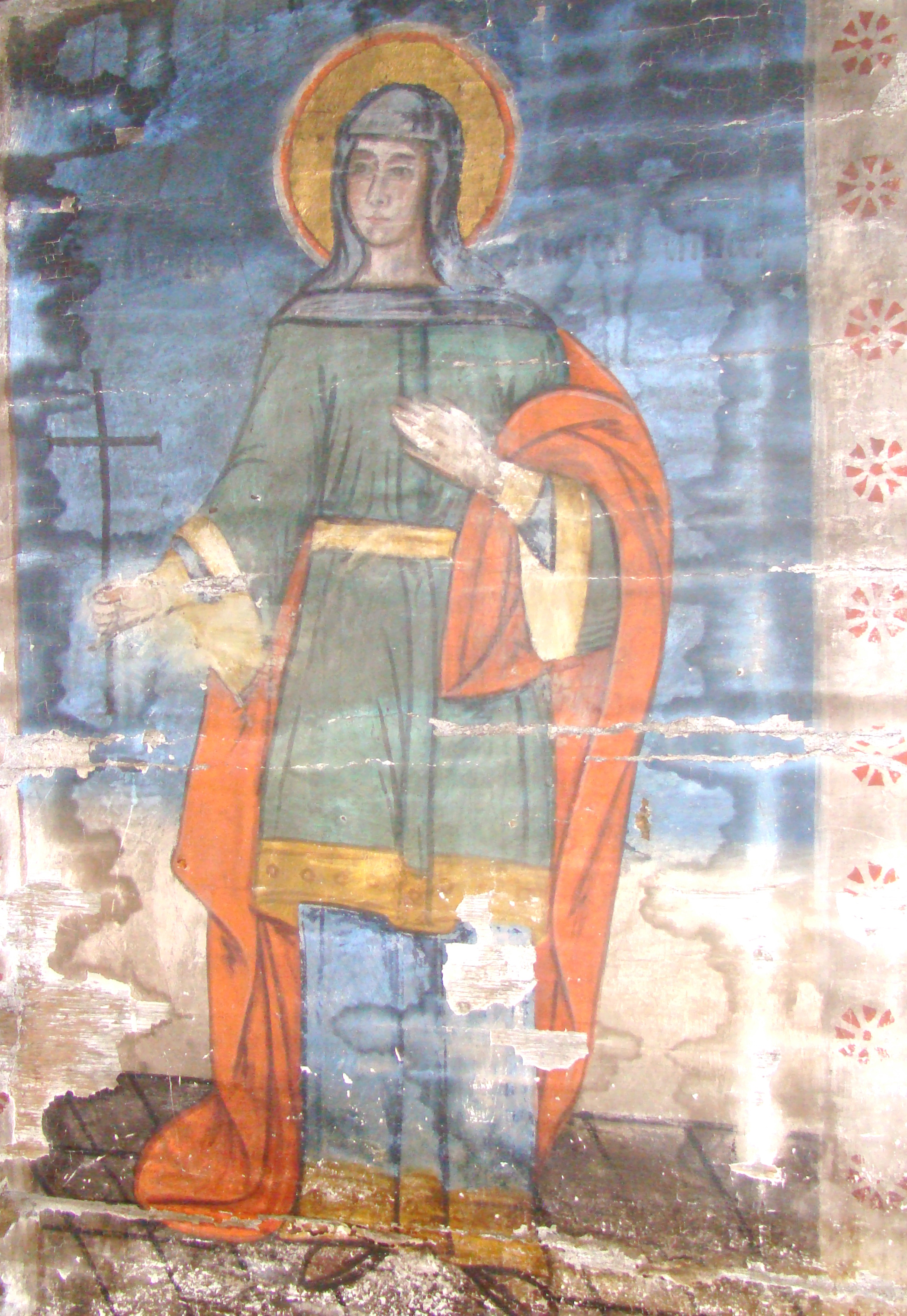
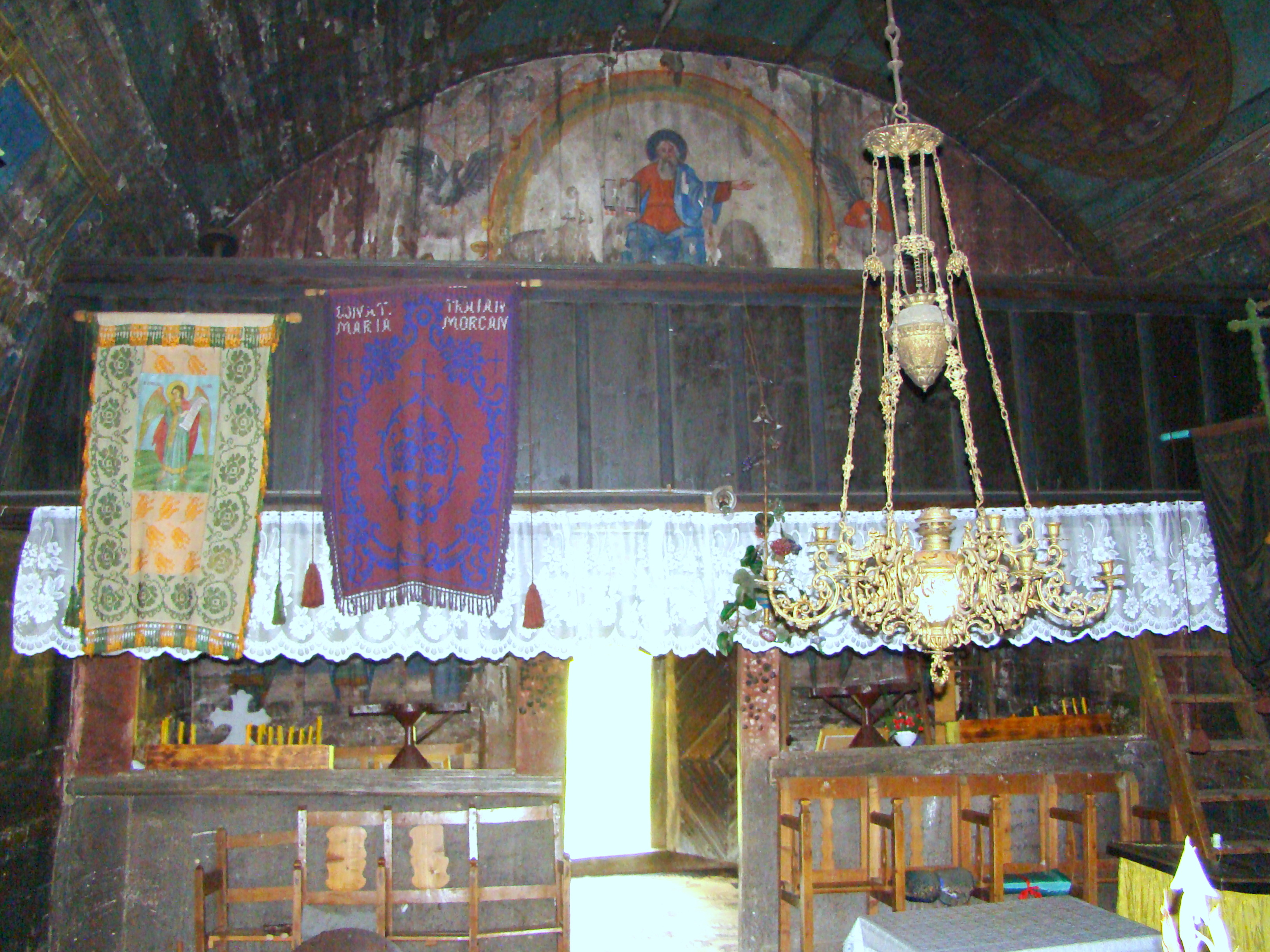
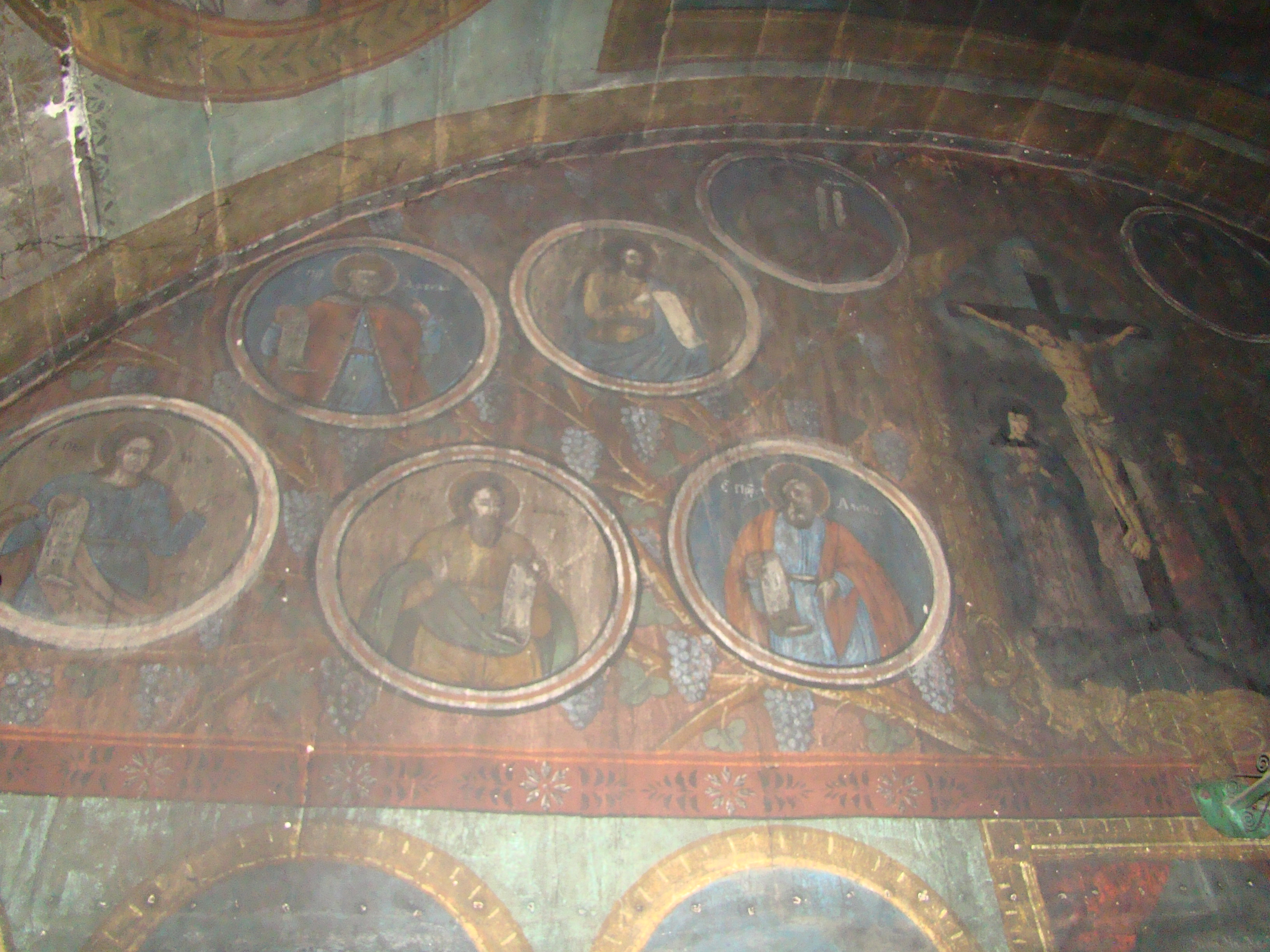
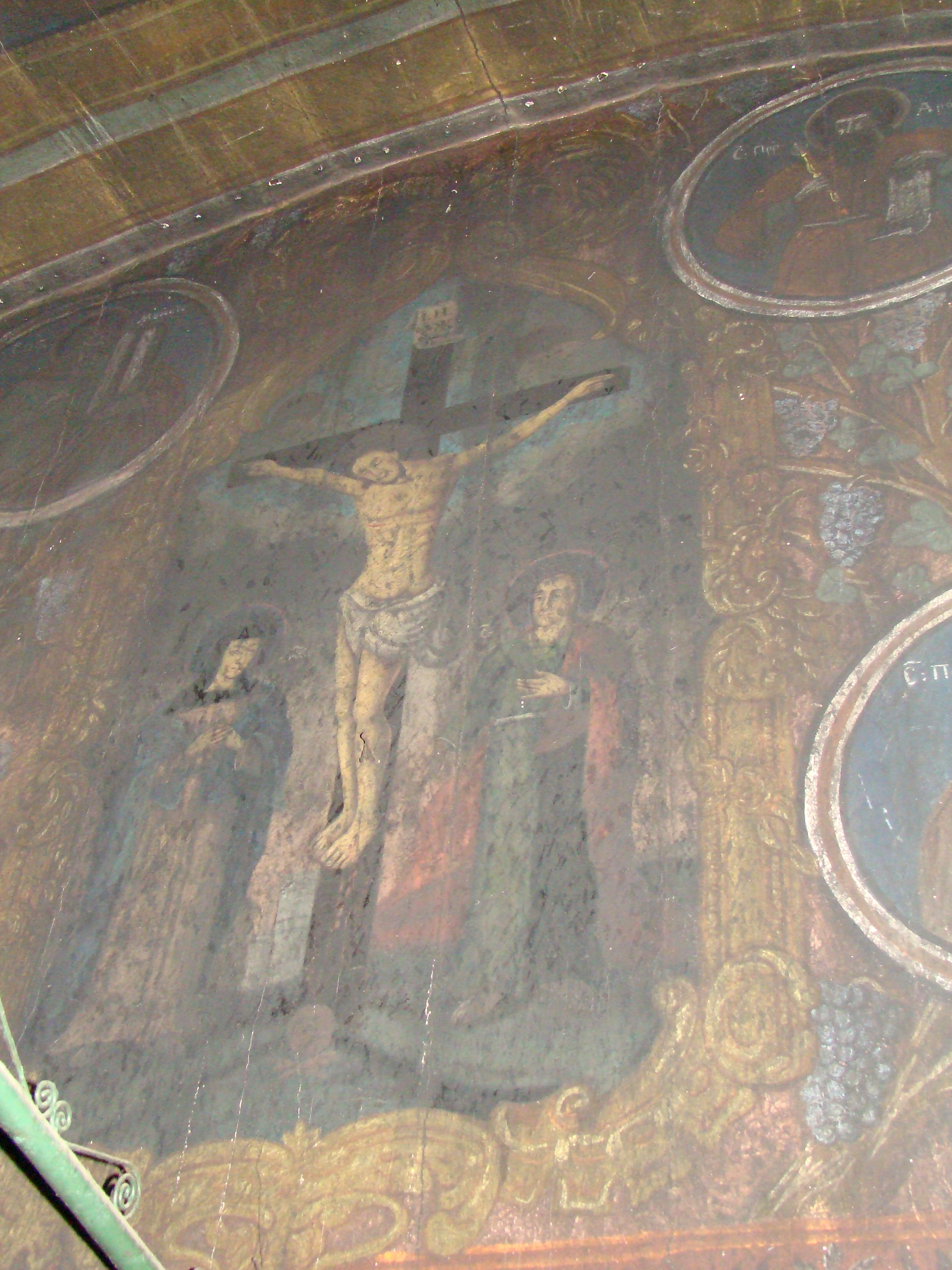
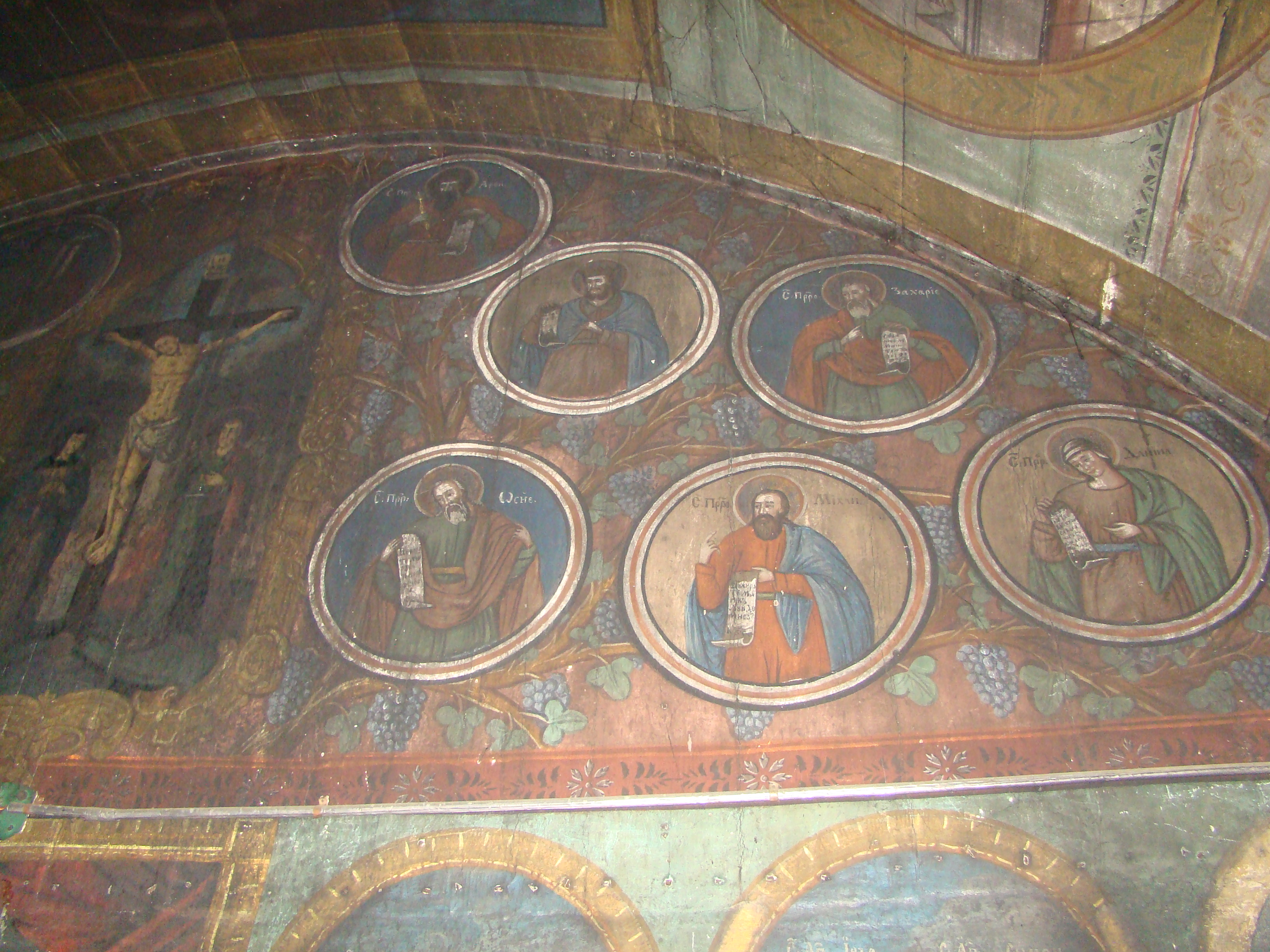
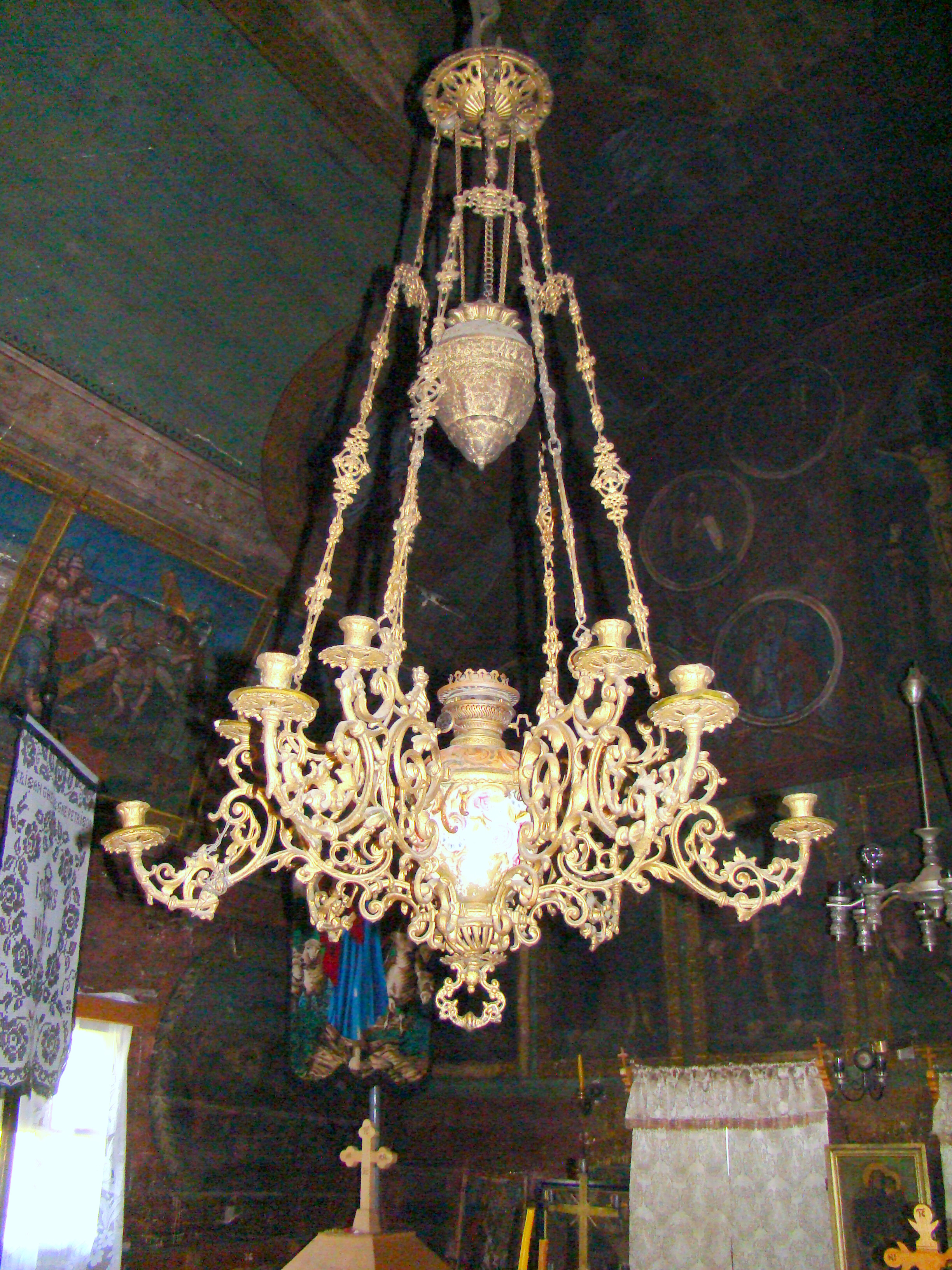
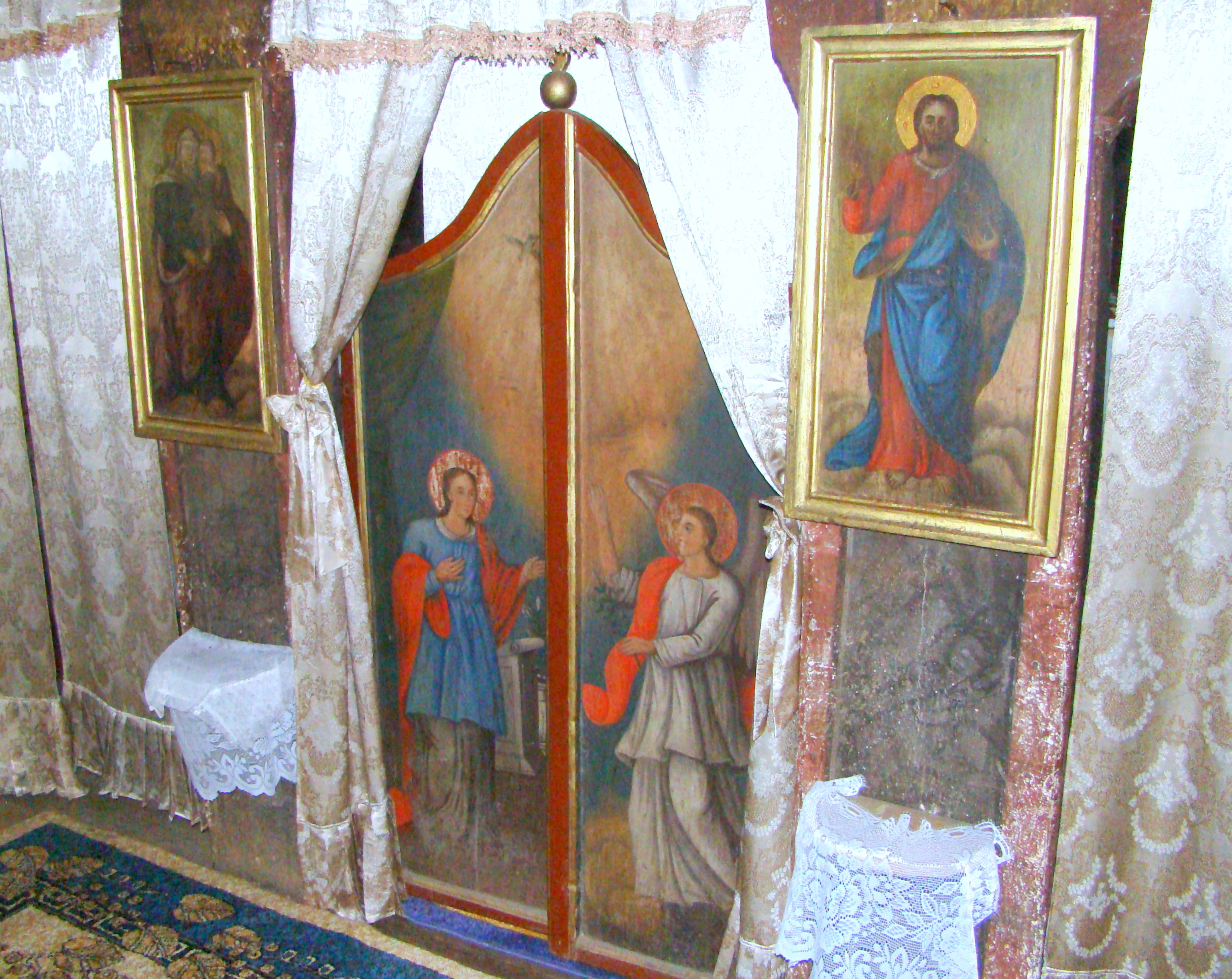
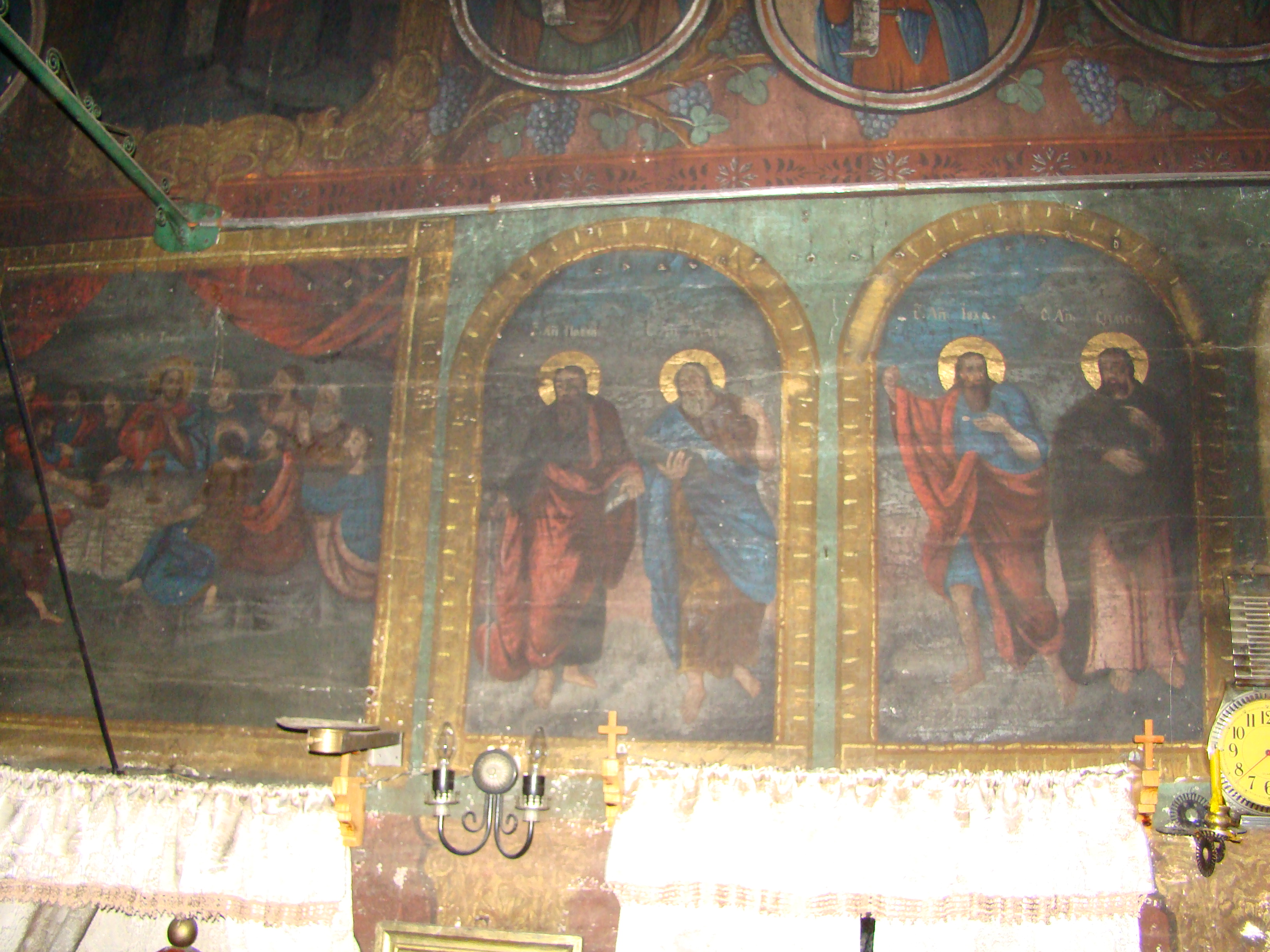
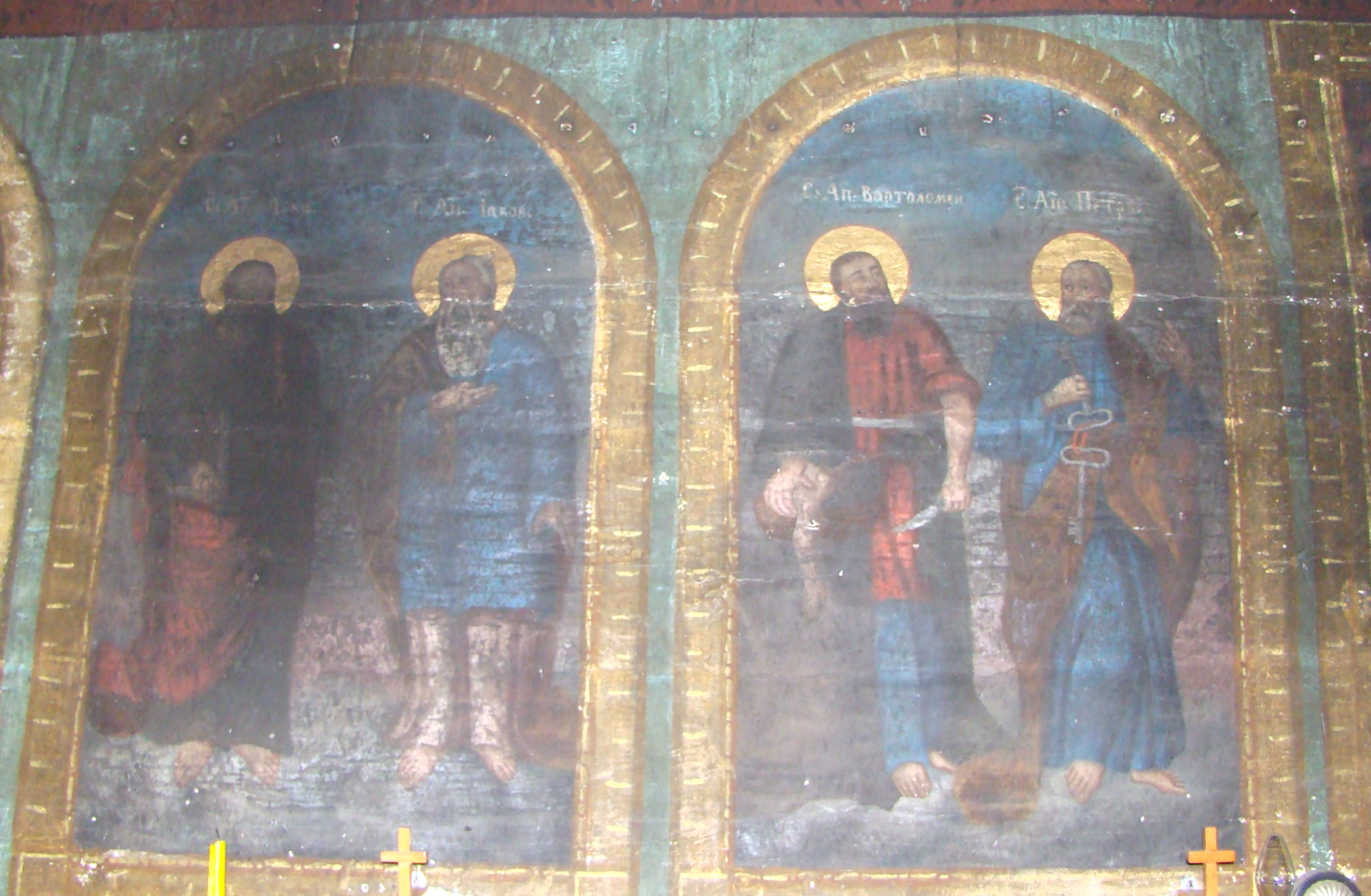
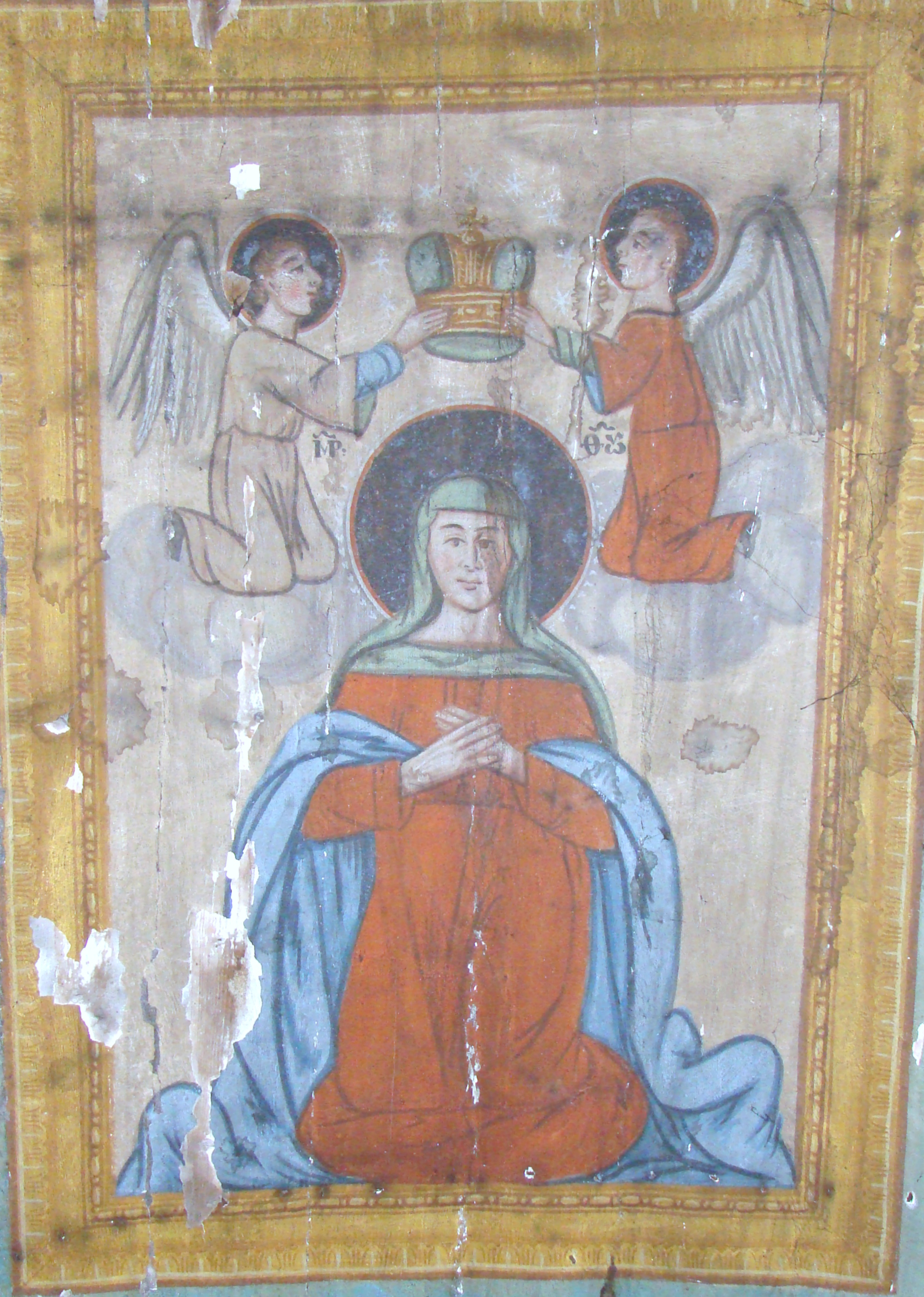
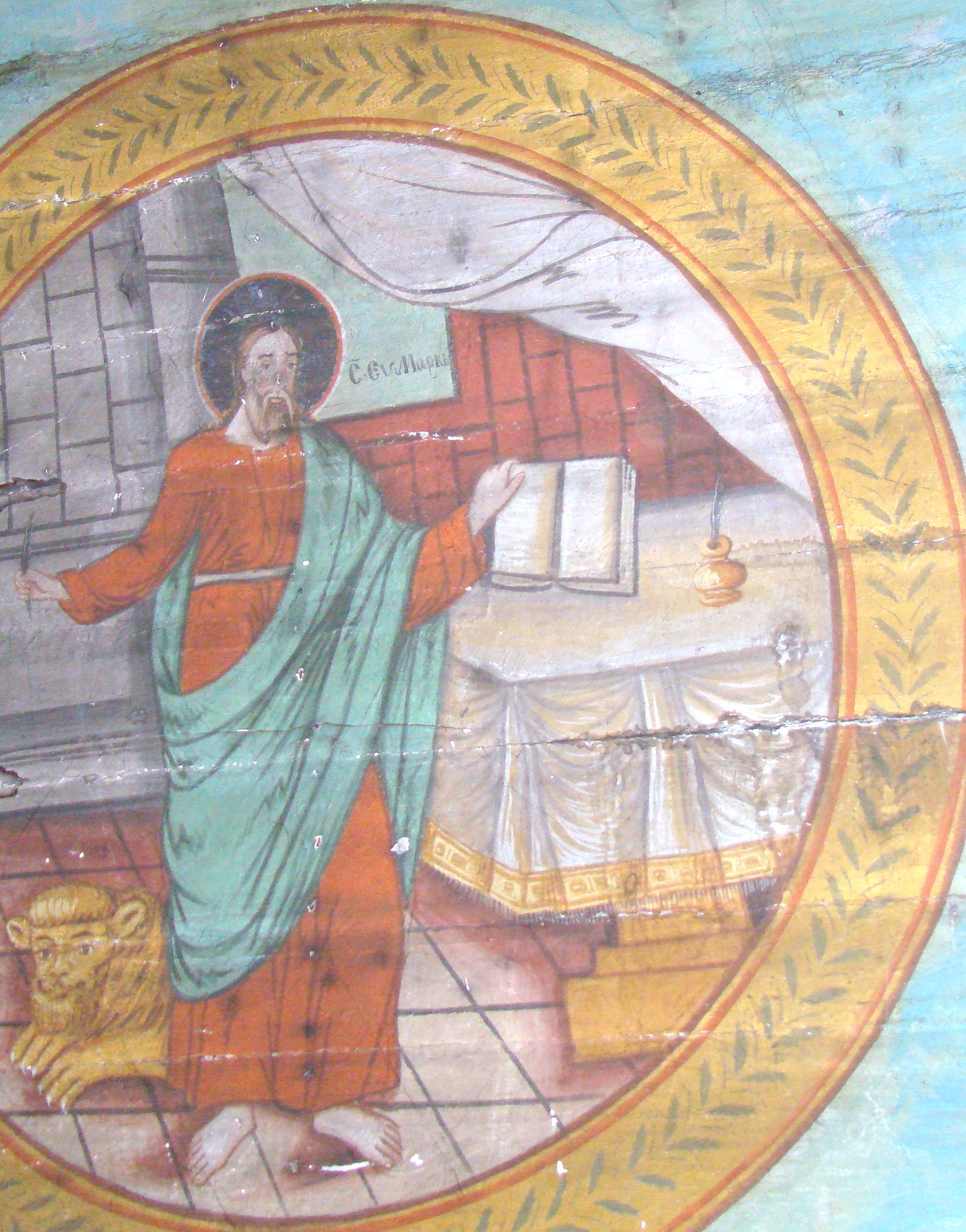
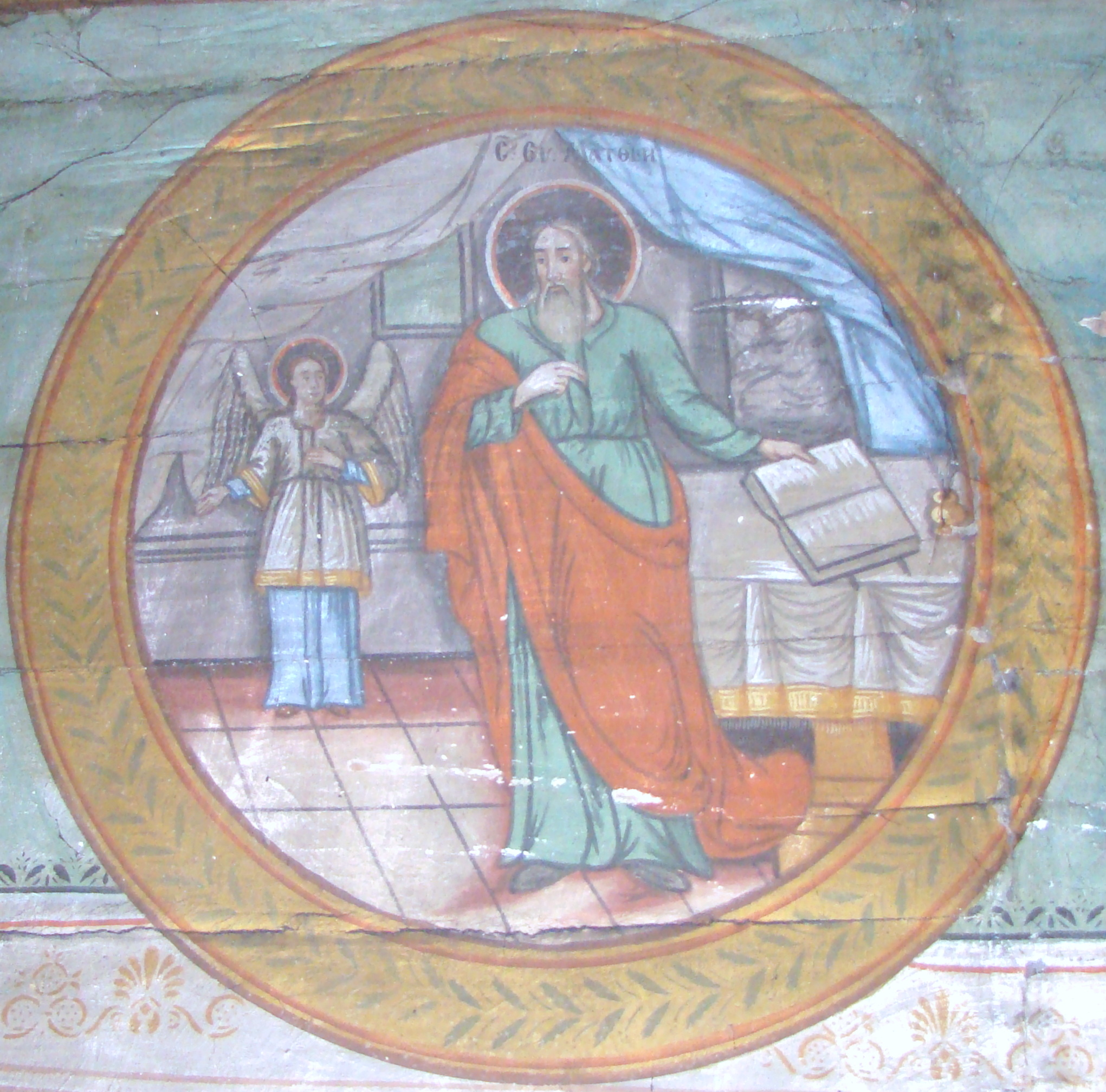
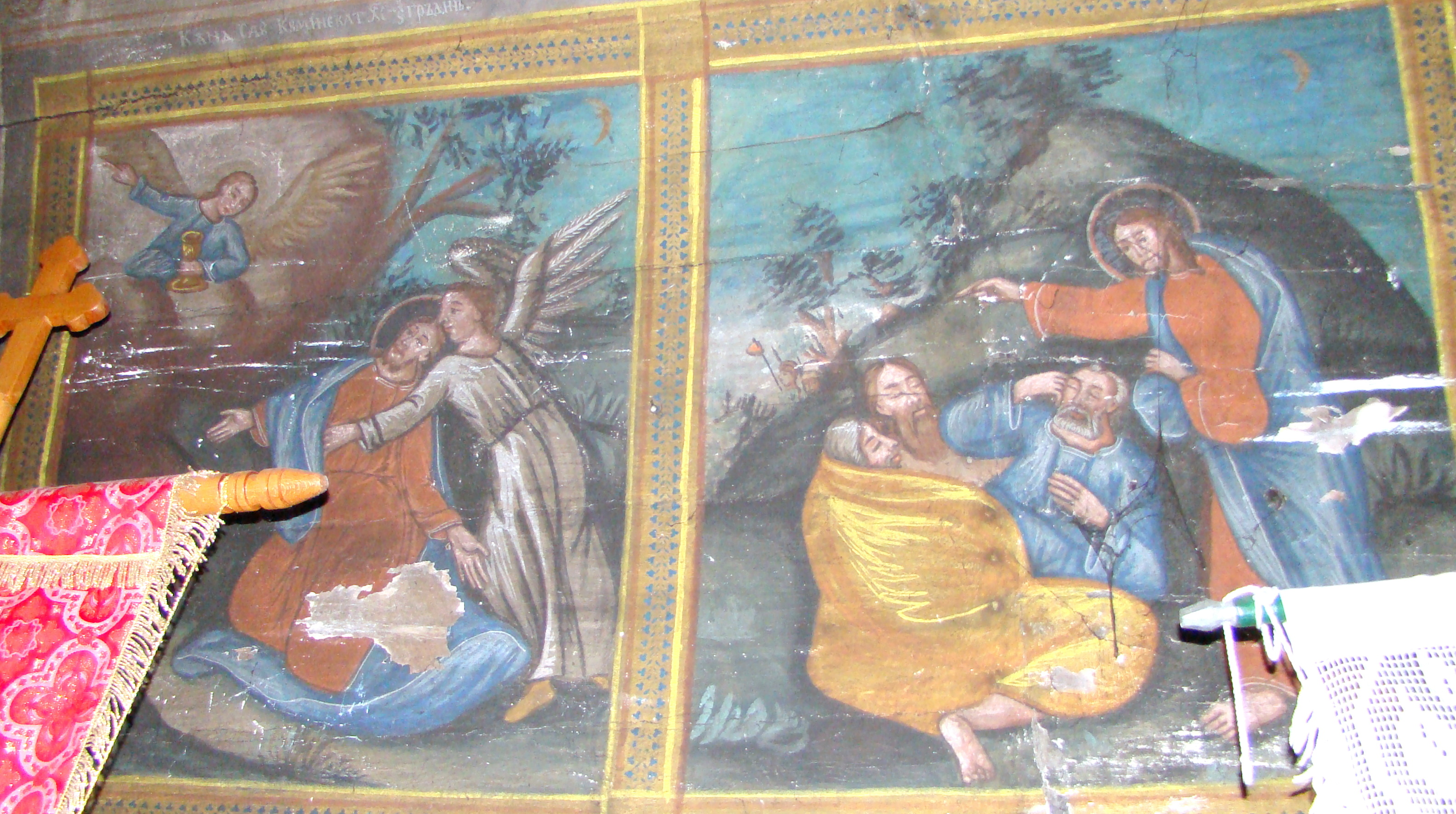
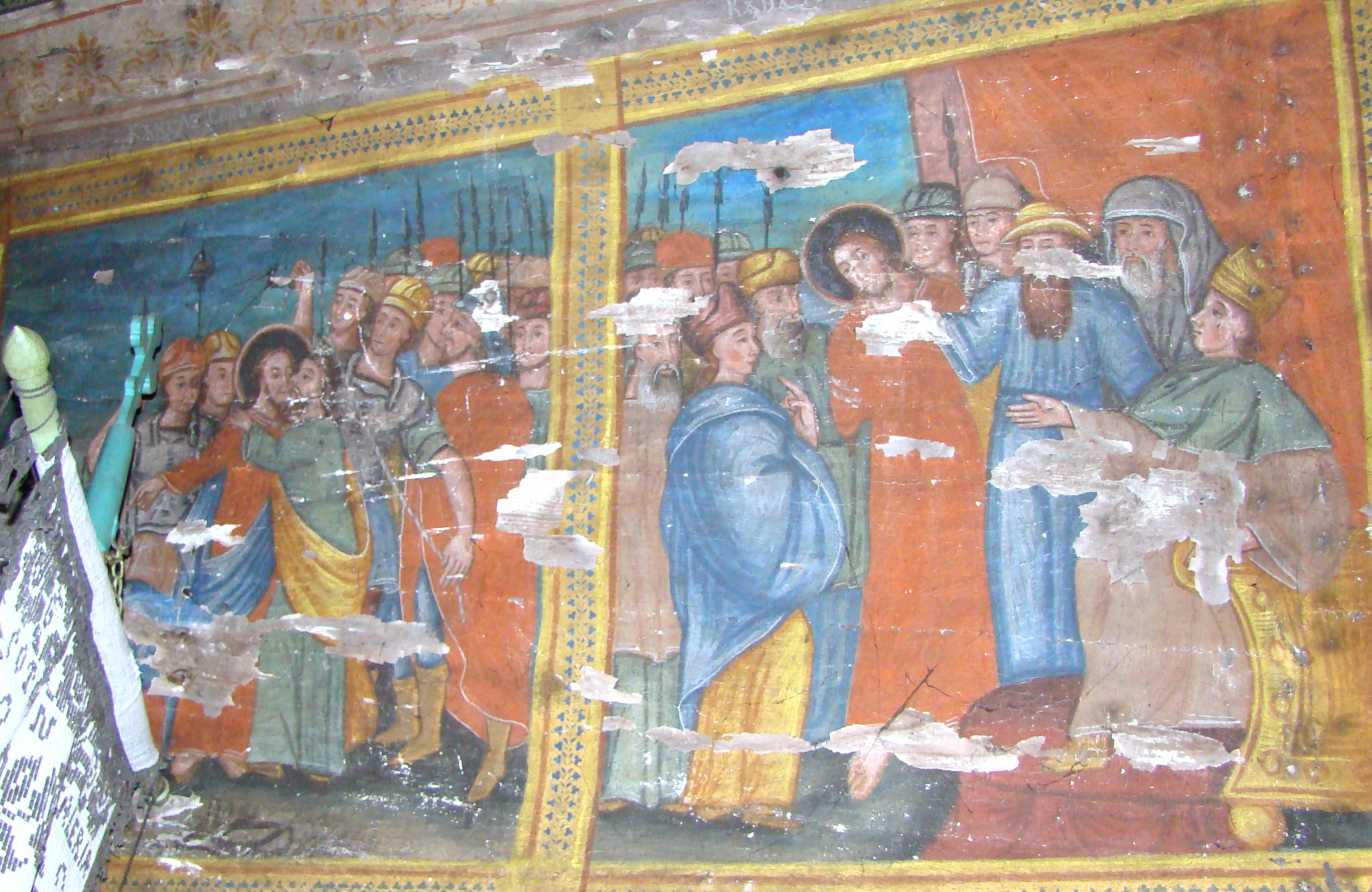
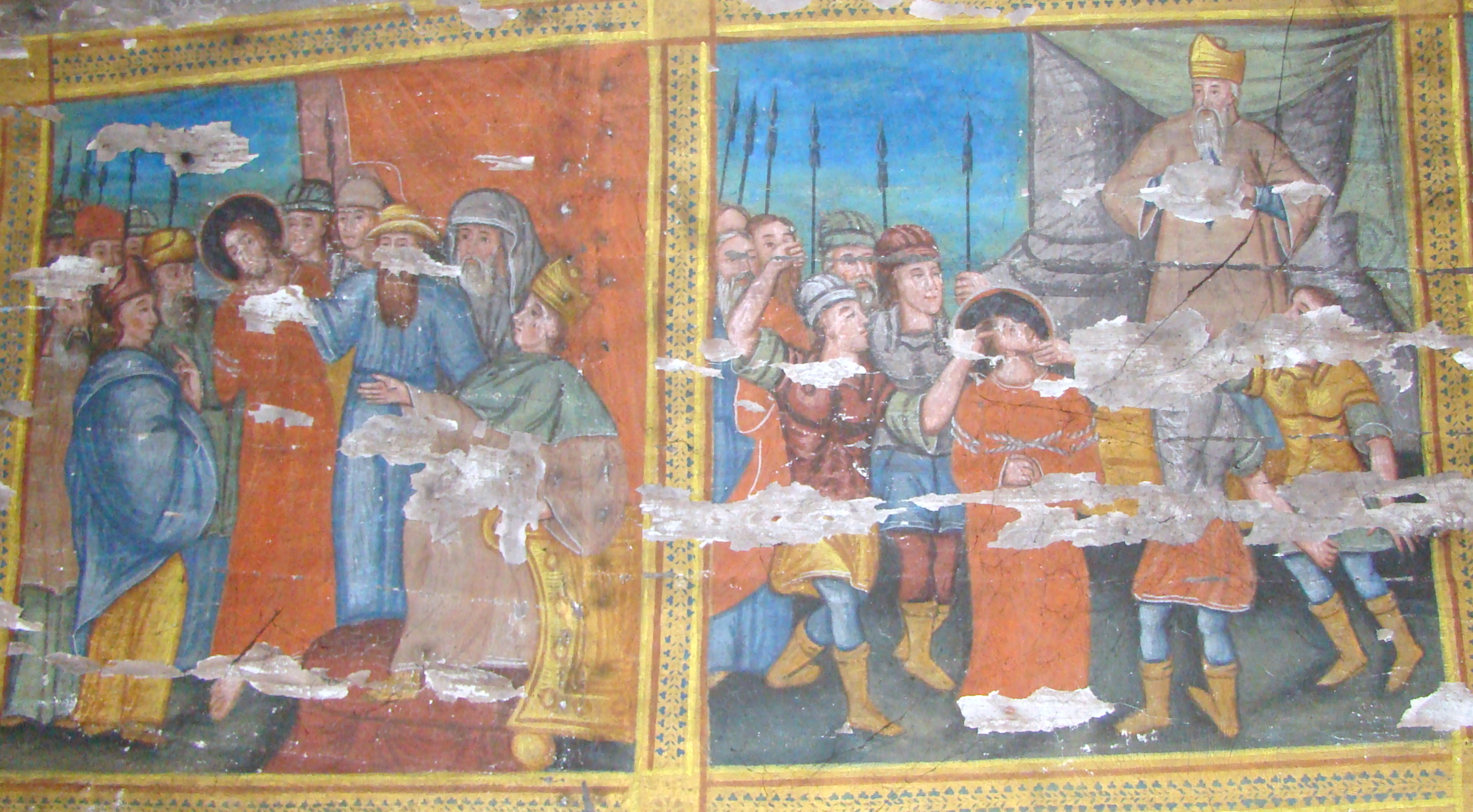
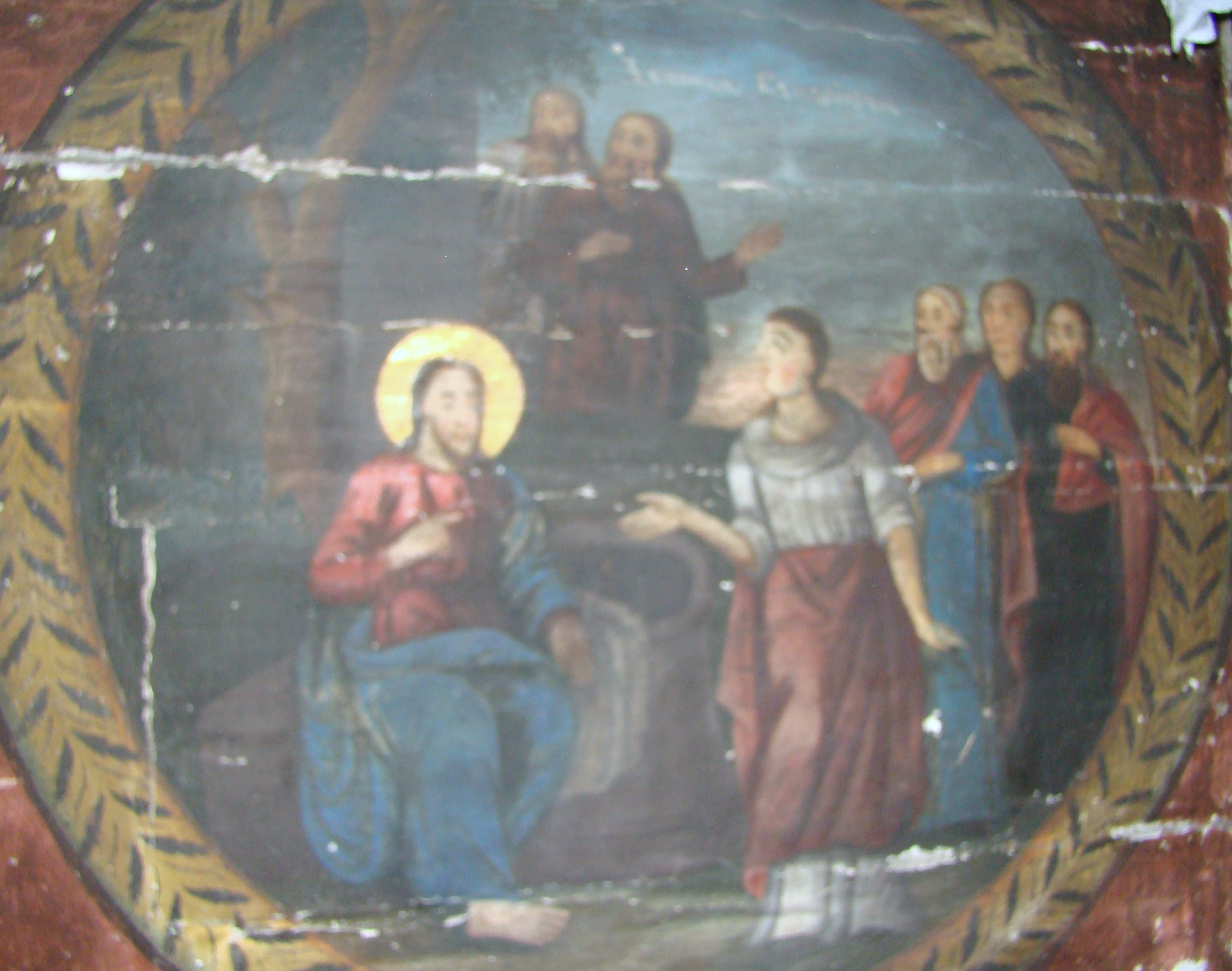
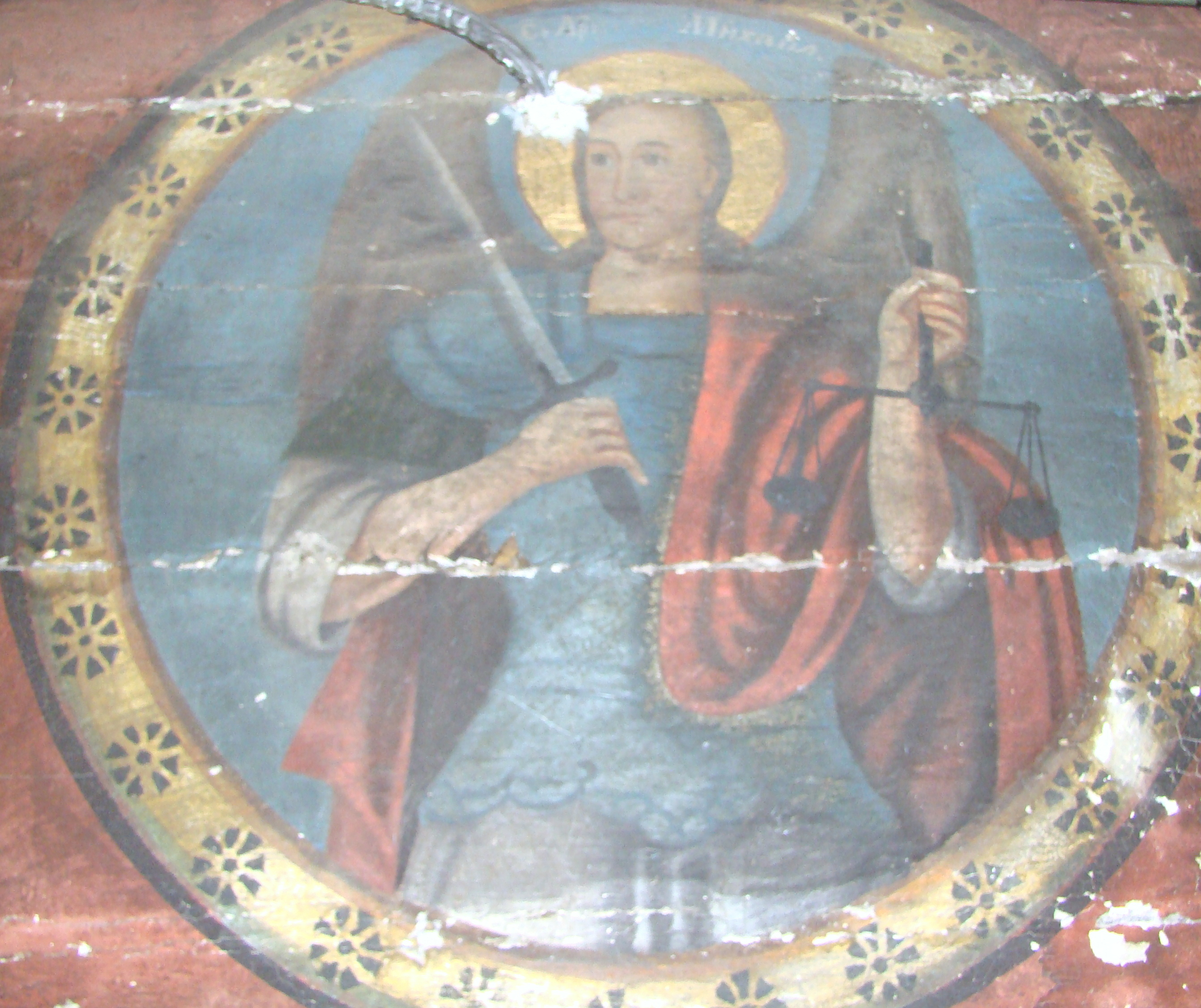
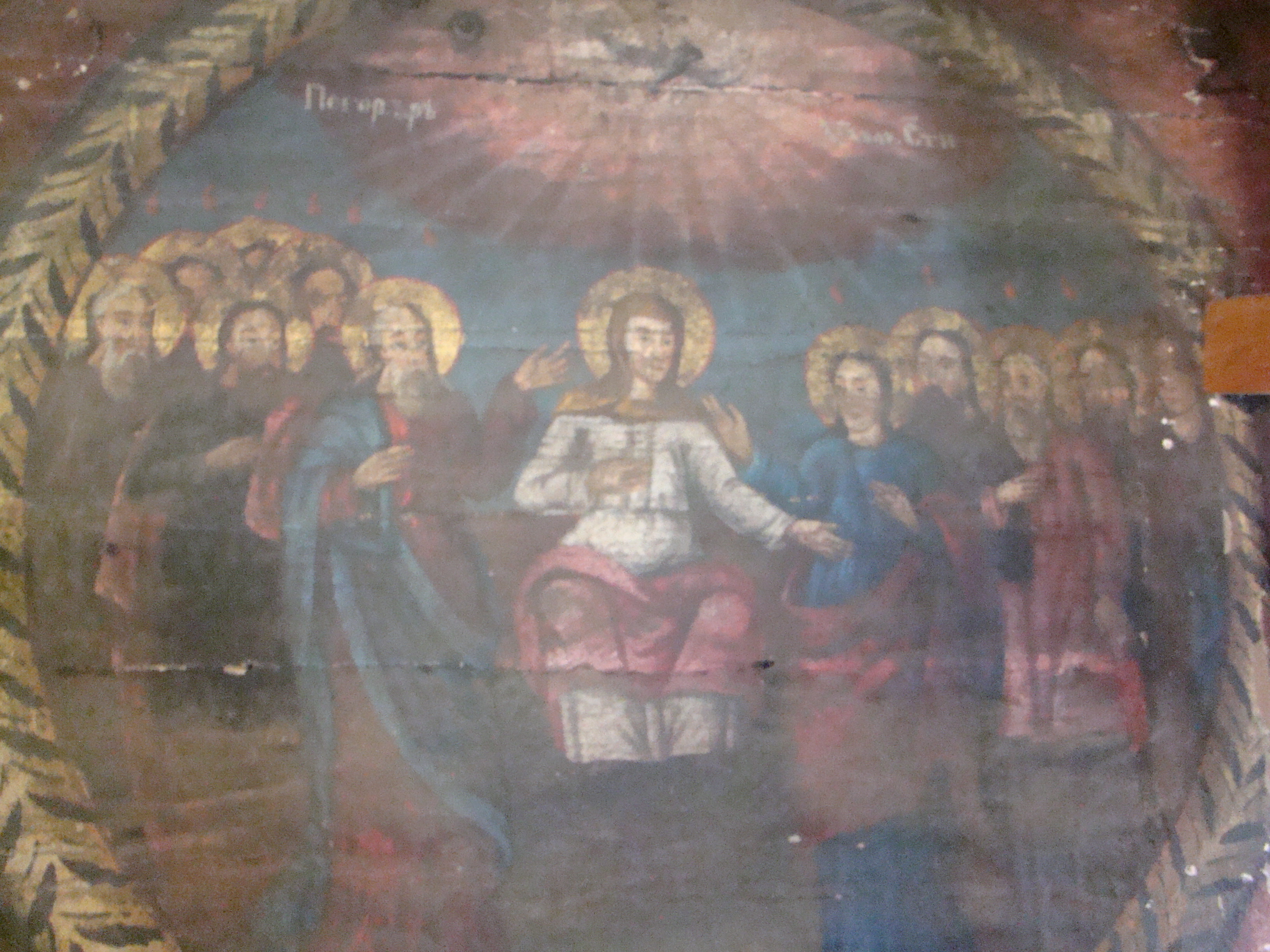
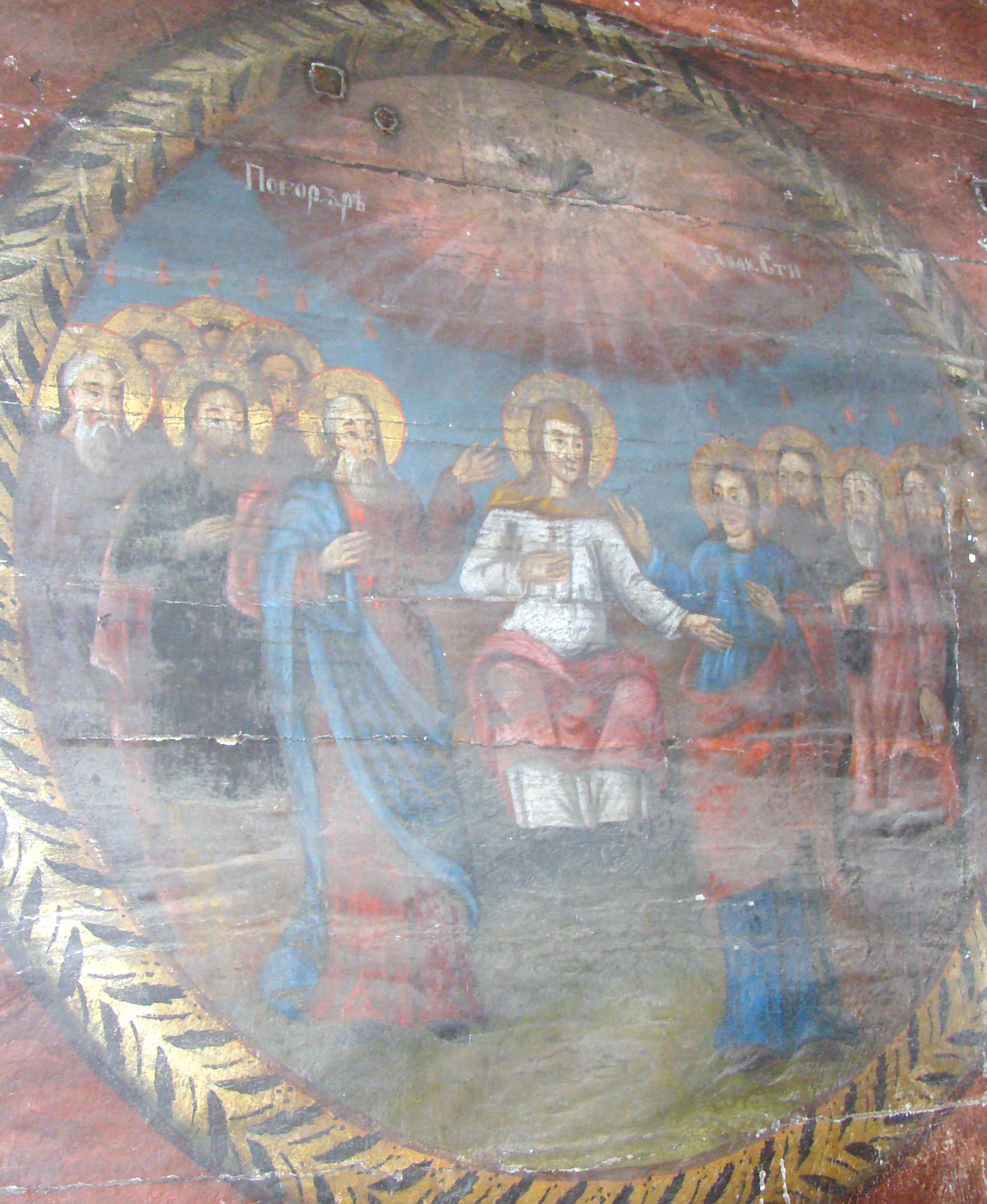
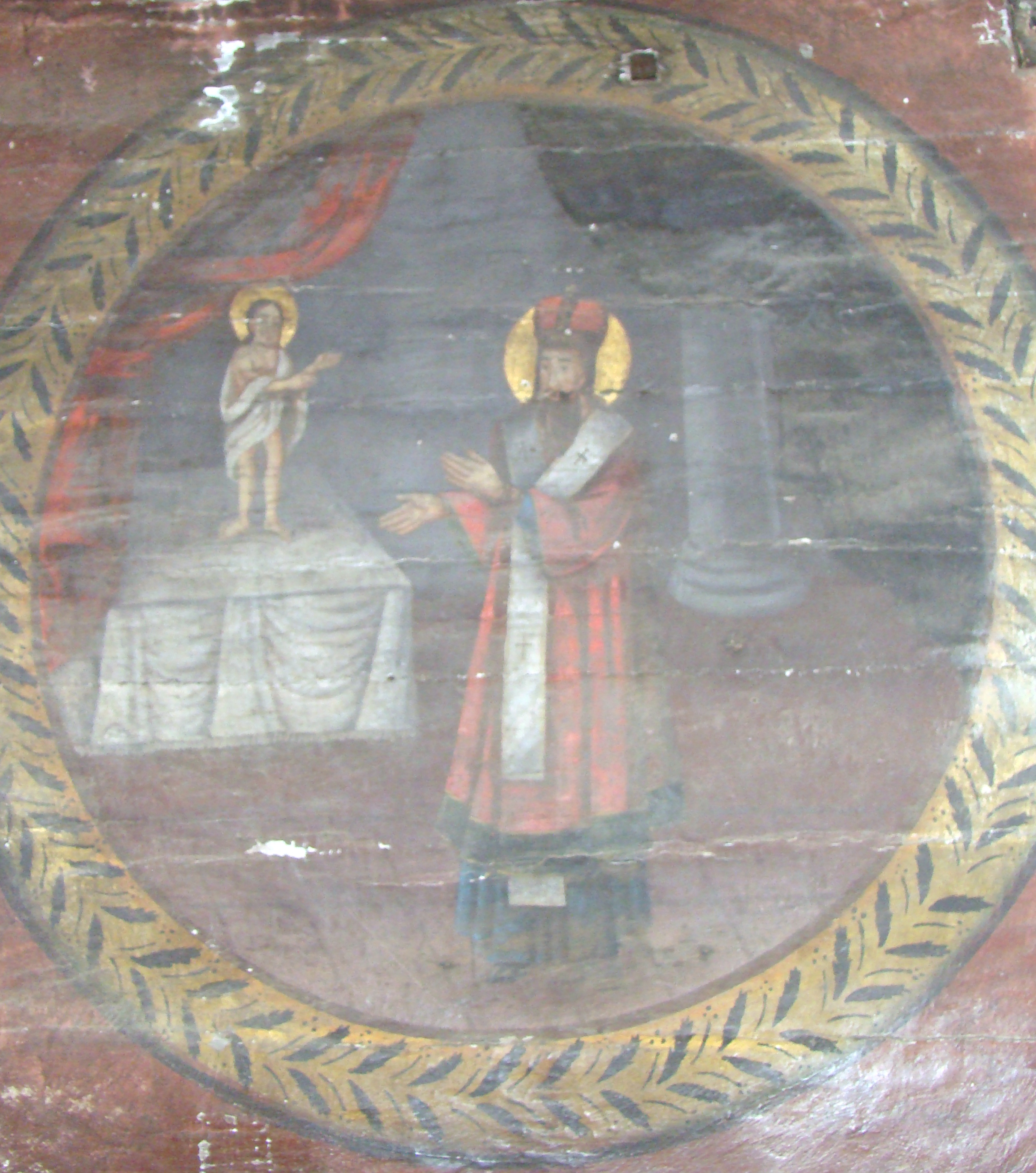
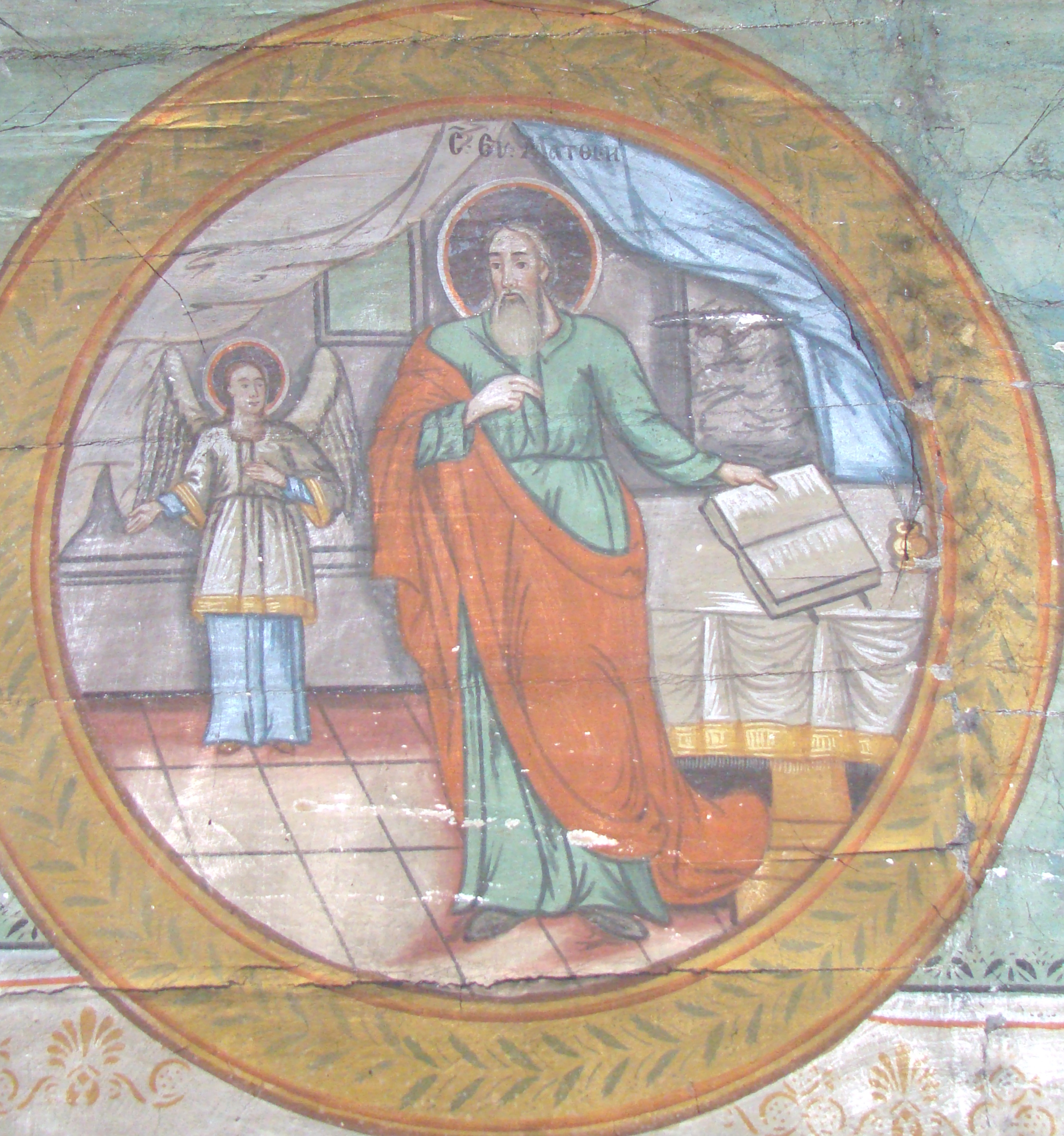
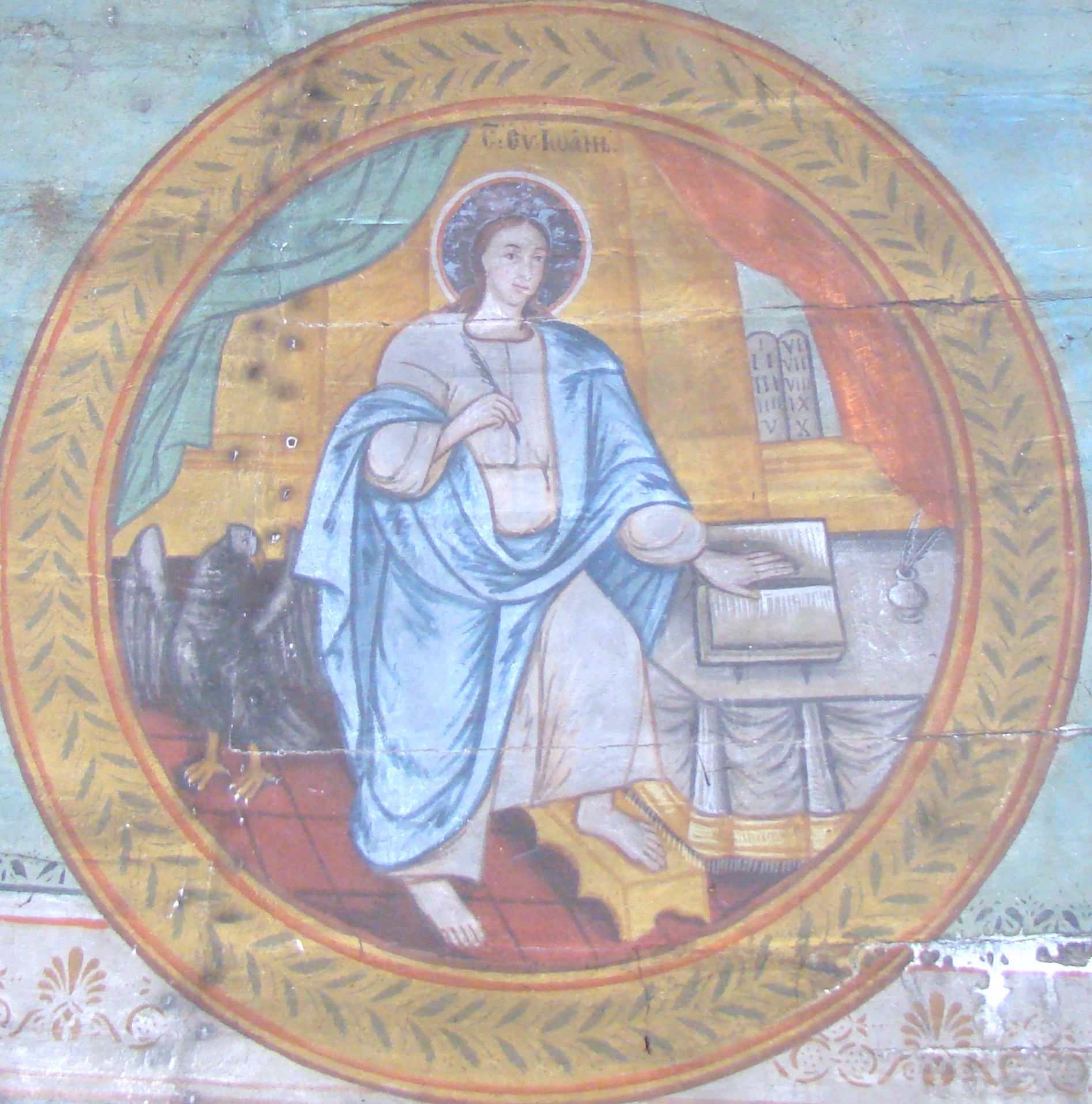
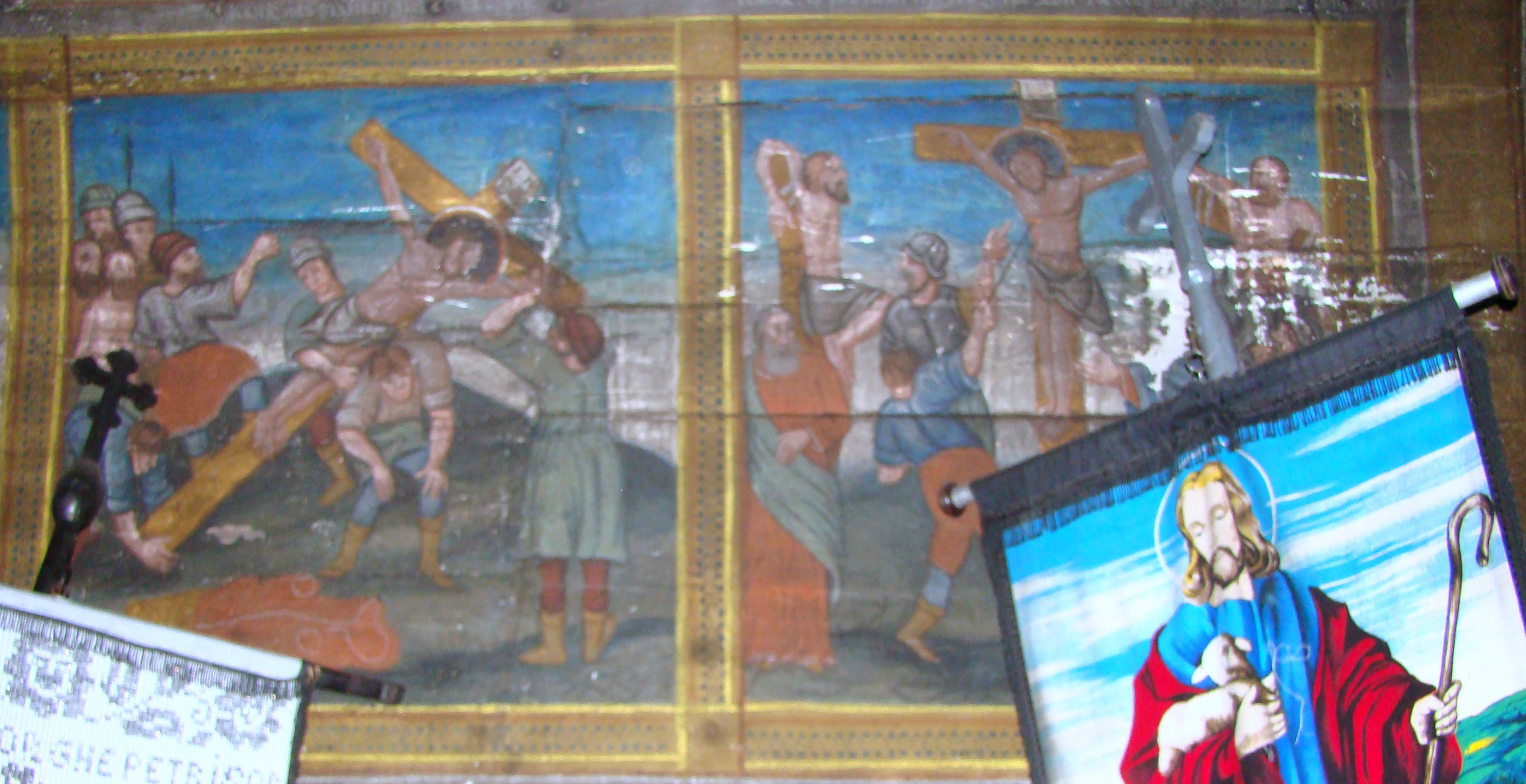
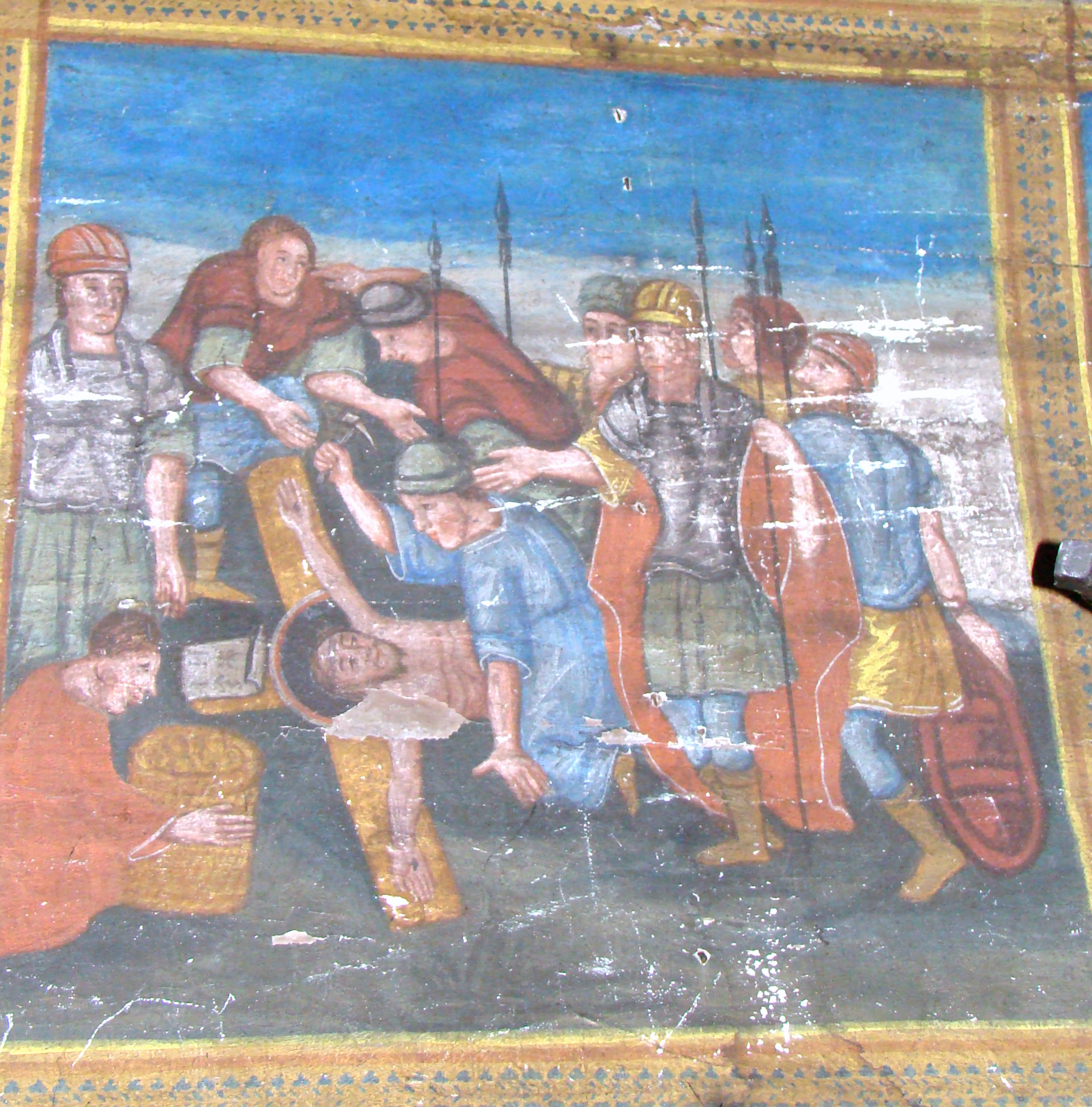
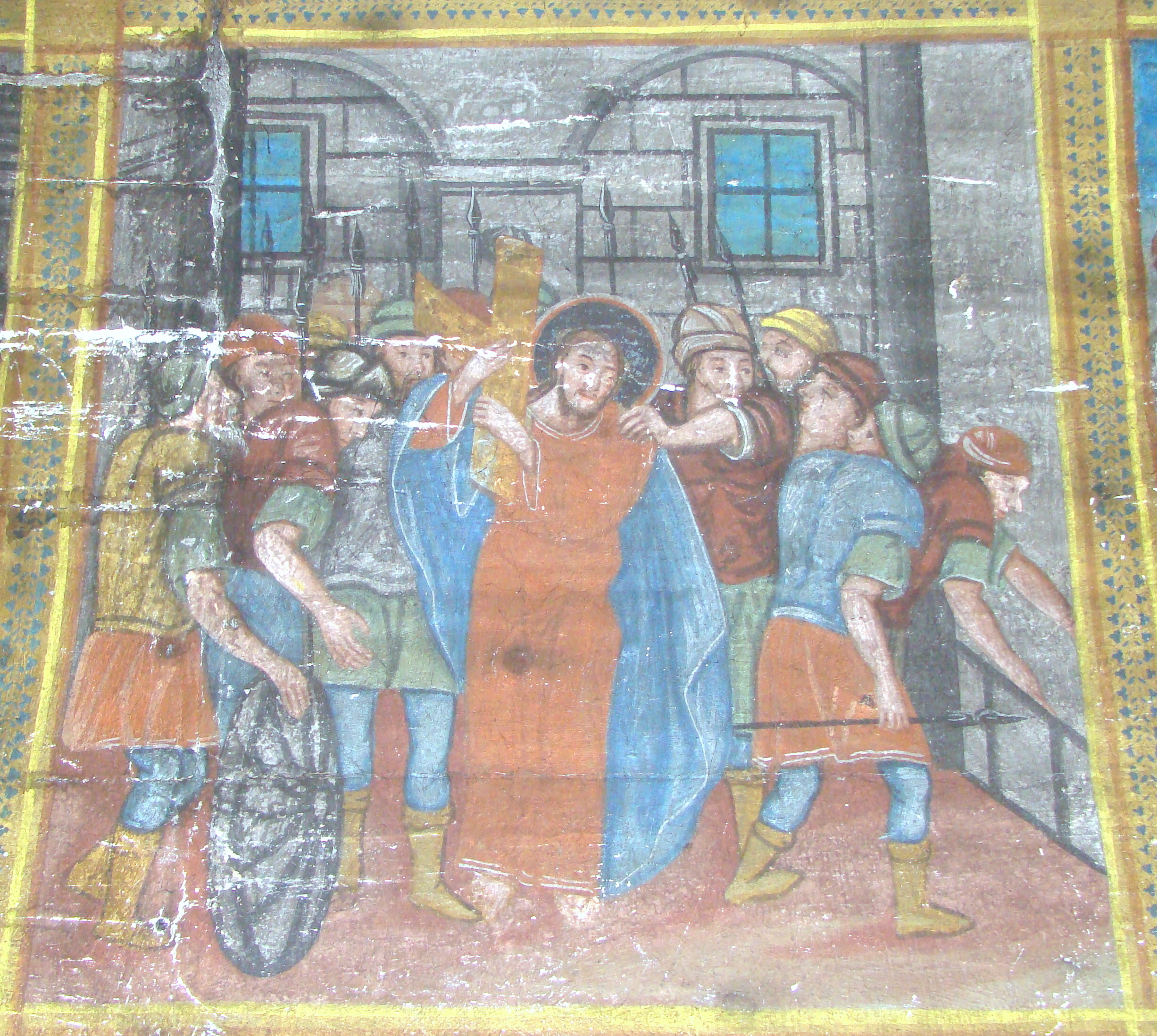
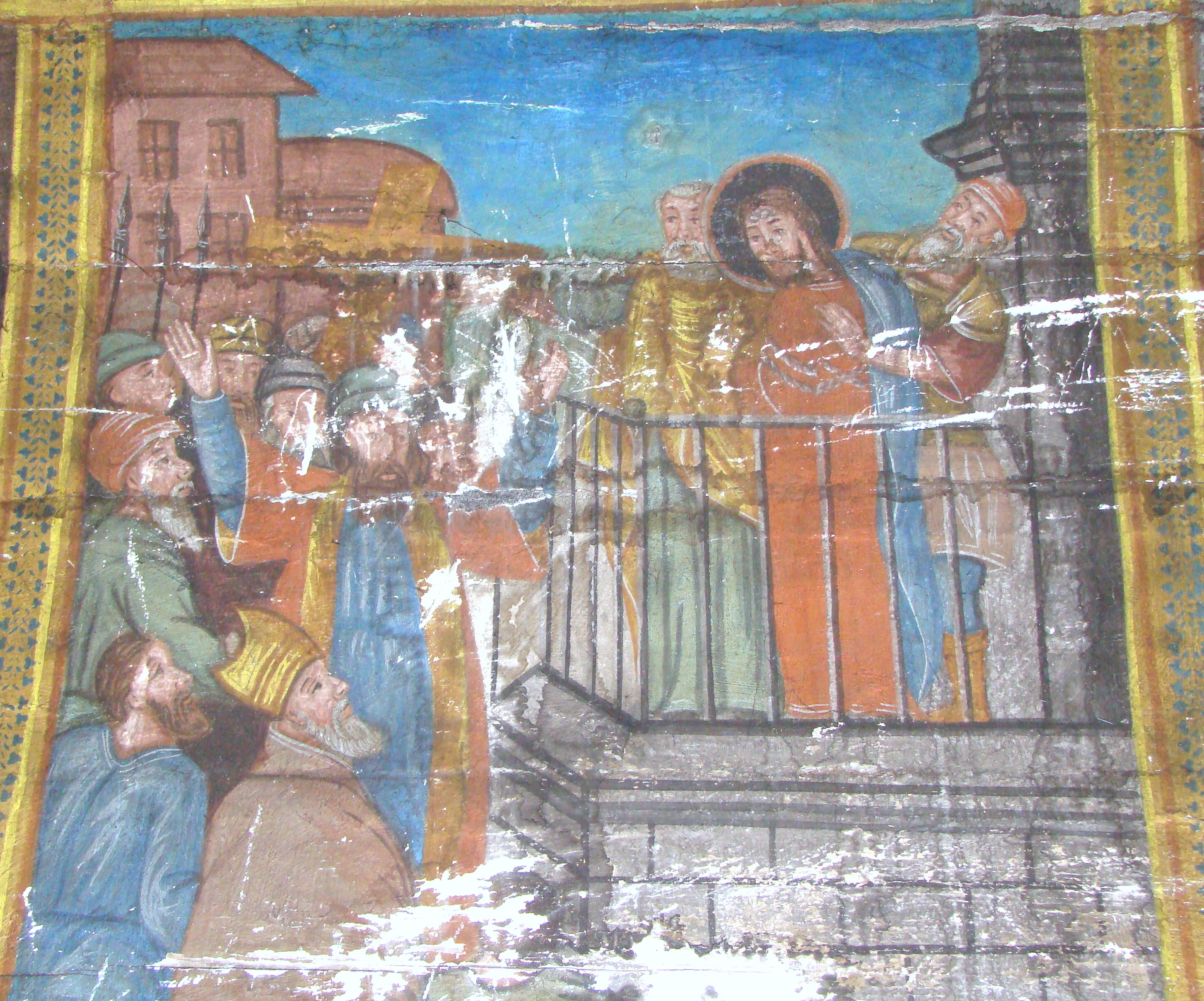
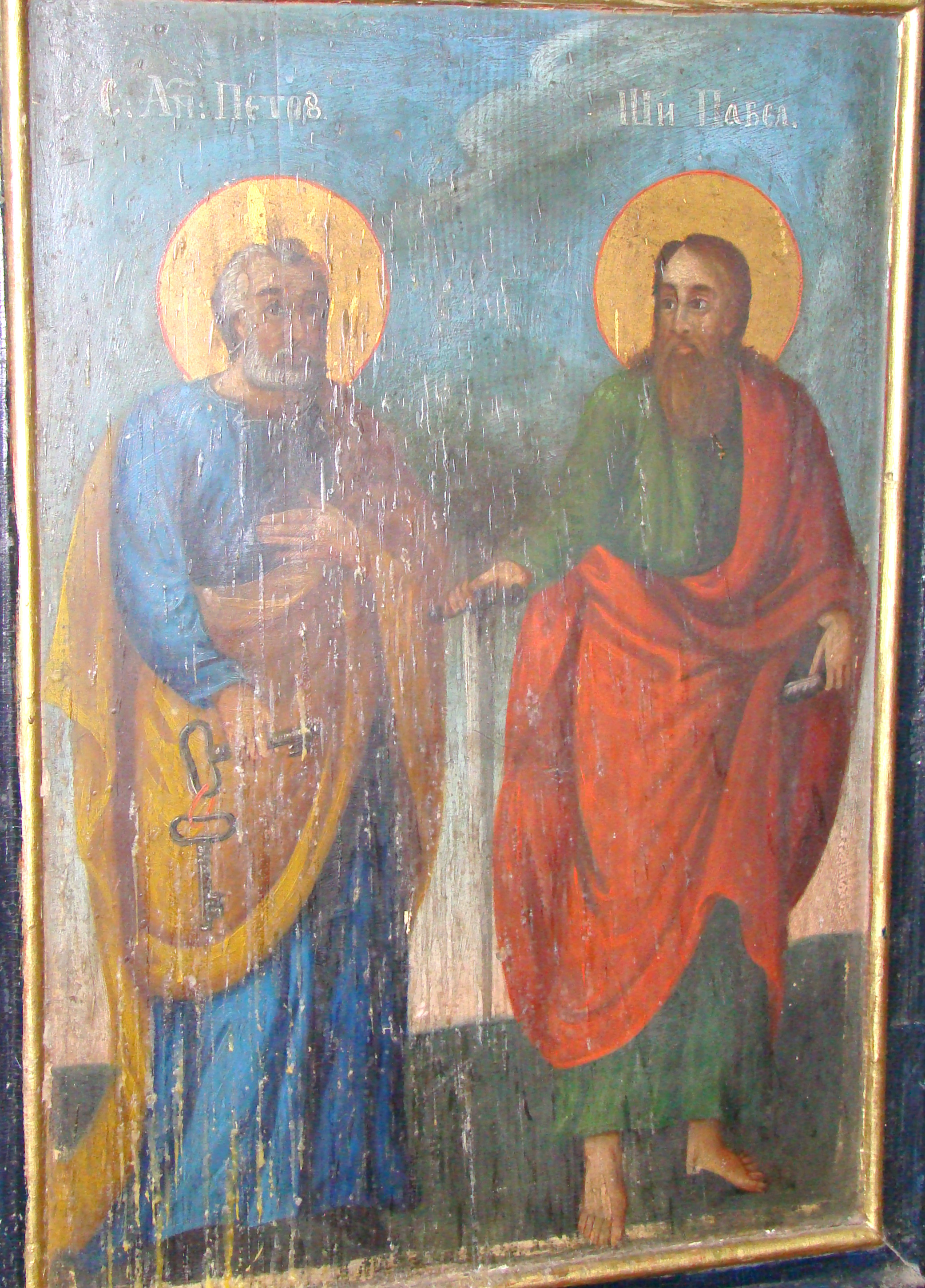
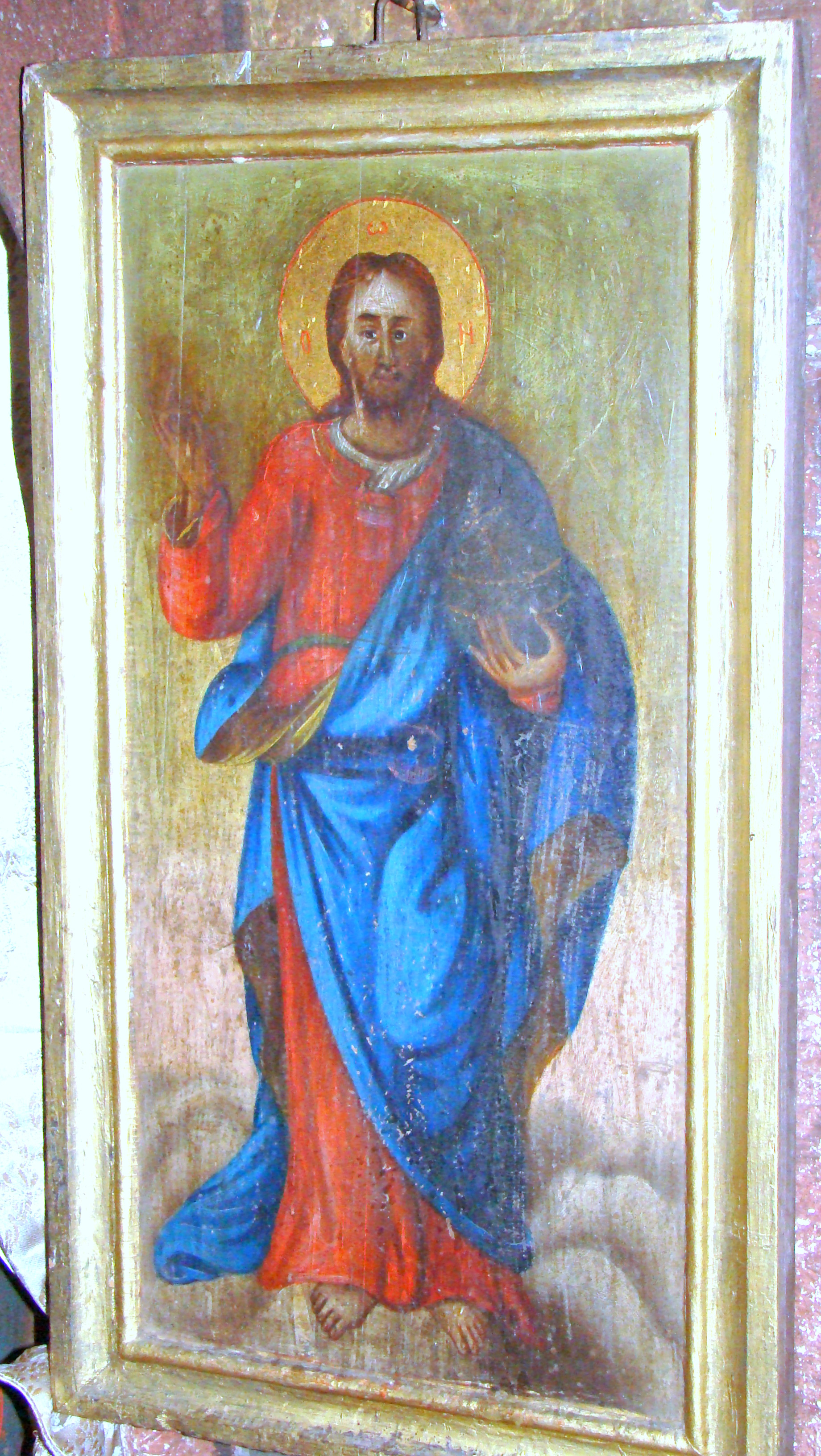
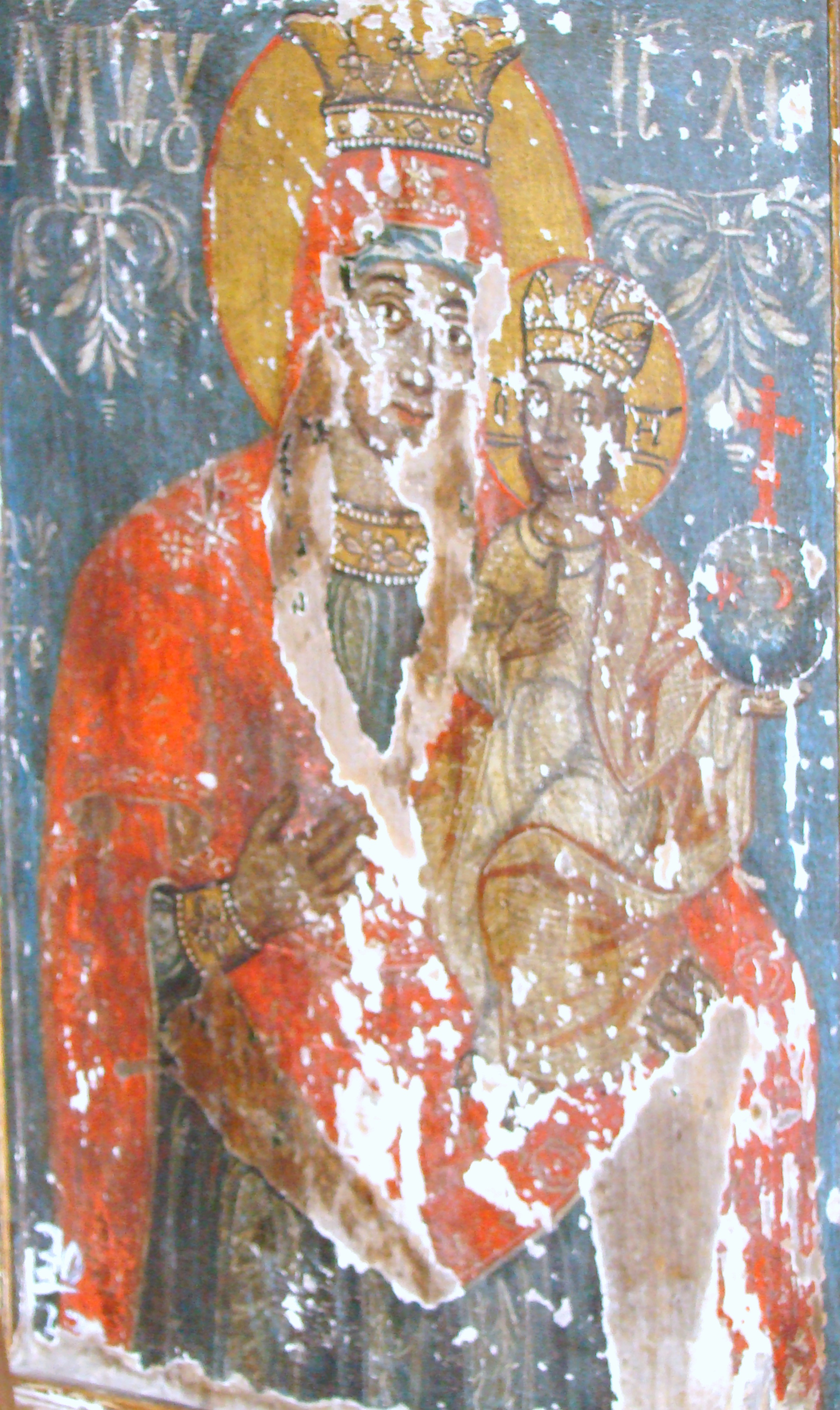